# Dynastie des Xia occidentaux
Pour les articles homonymes, voir Xia et Xixia (homonymie).
Ne doit pas être confondu avec Xia orientaux.
1032–1227
Entités précédentes :
- Tangoutes
- Dynastie Song

Entités suivantes :
- Empire mongol

La dynastie des Xia occidentaux (chinois : 西夏 ; pinyin : xīxià), gouvernait, de 1032 à 1227 selon l'historiographie chinoise, l'État appelé « royaume des Xia occidentaux » (Xixia) par les Chinois Han, « Empire tangoute » (Тангуд улс) par les Mongols et « Minyak » par les Tibétains. Le territoire de cet État fondé par les Tangoutes, un peuple de langue tibéto-birmane, correspondait approximativement aux actuelles provinces chinoises du Gansu, du Shaanxi, du Ningxia, à l'est du Qinghai, au nord du Shaanxi, au nord-est du Xinjiang, au sud-ouest de la Mongolie intérieure et au sud de la Mongolie. Le tout représente une surface de 800 000 km2,, et recouvre le nord-ouest de la Chine. Au XIIe siècle, la capitale est déplacée à Khara-Khoto, qui reste le centre du pouvoir jusqu'à sa destruction en 1227 par les troupes de Genghis Khan, le fondateur de l'Empire mongol. En même temps que la cité, toutes les archives écrites du royaume sont brulées, ce qui explique que l'histoire de ce royaume reste longtemps connue de l'Occident uniquement grâce aux documents chinois. Ce n'est qu'en 1907 que le site de la capitale est découvert par l'explorateur russe Piotr Kouzmitch Kozlov et que les fouilles qui s'ensuivent permettent d'en savoir plus sur ce peuple.
Le territoire des Xia occidentaux se situe autour du corridor du Hexi, une des portions de la route de la soie, qui est alors la route commerciale la plus importante entre le nord de la Chine et l'Asie centrale. Tout au long de leur existence, les Xia font des progrès importants dans la littérature, l'art, la musique et l'architecture, qui a été décrite comme étant « rayonnante et étincelante ». Leur existence même et leur maitrise d'un territoire aussi important alors qu'ils sont frontaliers de puissants empires rivaux tels que les Liao, les Song et les Jin s’explique par leur organisation militaire efficace qui combine cavalerie, chars, archers, fantassins protégés, artillerie (canons primitifs portés à dos de chameaux) et troupes amphibies exercées au combat sur terre et l’eau.

## Noms
Le nom complet que les Xia occidentaux donnent à leur royaume est en tangoute : 𗴂𗹭𘜶𗴲𗂧 (phiow1-bjij2-lhjij-lhjij2), ce que l'on peut traduire par « Le Grand État Xia du grand blanc élevé » (chinois : 白高大夏國), ou encore « mjɨ-njaa ». (chinois : 萬祕國). Ce nom fait référence à une montagne des monts Helan connue sous le nom de "Mère blanche et élevée". Il existe aussi des formules plus courtes comme mjɨ-njaa ou khjɨ-dwuu-lhjij (chinois : 萬祕國). La région en elle-même est appelée Minyak par les Tangoutes et les Tibétains,. Un autre nom utilisé par les Tangoutes pour désigner leur État est « khjɨ-dwuu-lhjij », qui signifie l'« État des dix mille secrets ».
Le nom « Xia occidentaux » est la traduction littérale de celui que les Chinois ont donné à ce royaume. Il dérive de son emplacement géographique, sur la rive ouest du fleuve Jaune, en opposition aux dynasties Liao (916–1125) et Jin (1115–1234) qui sont sur la rive est et à la dynastie Song au sud-est. Le terme anglais « Tangut » et le terme français « Tangoute » dérivent tous deux du nom mongol du pays: Tangghut (mongol : ᠲᠠᠩᠭᠤᠳ). Les linguistes pensent qu'il s'agit du même mot que « Dangxiang » (chinois traditionnel : 黨項), qui, lui, apparaît dans la littérature chinoise. Durant les siècles suivants, le terme  « Tangoute » est utilisé comme nom commun pour désigner certaines tribus de la région de l'Amdo-Kokonor-Gansu, ce jusqu'au XIXe siècle. Les Tangoutes s'appelaient eux-mêmes Minag, un nom propre transcrit en chinois « Mianyao » ou « Miyao ».

## Histoire

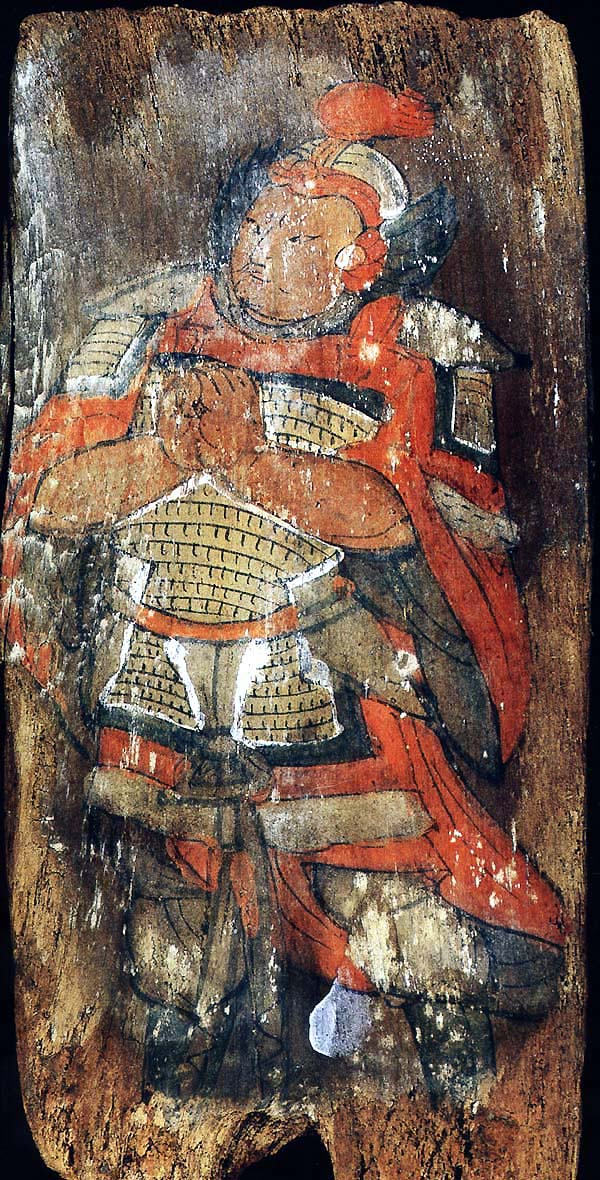
Peinture murale représentant un gardien de tombe - Xia Occidentaux

Fonctionnaires tangoutes.

### Origines
Les Tangoutes sont à l'origine un peuple nomade, originaire de la région du Tibet-Qinghai, rangé par les Han dans la catégorie des barbares nomades (Qiang, 羌, qiāng, composé des sinogrammes personne (人) et mouton (羊, yáng)). Selon les archives chinoises, qui les appellent les Dangxiang, ils descendent plus précisément du peuple des Qiang occidentaux et occupent les steppes autour du lac Qinghai et les montagnes situées au sud de celui-ci.
En 608, les Tangoutes aident la dynastie Sui à vaincre les Tuyuhun, mais ils sont trahis par les soldats Sui, qui en profitent pour piller leurs terres. En 635, les Tang leur demandent de servir de guides pour la campagne de l'empereur Taizong contre les Tuyuhun, mais les troupes Tang les doublent lors d'une attaque surprise qui leur permet de s'emparer de milliers de têtes de bétail. En représailles, les Tangoutes attaquent les Tang et tuent des milliers de leurs soldats.
Mais petit à petit, les Tangoutes quittent leurs terres pour échapper à la pression des Tibétains et migrent vers l'est, dans la région correspondant actuellement aux provinces du Shanxi et du Shaanxi. Déjà, en 584-5, Tuoba Ningzong avait conduit en Chine un premier groupe de Tangoutes, pour se soumettre aux Sui. En 628-9, un autre groupe commandé par Xifeng Bulai se rend aux Tang. Après la défaite des Tuyuhun en 635, un nouveau groupe de Tangoutes se soumet aux Chinois  Ils sont menés par le prince Tuoba Chici, qui domine les Qiangs du Dangxiang. Lorsque ce dernier fait acte de soumission auprès des Tang, ces derniers l'autorisent à prendre Li (李) comme nom de famille, soit le nom de famille des empereurs de cette dynastie. Les 340 000 Tangoutes vivant alors en Chine sont divisés en 32 préfectures jimi dirigées par des chefs Tangoutes qui sont nommés préfets par les Tang. Une autre vague de migrants Tangoutes entre dans le territoire Tang en 692, ajoutant jusqu'à 200 000 personnes à la population de Lingzhou et Xiazhou. En 721-722, Tuoba Sitai, un descendant de Tuoba Chici, aide les Tang à réprimer une révolte menée par les Sogdiens à Shuofang. Au moment de la révolte d'An Lushan dans les années 750, les Tangoutes sont devenus la principale puissance locale dans la région de l'Ordos au nord du Shaanxi. Dans les années 760, un commandant militaire nommé Ashina Sijian harcèle six tribus Tangoutes et s'empare de leurs chameaux et de leurs chevaux. Pour lui échapper, les Tangoutes fuient vers l'ouest en traversant le fleuve Jaune et commencent à travailler pour les Tibétains en tant que guides lors des raids de ces derniers. En 764, les Tangoutes se joignent aux Tibétains et aux Ouïghours pour soutenir la révolte contre les Tang de Pugu Huaien. Après la victoire des Tang contre Huaien, Tuoba Chaoguang, un descendant de Tuoba Chici, est nommé chef des Tangoutes restés loyaux aux Chinois. Les clans Yeli, Bali et Bozhou restent fidèles aux Tibétains ; mais globalement les Tangoutes continuent à être victimes des raids et des pressions des Tibétains. Finalement, les colonies frontalières passent alternativement sous le contrôle des Tang et des Tibétains pendant de nombreuses années. En 806, le ministre des Travaux par intérim, Du You, admet que les Tangoutes sont mal traités par les Tang :

« Ces dernières années, des généraux frontaliers corrompus ont harcelé et maltraité [les Tangoutes] à plusieurs reprises. Certains ont profité du [commerce déloyal de] leurs chevaux de qualité, d'autres ont capturé leurs fils et leurs filles. Certains ont accepté leurs produits locaux comme pots-de-vin, et d'autres leur ont imposé des corvées. Après avoir subi tant d'épreuves, les Tangoutes se sont rebellés et ont fui. Ils ont envoyé des émissaires pour contacter les Ouïgours ou ont coopéré avec les Tibétains pour piller nos frontières. Ce sont les conséquences des mauvaises actions [des généraux frontaliers Tang]. Nous devons les discipliner. »

— Du You
En 814, les Tang nomment un Commissaire chargé de pacifier les Tangoutes à Youzhou (l'actuelle Bannière d'Otog), mais cela ne résout pas le problème pour autant. En 820, les Tangoutes sont tyrannisés par Tian Jin, un gouverneur local. Ils se vengent en rejoignant les Tibétains pour les aider lors de leurs raids contre les garnisons Tang. Des conflits sporadiques entre les Tang et les Tangoutes durent jusqu'en 840, date à laquelle ces derniers se révoltent ouvertement contre les Tang. Cette révolte est réprimée, mais, finalement, la cour des Tang réussit à apaiser les Tangoutes en réprimandant leurs généraux frontaliers et en les remplaçant par des généraux plus disciplinés. Les Tangoutes s'affrontent également avec les Ouïghours après l'effondrement de leur Khaganat, car ces deux peuples veulent avoir le monopole du commerce des chevaux, qui passe par Lingzhou.

#### Jiedushi de Dingnan
En 873, Tuoba Sigong, le plus puissant des chefs Tangoute de Xiazhou, occupe Youzhou et s'autoproclame préfet. Lorsque Chang'an tombe aux mains du chef rebelle Huang Chao en 880, Sigong prend la tête d'une armée sino-tangoute pour aider les forces Tang à chasser les rebelles. Pour le récompenser de son aide, en 881 les Tang  lui accordent officiellement le contrôle de Xiazhou, Youzhou, Suizhou, Yinzhou, et plus tard aussi de Jingbian. L'ensemble de ce territoire, qui est centré sur l'actuelle ville de Yulin, dans le Shaanxi, est appelé Jiedushi de Dingnan, et est également connu sous le nom de Xiasui. Après l'écrasement de la révolte de Huang Chao en 883, Sigong reçoit le nom de famille dynastique "Li", qui est celui de la famille régnante de la dynastie Tang, et est nommé "duc de Xia". En 878, le chef Shatuo Li Guochang attaque les Tangoutes, mais il est repoussé grâce à une intervention des Tuyuhun.
Sigong meurt en 886 et c'est son frère Sijian qui lui succède. À cette date, la dynastie Tang connait sa crise finale et la Chine commence à éclater en une multitude de royaumes plus ou moins importants. En 905, l'État de Jin, un royaume Shatuo qui contrôle le Shanxi et est dirigé par Li Keyong (en), s'allie avec Abaoji, le Khagan du peuple Khitan et futur fondateur de la dynastie Liao. Cette montée en puissance des Shatuo pousse les Tangoutes à s'allier avec les Liang postérieurs, les rivaux de Keyong, qui accordent des titres honorifiques aux souverains de Dingnan. Sijian meurt en 908 et est remplacé par son fils adoptif Yichang, qui est assassiné par son officier Gao Zongyi en 909. Gao Zongyi est lui-même assassiné par des soldats de Dingnan et est remplacé par Renfu, qui est à la fois l'oncle de Yichang et un officier populaire au sein de l'armée. En 910, la ville de Dingnan est assiégée pendant un mois par les troupes de l'État de Jin et leurs alliés du royaume de Qi, mais les Tangoutes réussissent à repousser l'invasion avec l'aide des Liang postérieurs. En 922, Renfu envoie 500 chevaux à Luoyang, peut-être pour aider les Liang postérieurs à combattre les Shatuo. En 923, les Liang sont vaincus par les Jin qui fondent la dynastie des Tang postérieurs. Les relations entre la nouvelle dynastie et les Tangoutes semblent se normaliser assez vite, car en 924, Renfu est élevé au rang de "Prince de Shuofang" par les Tang postérieurs. Lorsque Renfu meurt en 933, les Tang postérieurs tentent de remplacer son fils, Yichao, par un gouverneur d'origine sogdienne, An Congjin. Congjin assiège Xiazhou avec 50 000 soldats, mais les Tangoutes défendent la ville de manière efficace en ralliant à eux les tribus de la région et en vidant les campagnes environnantes de toute source de ravitaillement possible. Après trois mois de siège infructueux, l'armée des Tang postérieurs est contrainte de battre en retraite. Malgré cette attaque des Tang postérieurs, Yichao fait la paix avec eux en envoyant 50 chevaux à leur capitale en guise d'offrande.
Yichao meurt en 935 et c'est son frère Yixing qui lui succède. En 943, Yixing découvre un complot de son frère Yimin, qui cherche à le renverser. Yimin s'enfuit en territoire chinois, mais il est renvoyé à Xiazhou pour y être exécuté. Plus de 200 membres de son clan sont impliqués dans le complot, ce qui entraîne une purge au plus haut rang. Le poste de Yimin est occupé par un fonctionnaire loyal, Renyu. Peu de temps après, Renyu est tué par les Qiang Yemu, qui partent se réfugier en territoire chinois. En 944, Yixing lance peut-être une attaque contre la dynastie Liao pour le compte des Jin postérieurs, les successeurs des Tang postérieurs, mais les sources ne sont pas claires sur cet événement. En 948, Yixing demande la permission de traverser la frontière et d'attaquer les Yemu Qiang, mais les Han postérieurs, qui viennent de renverser les Jin postérieurs, refusent. Au lieu de cela, Yixing, encouragé par un rebelle nommé Li Shouzhen, attaque un circuit voisin, avant de battre en retraite lorsqu'il rencontre une armée des Han. Dans le même temps, les Han postérieurs distribuent des titres honorifiques aux commandants locaux pour les apaiser et Yixing fait partie de ceux qui reçoivent ces titres. Cette politique ne leur réussit guère, car ils sont renversés en 950 par les Zhou postérieurs, qui sont eux-mêmes renversés par la dynastie Song en 960. La même année, Dingnan est attaquée par le royaume des Han du Nord, un royaume rival des Song, mais les Tangoutes réussissent à repousser l'invasion. En 962, Yixing offre des chevaux en guise de tribut à la dynastie Song. Yixing meurt en 967 et c'est son fils, Kerui, qui lui succède.
Kerui meurt en 978 et c'est Jiyun qui lui succède, mais il ne règne qu'un an avant de mourir en 980. Son fils étant encore un enfant, c'est le frère de Jiyun, Jipeng, qui prend le pouvoir. Mais Jipeng n'a pas suivi la voie traditionnelle pour la prise du pouvoir, qui passe par l'obtention du consentement des anciens, ce qui provoque des dissensions au sein des élites tangoutes. Le préfet Tangoute de Suizhou conteste la prise du pouvoir par Jipeng qui, en 982, s'enfuit à la cour des Song. Là, il cède le contrôle du Jiedushi de Dingnan à la dynastie chinoise, mais Li Jiqian, dont on ne sait pas très bien s'il est le frère ou le cousin de Jipeng, rejette cet accord et refuse de se soumettre à l'administration Song. Jiqian prend la tête d'un groupe de bandits qui résistent aux Song. En 984, les Song attaquent son camp et capturent sa mère et sa femme, mais il s'échappe de justesse. Il se remet de cette défaite en s'emparant de Yinzhou l'année suivante. Avec Yinzhou sous son contrôle, Jiqian s'empare de grandes quantités d'approvisionnements, ce qui lui permet d'accroître sa clientèle. En 982, Li Jiqian fait sa soumission aux Khitans de la dynastie Liao et noue une alliance militaire avec eux afin d'obtenir de l'aide contre les Song. Il épouse une princesse Liao et l'empereur Liao Shengzong (辽圣宗) lui donne le titre de "Roi de Xiping (西平王)". Il fait également obédience de manière symbolique aux Song, mais ces derniers sont sceptiques quant à ses intentions. Ils envoient Li Jipeng détruire le petit royaume de Li Jiqian, mais ce dernier est vaincu lors d'une bataille le 6 mai 994 et s'enfuit à Xiazhou. En signe d'apaisement, Li Jiqian envoie un tribut à la Cour des Song le 9 septembre, ainsi que son jeune frère. L'empereur Song Taizong est réceptif à ces gestes, mais Jiqian reprend ses raids dans les territoires Song dès l'année suivante. En avril 996, Taizong envoie des troupes mater Li Jiqian, qui a lancé un raid sur Lingzhou en mai et un autre en novembre 997. Après 998 et pendant une brève période, Jiqian accepte la suzeraineté des Song. Cette période de détente prend fin à l'automne 1001, date à laquelle il recommence à lancer des raids contre la Chine du Nord. Li Jiqian meurt le 6 janvier 1004 d'une blessure par flèche. Son fils et successeur, Li Deming, adopte envers les Song une politique plus amicale que celle de son père.

### Jingzong (1038–1048)

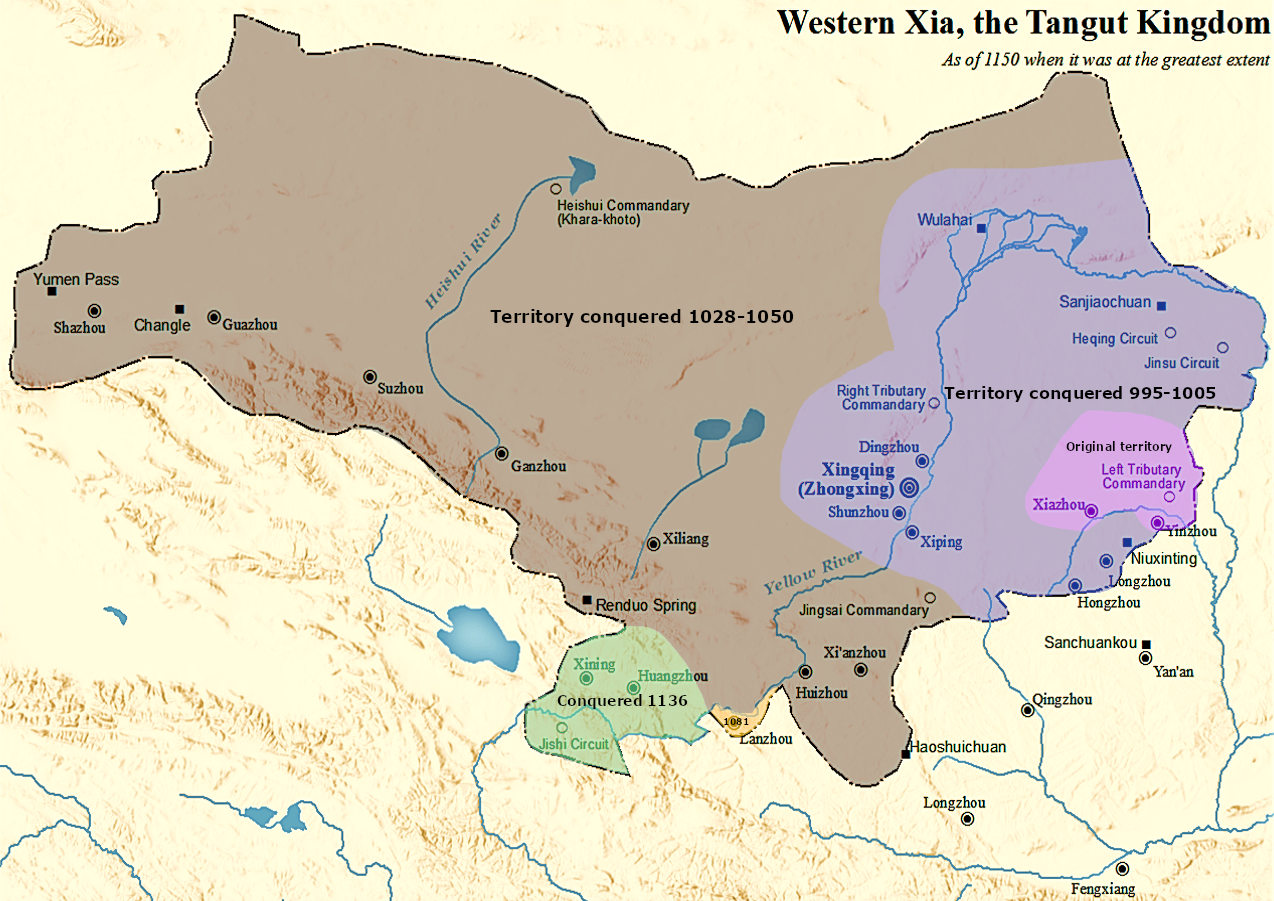
Phases d'expansion du territoire des Xia Occidentaux

C'est Li Deming (李德明) qui fonde réellement l'État Tangoute, tout en adoptant de nombreuses coutumes et habitudes Han. Dès le début de son règne, Deming envoie des tributs à la fois à la dynastie Liao et à la dynastie Song, ce qui lui assure une certaine tranquillité sur sa frontière Est. Dans le même temps, il étend le territoire Tangoute vers l'ouest. En 1028, il nomme son fils Li Yuanhao (chinois : 李元昊) prince héritier et l'envoie conquérir le royaume ouïgour de Ganzhou. Deux ans plus tard, c'est le circuit de Guiyi qui se rend aux Tangoutes. Yuanhao envahit également la région du Qinghai, mais il est repoussé par le royaume tibétain de Tsongkha, fondé peu de temps auparavant. En 1032, Yuanhao annexe la confédération tibétaine de Xiliangfu. Son père meurt peu de temps après, le laissant seul maître de l'état Tangoute.
À la mort de son père, Yuanhao donne à son clan le nom de « Weiming » (Tangoute : Nweimi). Il lève tous les hommes valides âgés de 15 à 60 ans, ce qui lui permet de constituer une armée de 150 000 hommes. En 1036, il achève l'annexion du royaume ouïgour de Ganzhou et du circuit de Guiyi à l'ouest. Très attaché aux coutumes de ses ancêtres, Jingzong fait créer en 1036 une écriture tangoute dont les quelque 6 000 signes s'inspirent des sinogrammes,. Cette nouvelle écriture a vocation à être utilisée par le gouvernement Tangoute et les traductions d'ouvrages chinois et tibétains commencent immédiatement. La création de cette écriture est attribuée à Yeli Renrong et son élaboration a probablement commencé pendant le règne de Li Deming. Néanmoins, l'écriture tibétaine semble avoir été utilisée de préférence à l'écriture tangoute pour les textes religieux.
En 1038, Li Yuanhao se déclare empereur (wu zu ou Fils bleu du ciel), devenant l'empereur Jingzong des Xia occidentaux, et installe sa capitale à Xingqing, ce qui correspond actuellement à la ville de Yinchuan. Jingzong développe l'appareil bureaucratique en s'inspirant des pratiques institutionnelles chinoises. Il crée un Secrétariat (Zhongshu sheng), un Bureau des affaires militaires (Shumi yuan), un Bureau des finances (San si), un Censorat (Yushi tai) et 16 bureaux (shiliu si), qui sont tous sous la supervision d'un chancelier (shangshu ling). Jingzong promulgue un décret ordonnant à tous ses compatriotes d'adopter la coiffure traditionnelle Tangoute en se rasant le sommet de la tête. Les sujets des Tangoutes ont trois jours pour exécuter cet ordre, passé ce délai les réfractaires sont passibles de la peine de mort.
Le nouvel empereur envoie une ambassade à la cour impériale des Song pour que l'empereur chinois le reconnaisse comme étant son égal. Ce dernier répond en reconnaissant Li Yuanhao comme étant un gouverneur et non un empereur, titre réservé au fils du ciel. Jingzong refuse et les Song ripostent en stoppant le commerce frontalier et en mettant sa tête à prix,. Le chef militaire des Xia, Weiming Shanyu, s'enfuit pour demander asile aux Song, mais il est exécuté à Youzhou. Il s'ensuit une longue guerre avec la dynastie Song, qui se solde par plusieurs victoires, mais qui coûte cher à l'économie des Xia.

« Outre l'établissement d'un gouvernement central à la chinoise pour le royaume militarisé (qui comprend seize bureaux), il désigne également dix-huit commissions de contrôle militaire réparties entre cinq zones militaires : (1) 70 000 soldats pour faire face aux Liao, (2) 50 000 assignés aux préfectures de Huan, Qing, Zhenrong et Yuan, (3) 50 000 en face du circuit de Fuyan et des préfectures de Lin et Fu[1], (4) 30 000 pour faire face aux Xifan et Huige à l'ouest, et (5) 50 000 dans les plaines orientales des monts Helan, 50 000 à Ling, et 70 000 répartis entre la préfecture de Xing et Xingqing fu, ou préfecture supérieure. Au total, Yuanhao avait jusqu'à 370 000 hommes en armes. Il s'agissait de forces montées, qui avaient été mises à rude épreuve par une guerre difficile et par l'utilisation probablement excessive de cavaliers non combattants recrutés pour gonfler les effectifs de l'armée. Il disposait d'une garde rapprochée de 5 000 hommes et d'une cavalerie d'élite, la cavalerie de fer ("tieqi"), de 3 000 hommes. Il s'agissait d'une concentration redoutable de puissance militaire sur une base économique relativement faible. »

— Michael C. McGrath
Au cours de l'hiver 1039-1040, Jingzong assiège Yanzhou, ce qui correspond actuellement à la ville de Yan'an, au Shaanxi, avec plus de 100 000 soldats. Le préfet de Yanzhou, Fan Yong, donne des ordres contradictoires à son adjoint militaire, Liu Ping, qui se retrouve en train de déplacer ses 9000 soldats dans des directions aléatoires, jusqu'à ce que son armée soit vaincue par 50 000 soldats Xia au col de Sanchuan. Liu Ping est fait prisonnier. Malgré la piètre performance des défenseurs, Jingzong est contraint de lever le siège et de se retirer dans un cercle de forts surplombant Yanzhou; à cause des fortes chutes de neige hivernales. Un peu plus tard durant le même hiver, arrive sur place une armée Song forte de 30 000 hommes et commandée par Ren Fu. Les Song tombent dans une embuscade à Haoshuichuan et sont anéantis. Malgré ces victoires, Jingzong ne parvient toujours pas à s'emparer des fortifications Song, qui sont défendues par 200 000 soldats, des effectifs en rotation depuis la capitale; ni même d'un quelconque territoire. En 1042, Jingzong avance vers le sud et encercle le fort de Dingchuan. Le commandant chargé de la défense du fort, Ge Huaimin, perd son sang-froid et décide de s'enfuir, abandonnant ses troupes qui se font massacrer. Une fois encore, Jingzong ne parvient pas à transformer sa victoire en gains de territoires significatifs. La moitié de ses soldats sont morts d'inanition et après deux ans, le royaume Xia ne peut plus soutenir humainement et financièrement l'effort militaire. Les troupes Tangoutes commencent à subir de petites défaites, lorsqu'elles sont repoussées par les Song à Weizhou et Linzhou.

« En 1043, le Shaanxi compte plusieurs centaines de milliers de miliciens locaux formés au tir à l'arc et à l'arbalète, et leurs compétences en la matière sont généralement bonnes. L'élément crucial de la défense (ou de l'attaque) est le recours à des alliés locaux non chinois pour éviter aux Song les coûts monétaires et sociaux d'une guerre à grande échelle. Au milieu de l'année 1042, les efforts accumulés par des hommes comme Fan Zhongyan et d'autres pour inciter les "Fan" à s'installer dans les zones intermédiaires portent leurs fruits. À ce stade, les "Fan" en général et les Qiang en particulier se rangent du côté des Song bien plus que de celui des Xia. En outre, il y a désormais suffisamment de forts et de villes fortifiées pour limiter la capacité de manœuvre de Yuanhao et améliorer le soutien mutuel (entre chinois et non-chinois) contre lui. »

— Michael C. McGrath
La dynastie Liao profite de la situation désespérée des Song pour augmenter le montant du tribut annuel de 100 000 rouleaux de soie et 100 000 onces d'argent supplémentaires. En 1043, les Xia demandent demandent aux Liao de se joindre a eux pour attaquer Song, mais l'empereur Liao Xingzong refuse. En 1044, une partie des Tangoutes vivant en territoire Liao se rebellent et partent se réfugier chez les Xia occidentaux. Les Khitans accusent alors Yuanhao d'avoir fomenté la rébellion et envoient immédiatement une armée d'invasion commandée par Zhongyuan et Xiao Hui, le commissaire du Nord aux affaires militaires. Les Liao remportent une première victoire mais ne parviennent pas à prendre la capitale Xia et sont brutalement malmenés par les défenseurs de la ville. Selon des espions Song, les charrettes transportant des morts Liao se succèdent dans le désert. Ayant épuisé ses ressources, Jingzong fait la paix avec les Song, qui le reconnaissent comme étant le souverain des terres Xia et acceptent de payer un tribut annuel de 250 000 unités de soie, d'argent et de thé.
Vers la fin de la guerre, Jingzong prend comme concubine la future épouse de son fils, Dame Moyi. L'héritier désigné de Jingzong, Ninglingge, est le fils de l'impératrice Yeli, dont l'oncle Yeli Wangrong s’inquiète de cette évolution. Wangrong réagit en arrangeant un mariage entre Ninglingge et sa fille; son véritable but étant de tuer l'empereur la veille du mariage. Le complot s'ébruite et Wangrong ainsi que quatre autres conspirateurs du clan Yeli sont exécutés. L'impératrice Yeli est rétrogradée et Dame Moyi devient la nouvelle impératrice en titre. En 1047, une autre concubine, Dame Mocang, accouche d'un enfant mâle nommé Liangzuo, qui est élevé par Mocang Epang. Ninglingge, déshérité à la suite du complot de sa mère, agresse l'empereur Jingzong et le blesse au nez d'un coup de poignard; avant de s'enfuir vers la résidence de Mocang Epang où il est arrêté et exécuté. Jingzong meurt le lendemain, le 19 janvier 1048, à l'âge de 44 ans.

### Yizong (1048–1068)

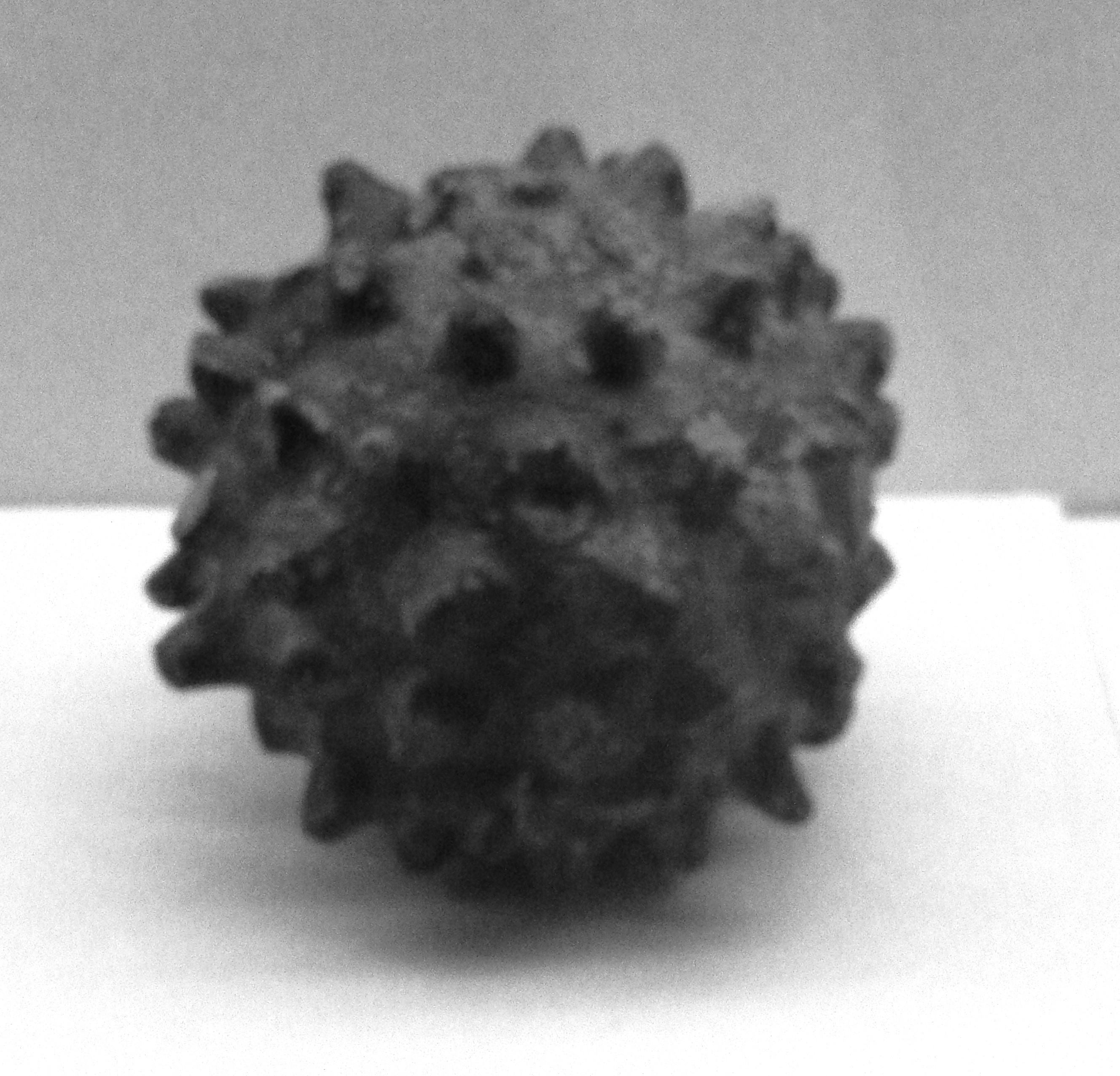
Chausse-trape des Xia Occidentaux

Après la mort de l'empereur Jingzong en 1048, un conseil des anciens choisit son cousin comme nouveau souverain. Mocang Epang s'y oppose pour des raisons de primogéniture et propose son neveu, le fils de Jingzong et de Dame Mocang, comme candidat. Aucune objection n'étant formulée, Liangzuo, âgé de deux ans, devient empereur sous le nom d'empereur Yizong des Xia occidentaux. En 1056, l'impératrice douairière meurt. En 1061, Yizong élimine Mocang Epang et épouse Dame Liang, qui était auparavant la femme du fils d'Epang. Yizong nomma le frère de Dame Liang, Liang Yimai, comme ministre du palais. C'est le début de deux générations de domination du clan Liang sur la Cour des Xia. Pendant son règne Yizong tente de mettre en place des formes de gouvernance plus chinoises en remplaçant les rites tangoutes par des rituels et des tenues de cour chinois. Il rencontre une forte opposition de la part de la faction Liang, qui favorise la tradition tangoute. Dans le même temps, les émissaires Song et Xia échangent régulièrement des insultes.
En 1064, Yizong lance un raid dans les territoires de la dynastie Song. À l'automne 1066, il lance deux autres raids et en septembre, une attaque contre la ville de Qingzhou. Les troupes tangoutes détruisent plusieurs forts et réussissent à encercler les troupes Song pendant trois jours, avant que des renforts de cavalerie n'arrivent à la rescousse des Chinois. Lors des combats, Yizong est blessé par un trait d'arbalète et contraint de battre en retraite. Les Tangoutes tentent de lancer un autre raid plus tard la même année mais échouent, et une attaque nocturne des troupes Song disperse leur armée. Yizong regroupe ses troupes à Qingtang et lance une nouvelle attaque contre Qingzhou en décembre; mais il se retire lorsque l'empereur Song Yingzong menace d'intensifier le conflit. L'année suivante, le commandant Chong E des Song attaque et prend la ville de Suizhou.
Yizong meurt en janvier 1068, vraisemblablement des suites de ses blessures, à l'âge de 20 ans.

### Huizong (1068–1086)

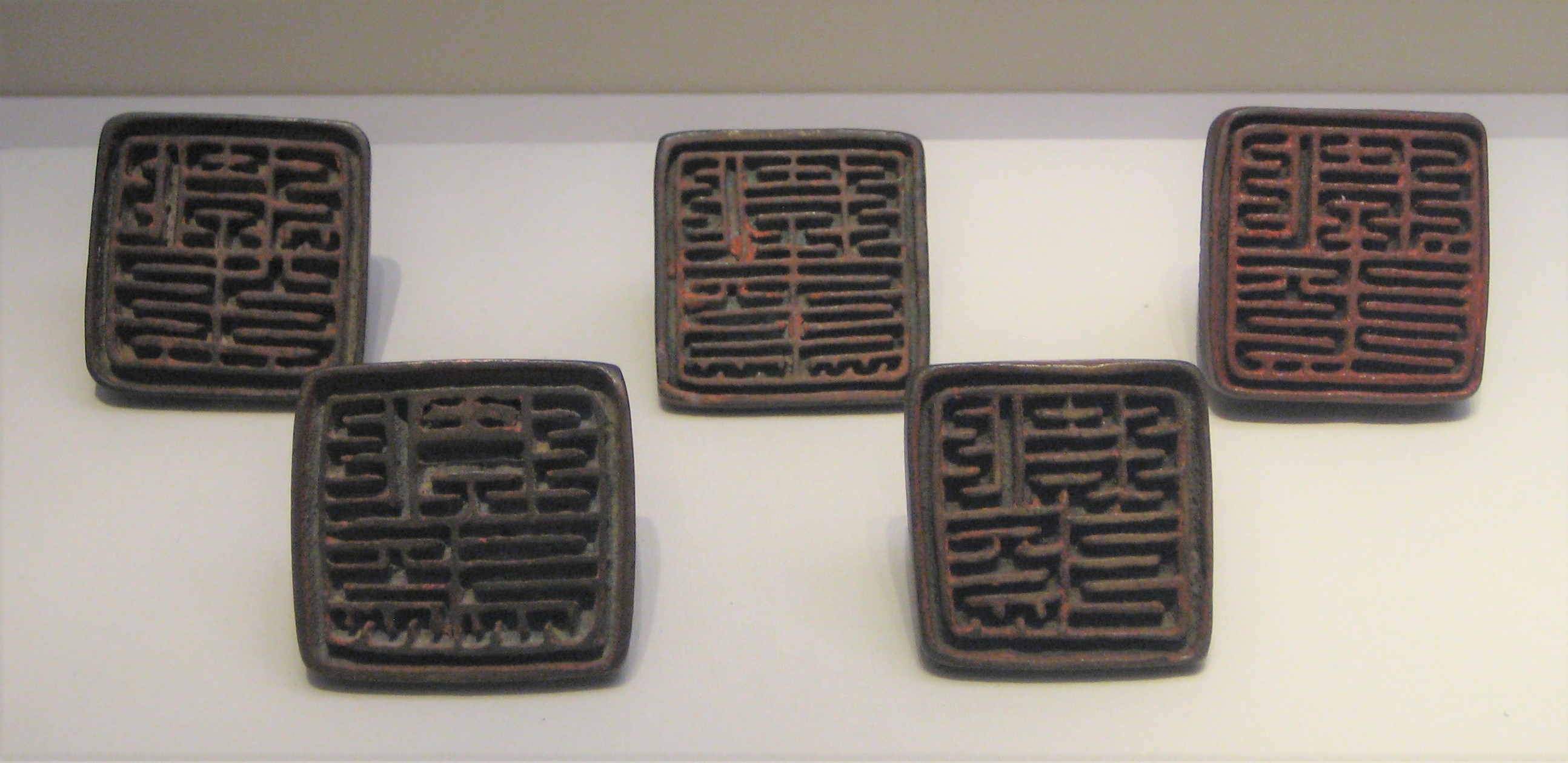
Sceaux Xia en bronze sur lesquels est gravé le mot « commandant » (𗥦𗖅 ou ɣu sjwi) en écriture tangoute

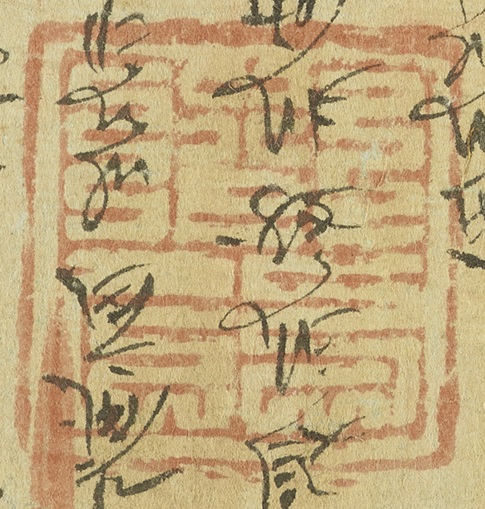
Impression du sceau "commandant"

Lorsque Bingchang succède à son père et devient l'empereur Huizong des Xia occidentaux, il n'est âgé que de sept ans. Le règne de Huizong commence par une guerre avec la dynastie Song pour le contrôle de la ville de Suizhou. Ce conflit, qui dure de 1070 a 1071, est un échec pour les Xia. En 1072, la sœur de Huizong épouse Linbuzhi (Rinpoche), le fils de Dongzhan, le souverain des Tsongkha. Tout ceci a lieu durant la régence de l'impératrice douairière Liang et de son frère, Liang Yimai. Huizong est marié à l'une des filles de Yimai afin d'affermir le contrôle des Liang sur le clan impérial Weiming. En 1080, Huizong se rebelle contre la domination de sa mère, en abandonnant le rituel tangoute au profit des cérémonies chinoises. Un an plus tard, un complot de Huizong et de sa concubine, Li Qing, visant à céder la partie sud du territoire des Xia aux Song, est découvert. Li Qing est exécutée et Huizong emprisonné. Les loyalistes de l'empereur rallient immédiatement leurs forces pour s'opposer à la domination des Liang, tandis qu'Yimai tente en vain de les convoquer avec le Païza d'argent impérial.
Au cours de l'été 1081, la dynastie Song lance une attaque simultanée sur cinq fronts contre les Xia. Le général Chong E vainc une armée Xia, tuant 8 000 soldats Tangoutes lors des combats. En octobre, Li Xian prend Lanzhou,. Le 15 octobre, l'armée de 50 000 soldats de Liu Changzuo rencontre une force Xia de 30 000 hommes dirigée par le frère de l'impératrice régente Liang. Les commandants de Liu lui conseillent de prendre une position défensive, mais il refuse et prend la tête d'un contingent de guerriers équipés de boucliers, avec deux rangs d'arbalétriers et de cavaliers derrière eux. Liu prend position en tête de ce contingent, avec deux boucliers. La bataille dure plusieurs heures, avant que les soldats tangoutes ne finissent par battre en retraite, après avoir perdu 2 700 hommes. Après cette victoire, Liu s'empare d'une grande quantité de millet dans la ville de Mingsha et se dirige vers Lingzhou. L'avant-garde de Liu attaque la porte de la ville avant que les défenseurs n'aient le temps de la fermer. Cette attaque fait plusieurs centaines de victimes et permet aux Chinois de s'emparer de plus de 1 000 têtes de bétail avant de battre en retraite. Liu veut que Gao Zunyu l'aide à prendre Lingzhou, mais Gao refuse. Liu lui suggère alors de prendre la capitale des Xia à la place, ce que Gao refuse également et prend comme un affront le fait qu'il ne pouvait pas prendre Lingzhou. Gao transmet sa version des faits à la cour des Song, qui retire son commandement à Liu. Les deux armées se retrouvent alors sous les ordres de Gao.
En novembre, les Xia abandonnent le centre du plateau d'Ordos, perdant au passage la ville de Xiazhou. Le 20 novembre, Wang Zhongzheng prend Youzhou et massacre ses habitants. À ce stade de la camapgne, Wang craint de manquer de provisions et se dispute avec Chong E à ce sujet. Il interdit également à ses soldats de faire cuire leurs repas car il craint que cela n'indique la position des troupes chinoises aux pillards Xia. Ses hommes tombent malades à cause de la nourriture crue, commencent à mourir de faim et sont tout de même attaqués par la cavalerie ennemie. Wang reçoit l'ordre de se replier tandis que Chong E couvre sa retraite. Entre les maladies, les morts de faim et les pertes lors de l'attaque des XIa, Wang a perdu 20.000 hommes.
Le 8 décembre, Gao Zunyu décide d'attaquer Lingzhou, mais il se rend compte qu'il a oublié d'apporter des équipements de siège et qu'il n'y a pas assez d'arbres pour en construire. Gao se défoule sur Liu Changzuo, qu'il tente de faire exécuter. Les troupes de Liu sont au bord de la mutinerie, lorsque Fan Chuncui, un juge de circuit, réussi à convaincre Gao de se réconcilier avec Liu. Le 21 décembre, les troupes des Xia ouvrent une brèche dans les digues du fleuve Jaune et inondent les camps des deux armées Song qui assiègent la ville, les forçant à battre en retraite. Le harcèlement des Xia transforme la retraite des Song en déroute,.
À la fin de l'année 1081, Chong E est le dernier commandant Song encore en activité sur le front. En septembre 1082, les Xia contre-attaquent avec une armée de 300 000 hommes, et assiègent Yongle, une ville fortifiée à l'ouest de Mizhi. Ils utilisent leur cavalerie pour bloquer les tentatives de secours des Song. Xu Xi, le commandant chargé de défendre Yongle, déploie ses troupes à l'extérieur des portes de la ville, mais refuse d'attaquer les soldats Tangoutes pendant qu'ils traversent la rivière à gué. Il refuse également de laisser ses troupes retourner à l'intérieur de l'enceinte de la cité lorsque l'unité de cavalerie d'élite des Tangoutes, les "Aigles de Fer", passent à l'attaque. L'armée de défense est décimée et les Xia s'emparent de Yongle. Cette bataille fait perdre 17 300 soldats aux Song.
En mars 1083, les Xia attaquent Lanzhou. Wang Wenyu, le commandant chargé de défendre la cité, sort pendant la nuit des murs de la ville avec un petit contingent et attaque par surprise le campement Xia, qui sont forcés de battre en retraite. Les Tangoutes tentent a nouveau de prendre Lanzhou en avril et en mai, mais échouent à deux reprises. Ils tentent également une attaque simultanée sur Lanzhou et Linzhou, qui se solde également par un échec. Après avoir essuyé de multiples défaites, les Xia proposent des pourparlers de paix aux Song, qui les refusent. En janvier 1084, les Xia font une dernière tentative pour prendre Lanzhou. Le siège dure 10 jours et s’achève lorsque l'armée Tangoute se replie après avoir épuisé ses vivres.
La guerre se termine en 1085, après la mort de l'empereur Shenzong en avril. En échange de 100 prisonniers chinois, les Song rendent quatre des six villes capturées. Les hostilités entre les Song et les Xia reprennent cinq ans plus tard, et les conflits se poursuivent sporadiquement jusqu'à ce que les Song soient chassés du nord de la Chine par la dynastie Jin à la suite de l'incident de Jingkang en 1127.
Huizong est libéré et remonte sur son trône en 1083. Liang Yimai meurt en 1085 et son fils, Liang Qipu, lui succède en tant que ministre principal. L'impératrice douairière Liang meurt également cette année-là. En 1086, Huizong décède à l'âge de 26 ans.

### Chongzong (1086–1139)

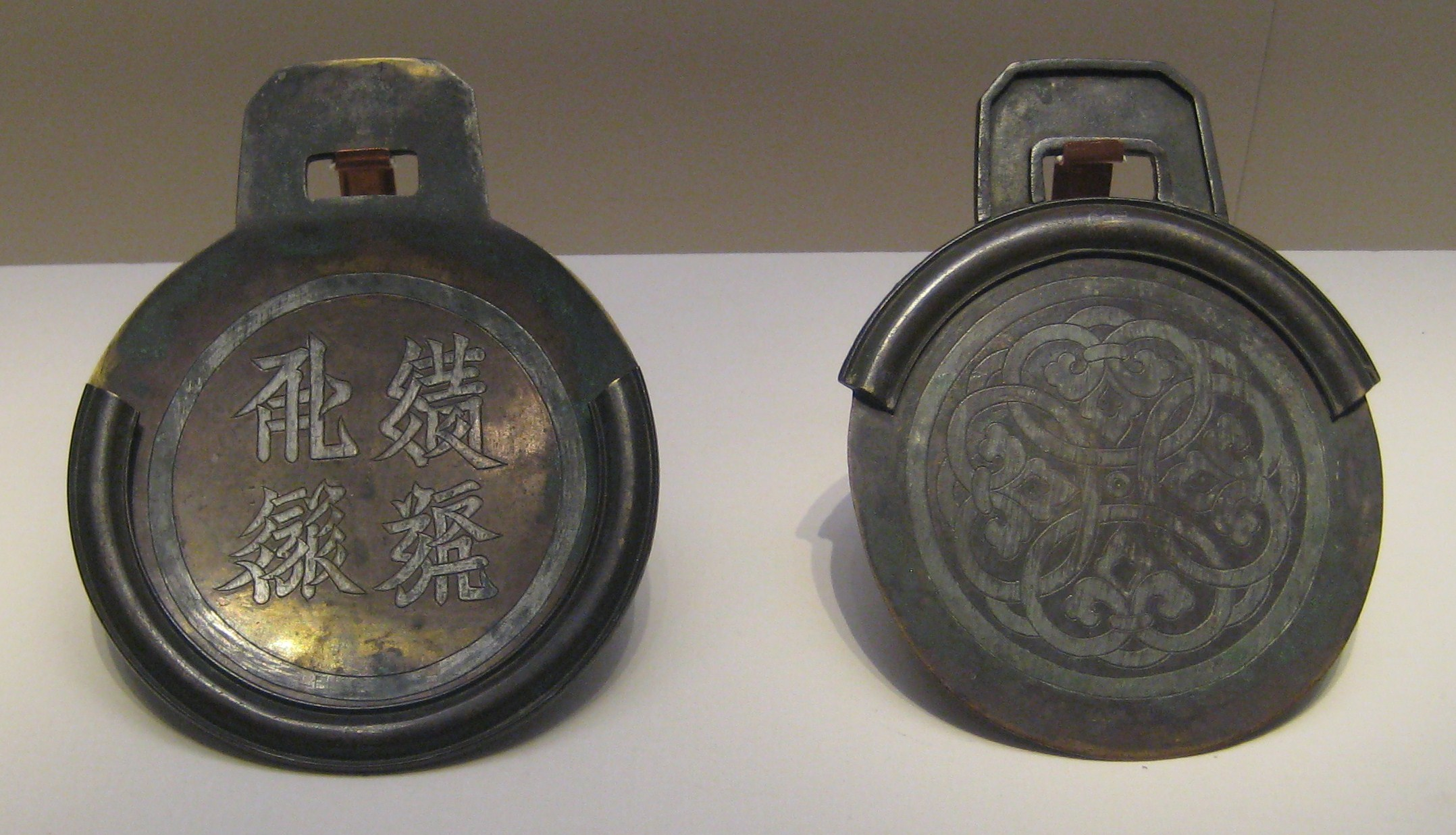
Païza des Xia occidentaux avec quatre caractères en écriture tangoute (𗿢𗯼𘆝𗪊) signifiant littéralement "Par ordre impérial, un laissez-passer pour brûler les chevaux" (c'est-à-dire pour chevaucher de toute urgence).

Après la mort de Huizong, c'est son fils Qianshun, alors âgé de trois ans, qui lui succède et devient l'empereur Chongzong des Xia occidentaux.C'est sa mère, la nouvelle impératrice douairière Liang, qui gouverne en tant que régente. La dynastie Song poursuit sa campagne contre les Xia en 1091 et 1093. En 1094, Rende Baozhuang et Weiming Awu tuent Liang Qipu et exterminent son clan. En 1096, les Song cessent de verser un tribut aux Xia et l'année suivante, ils lancent une campagne nommée  "Avancer et fortifier" centrée sur la protection de sites clés situés le long des vallées fluviales et des montagnes, afin d'affaiblir les positions des Xia. De 1097 à 1099, l'armée Song construit 40 fortifications sur le plateau d'Ordos. En 1098, l'impératrice régente Liang envoie une armée de 100 000 hommes reprendre Pingxia. Mais les Song bénéficient de solides fortifications et d'une position surélevée qui leur permet de vaincre l'armée tangoute. Weiming Amai et Meiledubu, les généraux qui commandent l'armée, sont tous deux capturés. L'impératrice douairière Liang meurt en 1099, apparemment empoisonnée par des assassins envoyés par la dynastie Liao. Au même moment, les Tangoutes sont impliqués dans une guerre avec les Zubu, une confédération de tribus mongoles, sur leur frontière nord.
En 1103, les Song annexent Tsongkha et passent l'année suivante à éliminer toute forme de résistance locale. L'expansion du territoire Song menace la frontière sud des Xia, ce qui donne lieu à des incursions tangoutes en 1104 et 1105. Finalement, les Xia lancent une attaque générale sur Lanzhou et Qingtang. Cependant, la région étant lourdement fortifiée depuis la campagne "Avancer et fortifier" de 1097-1099, les Xia ne sont plus en mesure de s'emparer des positions Song. Ne parvenant pas à prendre les villes principales, les soldats Tangoutes se déchaînent, tuant des dizaines de milliers de civils vivant dans la région. L'année suivante, Chongzong fait la paix avec les Song, sans réussir à délimiter clairement la frontière entre les deux empires, ce qui entraine une nouvelle guerre en 1113.
En 1113, les Xia commencent à construire des fortifications dans le territoire qu'ils disputent aux Song, et s'emparent de la région de Qingtang. Furieux de cette provocation, l'empereur Song Huizong envoie Tong Guan expulser les Tangoutes. En 1115, 150 000 soldats commandés par Liu Fa pénètrent profondément dans le territoire Xia et massacrent la garnison tangoute de Gugulong. Pendant ce temps, Wang Hou et Liu Chongwu attaquent la nouvelle forteresse tangoute de Zangdihe. Le siège se solde par un échec et la mort de la moitié de la force d'invasion. Wang soudoie Tong pour éviter que l'empereur n'apprenne le nombre exact de victimes. L'année suivante, Liu Fa et Liu Chongwu s'emparent d'une ville fortifiée tangoute du nome de Rendequan. Une nouvelle armée de 100 000 soldats est envoyée attaquer à nouveau Zangdihe, qui tombe entre les mains des Song. Les Xia réagissent en lançant une contre-attaque réussie au cours de l'hiver 1116-1117. Malgré l'accumulation des pertes du côté Song, Tong reste inflexible sur sa volonté d'éradiquer les Xia une fois pour toutes. Il donne l'ordre à Liu Fa de mener 200 000 hommes au cœur de l'empire Xia, en visant directement la région de la capitale. Il devient rapidement évident qu'il s'agit d'une mission suicide. L'armée Song rencontre à l'extérieur de la ville une armée tangoute encore plus grande dirigée par Chage, le prince héritier Xia. L'armée tangoute encercle celle des Song et en tue la moitié, les survivants se repliant pendant la nuit. Les Tangoutes poursuivent les fuyards Song et leur infligent une nouvelle défaite le jour suivant. Liu est capturé et décapité. Un cessez-le-feu est conclu en 1119 et Huizong présente des excuses aux Xia.
Pendant ce temps, à l'est, la dynastie Liao fait face à une nouvelle menace, à savoir la révolte de ses anciens vassaux, les Jürchens. Depuis 1114, les Liao se battent contre la dynastie Jin, un nouvel État fondé par Aguda du clan Wanyan, le souverain des Jürchens. Les Jin s'allient aux Song contre les Khitans et remportent victoire sur victoire. En 1122, les Jin prennent la capitale sud de la dynastie Liao, et les deux groupes de Khitans survivants s'enfuient vers l'Ouest. Le premier groupe, dirigé par Xiao Gan, s'enfuit vers le territoire Xia où il établit une dynastie Xi, qui s'effondre au bout de cinq mois, lorsque Gan meurt tué par ses propres soldats. L'autre groupe, dirigé par Yelü Dashi, rejoint l'empereur Liao Tianzuo à la frontière entre les Liao et les Xia. Au début de l'été 1123, Dashi est capturé par les Jin et forcé de les conduire au camp de Tianzuo, où toute la famille impériale, à l'exception de Tianzuo et d'un de ses fils, est capturée. Tianzuo alors essaye de se réfugier auprès de Chongzong. Si, dans un premier temps, l'empereur des Xia semble accepter d’accueillir les réfugiés; il change d'avis après avoir été averti par les Jürchens des conséquences d'un tel acte et se déclare vassal des Jin en 1124.
Sur le plan intérieur, le règne de Chongzong voit une consolidation formelle des relations entre la cour impériale et les grands clans, qui voient leur statut social renforcé par des documents juridiques. Après la mort de sa mère en 1099, Chongzong dépouille le clan Rende de sa puissance militaire et rétrograde Rende Baozhuang. Le frère de Chongzong, Chage, se voit confier le commandement de l'armée tangoute, qu'il mène à de nombreuses victoires contre les Song. Une école d'État est créée, avec 300 étudiants soutenus financièrement par des allocations du gouvernement. Une faction "civile" apparait au sein de la Cour Xia. Elle est dirigée par le prince impérial Weiming Renzhong, qui dénonce régulièrement Chage, en l'accusant de corruption et d'abus de pouvoir. Chongzong réorganise les nominations aux différents postes officiels pour monter les deux factions l'une contre l'autre. En 1105, Chongzong épouse une princesse Liao, qui, tout comme son fils, meurt apparemment de chagrin en 1125, lorsque l'empereur khitan est capturé par les Jürchens. En 1138, l'avant-dernière année de son règne, Chongzong prend pour impératrice la fille de Ren Dejing.
Chongzong meurt durant l'été 1139, à l'âge de 56 ans.

### Renzong (1139–1193)

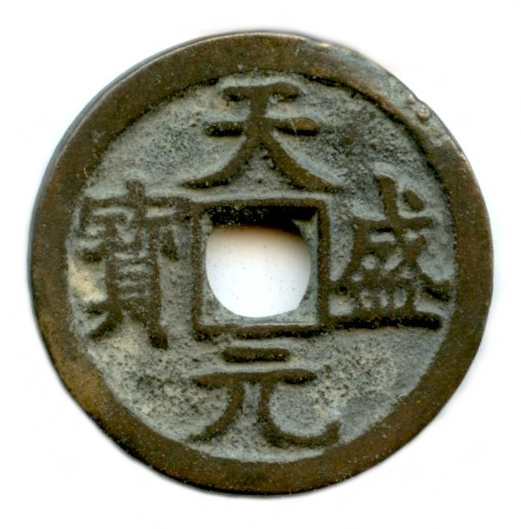
Pièce de monnaie des Xia Occidentaux, vers 1149-1169

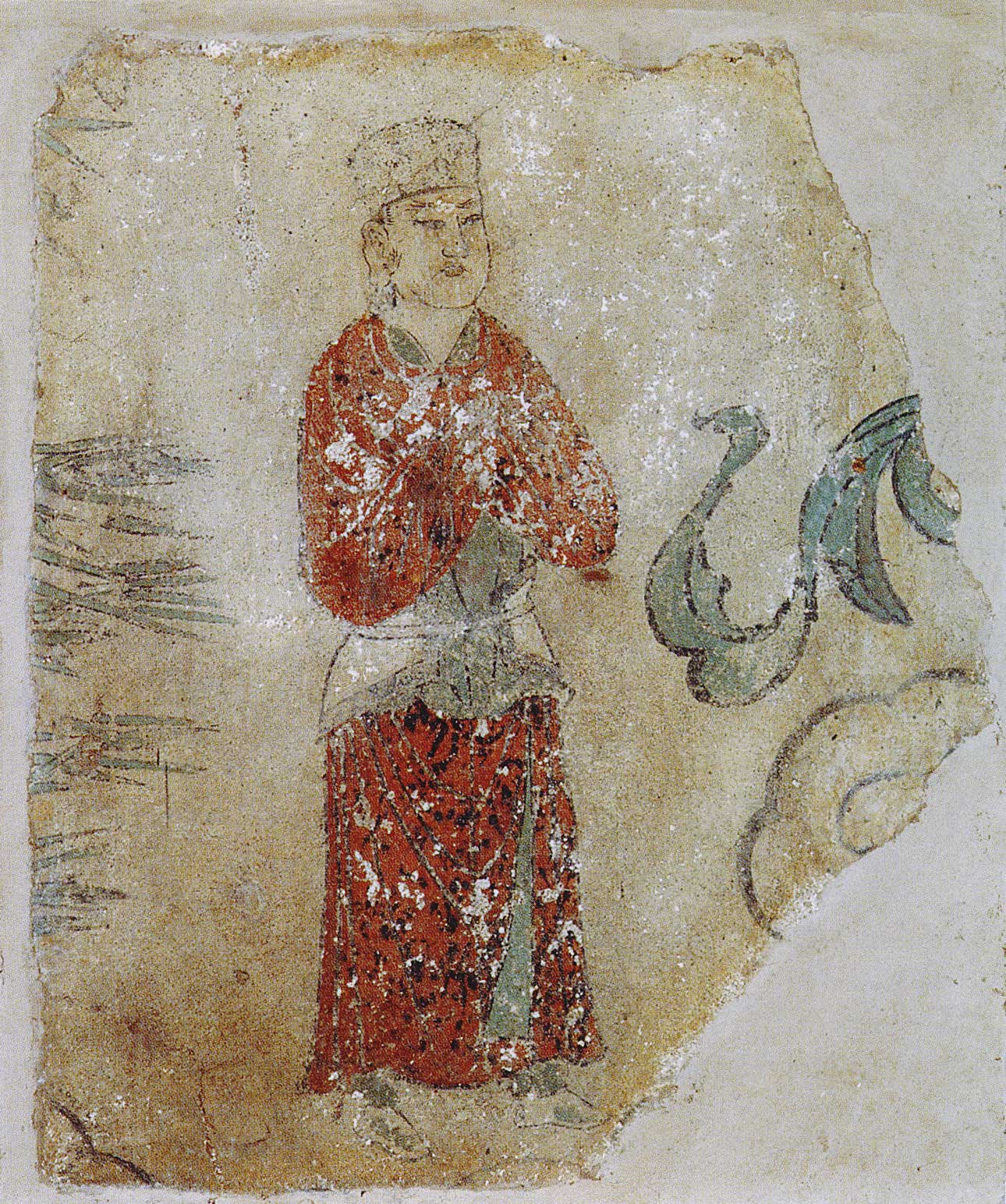
Un Tangoute en train de prier

Renxiao, le fils de Chongzong, est âgé de 16 ans lorsqu'il succède à son père et devient l'empereur Renzong des Xia occidentaux. Sa mère est la concubine chinoise de Chongzong, Dame Cao.
En 1140, un groupe d'exilés Khitans dirigé par Xiao Heda se rebelle, mais leur révolte est rapidement écrasée par les troupes des Xia, commandées par Ren Dejing. Renzong veut récompenser Ren en le nommant à un poste officiel au palais, mais son conseiller Weiming Renzhong réussit à le convaincre de le garder comme commandant sur le terrain.
En 1142-3, une famine et un tremblement de terre provoquent des troubles a Xiazhou. Renzong réagit en mettant en place des remises d'impôts et des mesures d'aide directe.
En 1144, Renzong décrète la création d'écoles dans tout le pays et une école secondaire est ouverte pour les enfants de la famille impériale âgés de sept à quinze ans. Une école supérieure d'apprentissage du chinois est ouverte l'année suivante et des temples confucéens sont construits dans tout le pays. En 1147, des examens impériaux, à l'image de ceux existant en Chine, sont institués. Cependant, les documents Tangoute qui nous sont parvenus parlent de leur utilisation pour la sélection de fonctionnaires et non leur recrutement. Le code de loi tangoute ne parle que de l'héritage de la fonction et du rang. En 1148, une Académie intérieure est créée et des érudits renommés y sont affectés. Renzong favorise aussi grandement l'apprentissage du bouddhisme et c'est pendant son règne que la plus grande partie du Tripitaka Tangoute est rédigée et que l'ouvrage est achevé. En 1189, à l'occasion du 50e anniversaire de l'accession de Renzong au pouvoir, 100 000 exemplaires du "Sutra sur la visualisation de l'ascension et de la renaissance du bodhisattva Maitreya dans le ciel de Tushita" (Guan Mile pusa shang sheng Toushuai tian jing) sont imprimés et distribués en chinois et en tangoute. 50 000 exemplaires d'autres sutras sont également imprimés.
Après la mort de Weiming Renzhong et de Chage en 1156, Ren Dejing gravit les échelons et devient très puissant. En 1160, il obtient le titre de noblesse de Chu. Il est le premier Chinois à obtenir un tel titre dans l'État Tangoute. Ren essaye de faire fermer les écoles, les qualifiant d'institutions chinoises inutiles qui gaspillent les ressources pour des érudits parasites. On ignore comment l'empereur réagit, mais les écoles restent ouvertes. En 1161, l'empereur ouvre une Académie Hanlin pour compiler les documents historiques des Xia .
En 1161-1162, les Tangoutes occupent brièvement le territoire de la dynastie Jin et de la dynastie Song pendant les guerres Jin-Song.
De 1165 à 1170, Ren Dejing tente d'établir son propre royaume semi-autonome et, ce faisant, se mêle des affaires des tribus Zhuanglang, qui vivent dans la région frontalière de la vallée de la rivière Tao. Il tente également d'obtenir l'aide des Jürchens, mais ceux-ci refusent. Ren commence alors à construire des fortifications le long de la frontière avec les Jin. En 1170, Ren fait pression sur Renzong pour qu'il lui accorde la moitié est du royaume et que l'Empereur Jin Shizong lui accorde l'investiture. Au cours de l'été de cette même année, les hommes de Renzong rassemblent secrètement Ren Dejing et ses partisans, puis les exécutent. De nombreux généraux figurent parmi les partisans de Ren et sont également exécutés à cette occasion. Par la suite, Renzong n'accorde plus aucune confiance à ceux qui survivent à cette purge. Dès lors, son armée perd graduellement sa puissance.
C'est Wo Daochong qui succède à Ren Dejing comme ministre principal. Érudit confucéen, il traduit les "Analectes" en langue Tangoute et les commente. À sa mort, Renzong l'honore en faisant afficher son portrait dans tous les temples et écoles confucéennes.
Les Jurchens ferment les marchés frontaliers de Lanzhou et du Baoan en 1172 et ne les rouvrent qu'en 1197. Ils accusent les Tangoutes d'échanger des pierres précieuses et des jades sans valeur contre leur soie. Les raids frontaliers des Tangoutes se sont multipliés pendant cette période, jusqu'à ce que les Jurchens rouvrent un marché en 1181. En 1191, des bergers Tangoutes s'égarent dans le territoire Jürchen et sont chassés par une patrouille Jin. Les bergers tendent alors une embuscade à leurs poursuivants et tuent l'officier de la patrouille. Renzong refuse d'extrader les bergers et assure aux Jürchens qu'ils seront punis .
Renzong meurt en 1193 à l'âge de 70 ans.

### Huanzong (1193–1206)

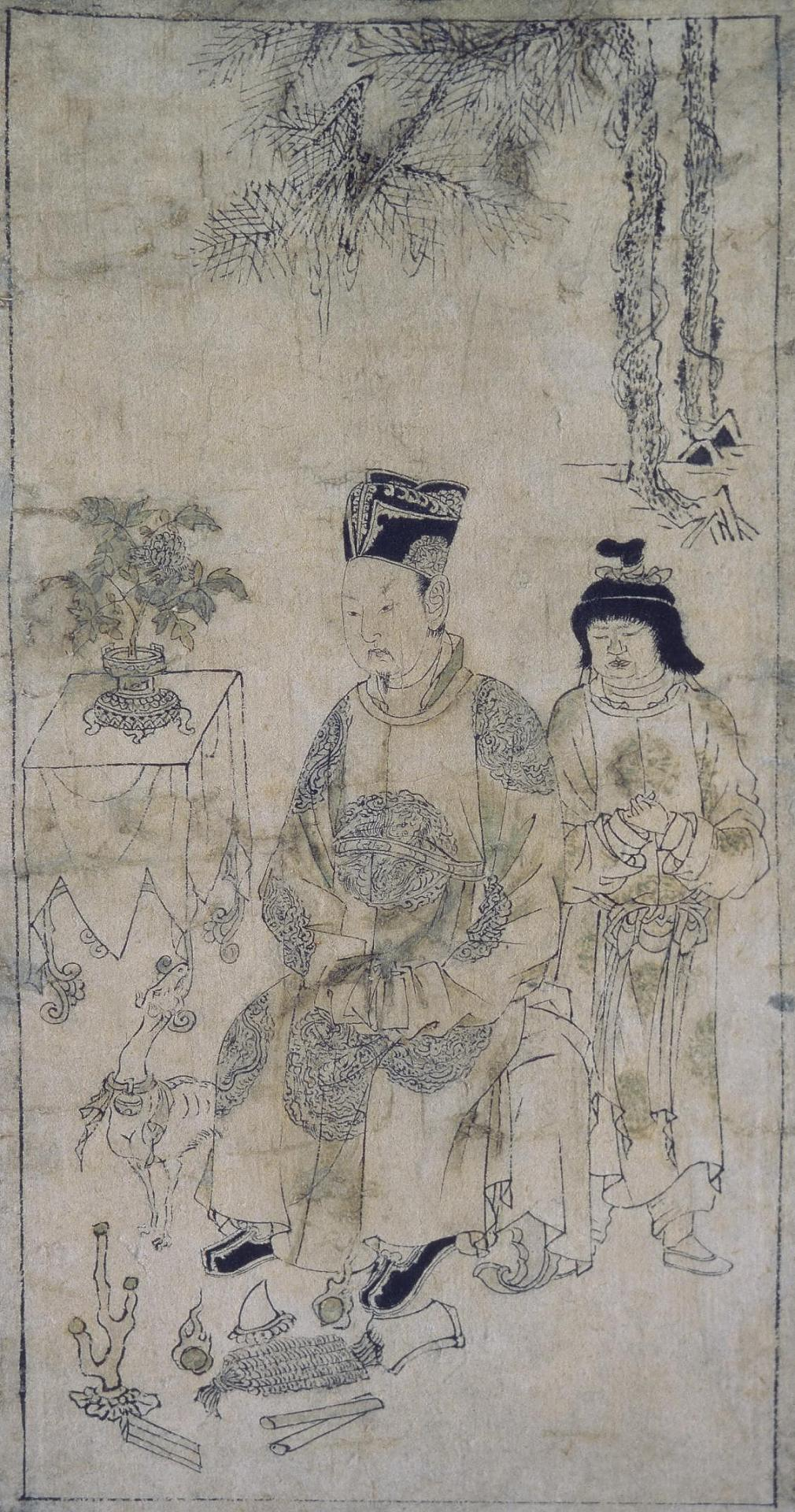
L'empereur Tangoute et un garçon, XIIIe siècle

Après la mort de Renzong, c'est l'empereur Huanzong qui monte sur le trône, à l'âge de 17 ans. C'est durant son règne que la perte de puissance des Xia occidentaux devient vraiment visible.
Durant la fin des années 1190 et le début des années 1200, Temujin, qui n'est pas encore devenu Gengis Khan, consolide son pouvoir en Mongolie. Durant la période qui sépare la mort de Tooril Khan, le Khan des Kéraït, et la fondation de l'empire mongol par Temujin en 1203, le chef Kéraït Nilqa Senggum se réfugie avec ses proches chez les Xia occidentaux. Cependant, comme les nouveaux réfugiés se livrent au pillage aux dépens de la population locale, Nilqa et les siens sont rapidement expulsés du territoire des Xia.
Durant la même période, alors que Gengis Khan achève l'unification des tribus des prairies du Nord de la Mongolie, les Xianbei qui résident à proximité du mont Yin s'autoproclament « Mongols blancs » et le rejoignent. Ces nouveaux alliés sont dès lors traités comme les autres Mongols et prennent part aux conquêtes de l'Empire mongol en Asie et en Europe.
Même si Senggum a été rapidement expulsé par les Xia occidentaux, Temujin utilise la courte période où son rival était présent dans le royaume tangoute comme prétexte pour entrer en guerre contre eux. Il commence par lancer un raid en 1205 dans la région d'Edsin,,. Les Mongols pillent les villages frontaliers, ce qui entraine la soumission d'un noble Xia de la région aux Mongols, le pillage de plusieurs forts, et la perte de bétail,.
L’année suivante, Temujin est officiellement proclamé Gengis Khan, souverain de tous les Mongols, marquant ainsi le début officiel de l’Empire mongol. La même année, l'empereur Huanzong est victime d'un coup d'État et est renversé par Li Anquan, qui monte sur le trône et devient l'empereur Xiangzong. Huanzong meurt en captivité bien plus tard.

### Xiangzong (1206–1211)

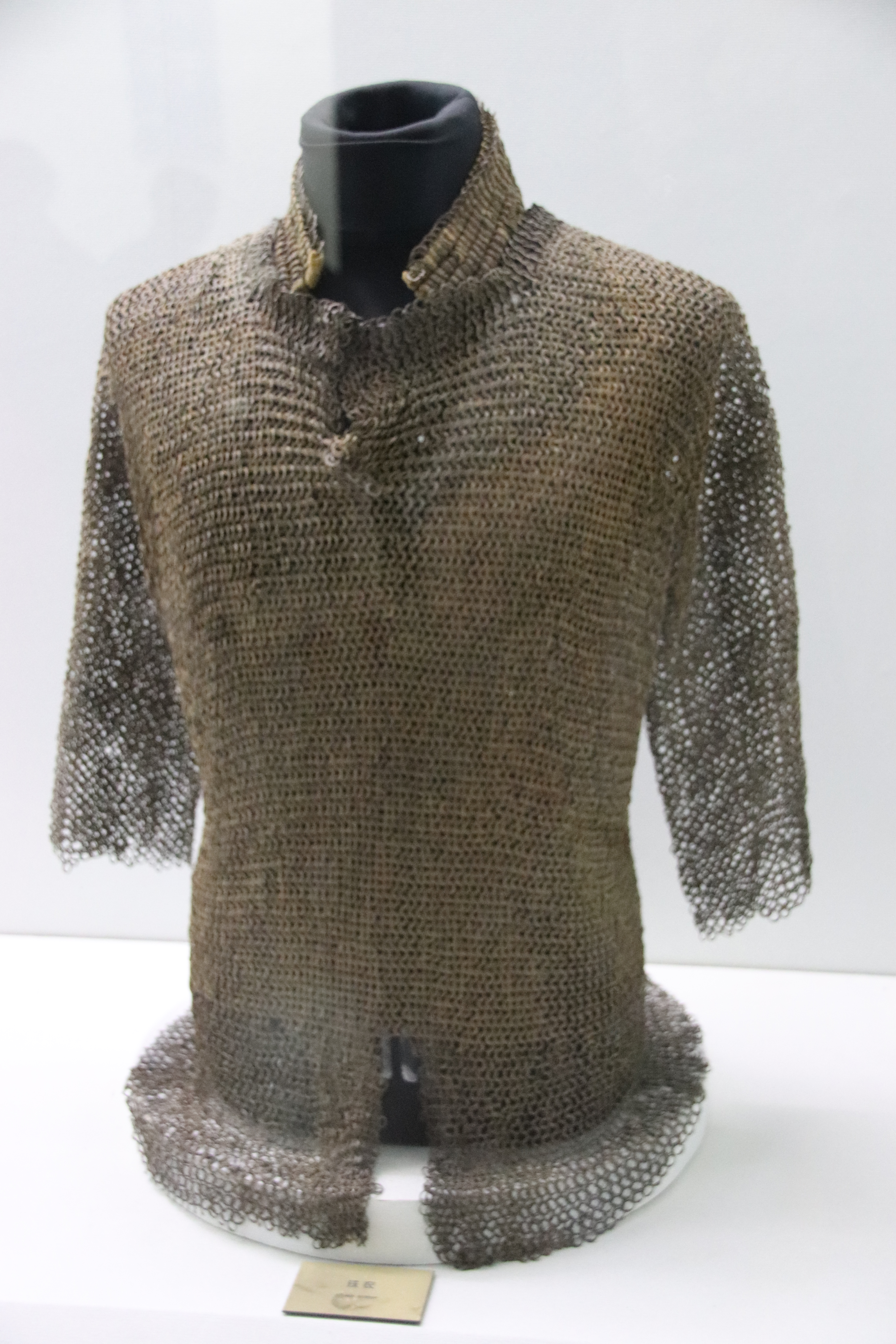
Cotte de mailles des Xia Occidentaux

En 1207, Genghis lance un autre raid contre les Xia occidentaux dans la région du plateau d’Ordos, et saccage Wulahai, la principale garnison Xia le long du fleuve Jaune, avant de se retirer au printemps 1208,. Les Tangoutes tentent alors de former un front uni avec les Jürchens de la dynastie Jin contre les Mongols, mais Wanyan Yongji, l'empereur du Jin, refuse de coopérer et déclare qu'il est dans leur intérêt que les ennemis des Jürchens s'attaquent entre eux.
En 1209, les Ouïghours font leur soumission à Genghis. Ce dernier lance une campagne bien plus importante, pour forcer les Xia occidentaux à devenir ses vassaux. Après avoir vaincu devant les murs de Wulahai une armée commandée par Kao Liang-Hui, il prend la ville et s'enfonce ensuite vers le cœur du royaume tangoute en longeant les rives du fleuve Jaune. Il prend plusieurs villes et assiège la capitale Yinchuan, qui est défendue par une garnison forte de 150 000 soldats. Les Mongols, qui n'ont alors aucune expérience de la guerre de siège, tentent d’inonder la ville en détournant le fleuve Jaune, mais la digue qu'ils construisent cède et c'est leur camp qui est inondé. Néanmoins, l'empereur Xiangzong finit par admettre qu'il ne recevra aucun secours de la part de la dynastie Jin, se rend et fait sa soumission à l’Empire mongol. Pour démontrer sa loyauté, il donne une de ses filles, Chaka, en mariage à Gengis et lui verse un tribut composé de chameaux, de faucons et de tissus.
En 1210, juste après leur défaite face aux Mongols, les Xia occidentaux attaquent la dynastie Jin, pour punir ces derniers de leur refus de les aider contre les Mongols. Dès 1211, les Mongols rejoignent les Xia et lancent une campagne contre les Jin qui va durer 23 ans. La même année, l'empereur Xiangzong abdique au profit de son neveu Zunxu à la suite d'un coup d'État. Zunxu devient l'empereur Shénzōng et Xiangzong meurt un mois plus tard.

### Shenzong (1211–1223)
L'empereur Shenzong des Xia occidentaux est le premier membre de la famille impériale à réussir les examens du palais et à recevoir un diplôme de jinshi.
Shenzong apaise les Mongols en attaquant les Jürchens et en 1214, il soutient une rébellion contre les Jürchens. En 1216, les Xia Occidentaux fournissent des troupes auxiliaires aux Mongols pour les aider à lancer une attaque contre les Jin. Les Tangoutes invitent également la dynastie Song à se joindre à eux pour attaquer les Jin, mais cette proposition n’aboutit à rien de concret, si ce n'est une action commune avortée en 1220. La politique de lutte contre la dynastie Jin est impopulaire à la cour, tout comme la coopération avec les Mongols. Au sein de la cour, c'est un certain Asha Gambu qui est le plus fervent partisan d'une la politique anti-mongole. Au cours de l'hiver 1217-18, les Mongols demandent aux Xia occidentaux de leur fournir des troupes en vue d'une campagne contre le territoire de la dynastie des Khwârezm-Shahs en Asie centrale. Ces derniers refusent de prendre part à cette campagne, déclarant que si Genghis a trop peu de troupes pour attaquer le Khwarezm, alors il n'a aucune raison de revendiquer le pouvoir suprême,. Furieux, Genghis Khan jure de se venger et part envahir le Khwarezm en laissant derrière lui Muqali gérer le Nord de la Chine; tandis que les Xia occidentaux tentent, en vain, de nouer des alliances avec les dynasties Jin et Song contre les Mongols. Muqali meurt en 1223, et au même moment, Shenzong abdique en faveur de son fils, Dewang; qui devient l'empereur Xianzong des Xia occidentaux.

### Xianzong (1223–1226)

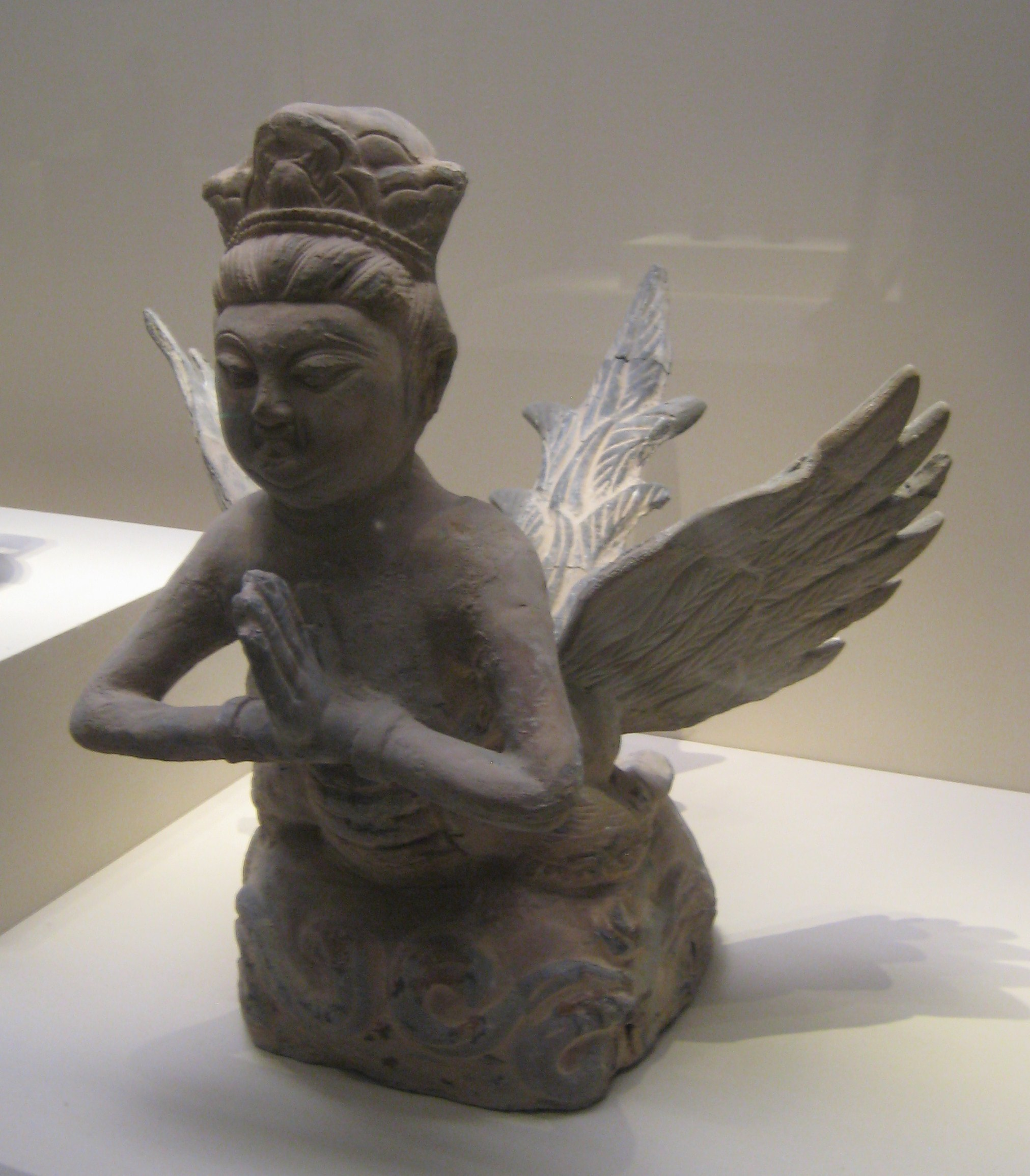
Une kalavinka ailée, en poterie grise, dynastie des Xia occidentaux

L'empereur Xianzong entame des pourparlers de paix avec les Jürchens en 1224 et l'accord de paix est finalisé à l'automne 1225; sans pour autant déboucher sur une véritable alliance contre les Mongols. Malgré cela, les Tangoutes continuent de défier les Mongols en refusant d'envoyer un de leurs princes en otage à la cour du Khan.
Après avoir vaincu les Khwârezm-Shahs en 1221, Genghis prépare ses troupes pour lancer une expédition punitive contre les Xia occidentaux. En 1225, il attaque les Xia avec une armée forte d'environ 180 000 hommes. Après la prise de Khara-Khoto, les Mongols progressent vers le sud et font tomber les villes des Xia les unes après les autres. Asha, le commandant des troupes Xia occidentaux, est bloqué à la capitale avec le gros des troupes, car il y a 500 kilomètres de désert entre lui et les envahisseurs. Malgré cela, chaque ville Xia offre une résistance farouche aux Mongols avant de tomber entre leurs mains. Cela rend Gengis Khan tellement fou de rage qu'il décide de détruire chaque garnison et chaque ville du royaume tangoute,,. Il divise son armée en deux pour être sûr qu'aucune cité ne lui échappera et prend personnellement la tête du gros des troupes pour avancer vers l'est, en direction de la capitale. Ganzhou est la seule ville à échapper à la destruction, car elle est la ville natale de Chagaan, un des généraux du Khan.
En août 1226, les troupes mongoles approchent de Wuwei, la deuxième plus grande ville de l’empire des Xia occidentaux, qui se rend sans résister afin d’échapper à la destruction. À la même époque, l'empereur Xianzong meurt et c'est l'empereur Mòzhǔ qui monte sur le trône alors que les Mongols marchent sur la capitale.

### Mòzhǔ  (1226–1227)
À l'automne 1226, Gengis Khan prend Liangchow, traverse le désert de Helan Shan et met le siège devant Lingwu, une ville située à peine à 30 kilomètres de Yinchuan,. C'est là, lors de la bataille du fleuve Jaune, que les Xia occidentaux tentent une contre-attaque en envoyant contre les Mongols une armée forte de 300 000 soldats commandée personnellement par l'empereur Mòzhǔ . Cette armée est entièrement détruite par les troupes du Khan, qui prennent et pillent Lingwu peu de temps après leur victoire,.
Gengis atteint Yinchuan, la capitale des Xia, en 1227 et assiège la ville tout en lançant plusieurs offensives contre les Jin pour les empêcher d’envoyer des renforts aux Xia. Une de ces offensives atteint Kaifeng, la capitale des Jin. Après six mois de siège, Gengis Khan ouvre des négociations de paix, tout en ayant secrètement l’intention de tuer l’empereur. Durant ces pourparlers, il poursuit ses opérations militaires contre les Jin, dont il rejette une offre de paix, dans les monts Liupan, près de Guyuan. Avant même d'avoir achevé la conquête des Xia, il prépare déjà un plan pour envahir le territoire de la dynastie Jin en passant par leur frontière avec les Song,.
Cependant, en août 1227, il décède d’une cause historiquement incertaine et, pour ne pas compromettre la campagne en cours, sa mort est tenue secrète,. En septembre 1227, l'empereur Mozhu se rend aux Mongols et est rapidement exécuté,. Les Mongols pillent et rasent Yinchuan, tuent la population de la ville, pillent les tombes impériales situées à l’ouest de la ville et achèvent ainsi l’anéantissement total du royaume des Xia occidentaux,,,.

### Destruction

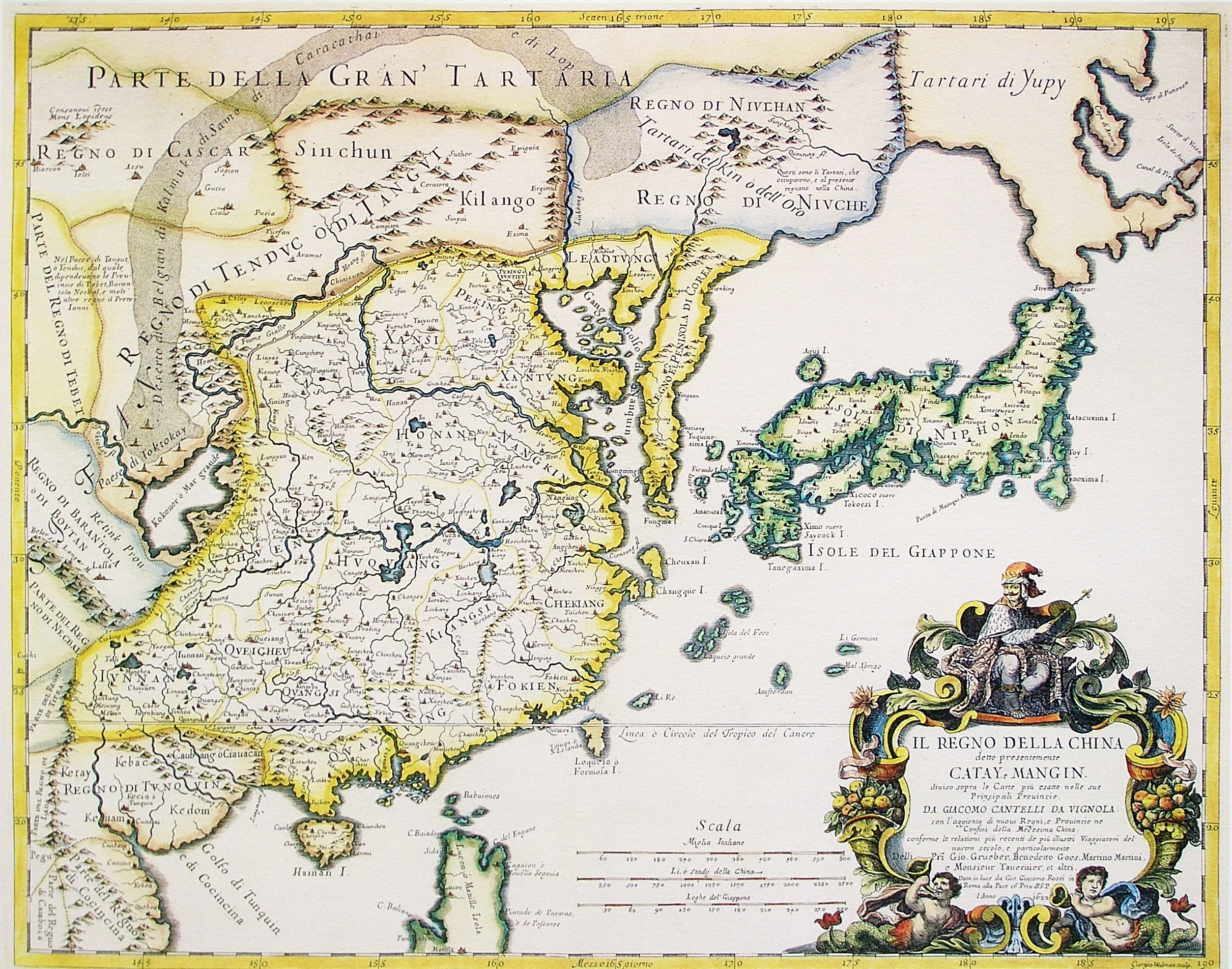
450 ans après la destruction de l'empire tangoute, certaines cartes d'origine européenne mentionnent toujours l'existence d'un "Royaume de Tenduc ou Tangut" à la frontière nord-ouest de la Chine

La destruction des Xia occidentaux au cours de cette deuxième campagne est presque totale,. Selon l'auteur John Man, si les Xia occidentaux sont peu connus en dehors d'un cercle d'experts, c'est précisément à cause de la politique d'élimination complète de Gengis Khan. Toujours selon lui, "Il faut étudier la question de savoir si c’était le premier exemple jamais enregistré de tentative de génocide. C’était certainement un ethnocide très réussi." Cependant, cette destruction n'est pas aussi totale que le désirait le Khan, car certains membres de la famille royale des Xia occidentaux ont émigré vers l’Ouest, au Sichuan, dans le Tibet septentrional, et même peut-être au nord-est de l’Inde, réussissant parfois à devenir des souverains locaux. Un petit État de Xia occidentaux s'établit au Tibet le long du cours supérieur du fleuve Yarlung, tandis que d'autres populations de Xia occidentaux se sont installées dans la zone qui correspond maintenant aux provinces de Henan et du Hebei. On retrouve en Chine des traces des restes des Xia occidentaux jusqu’au milieu de la dynastie Ming,.

## Armée

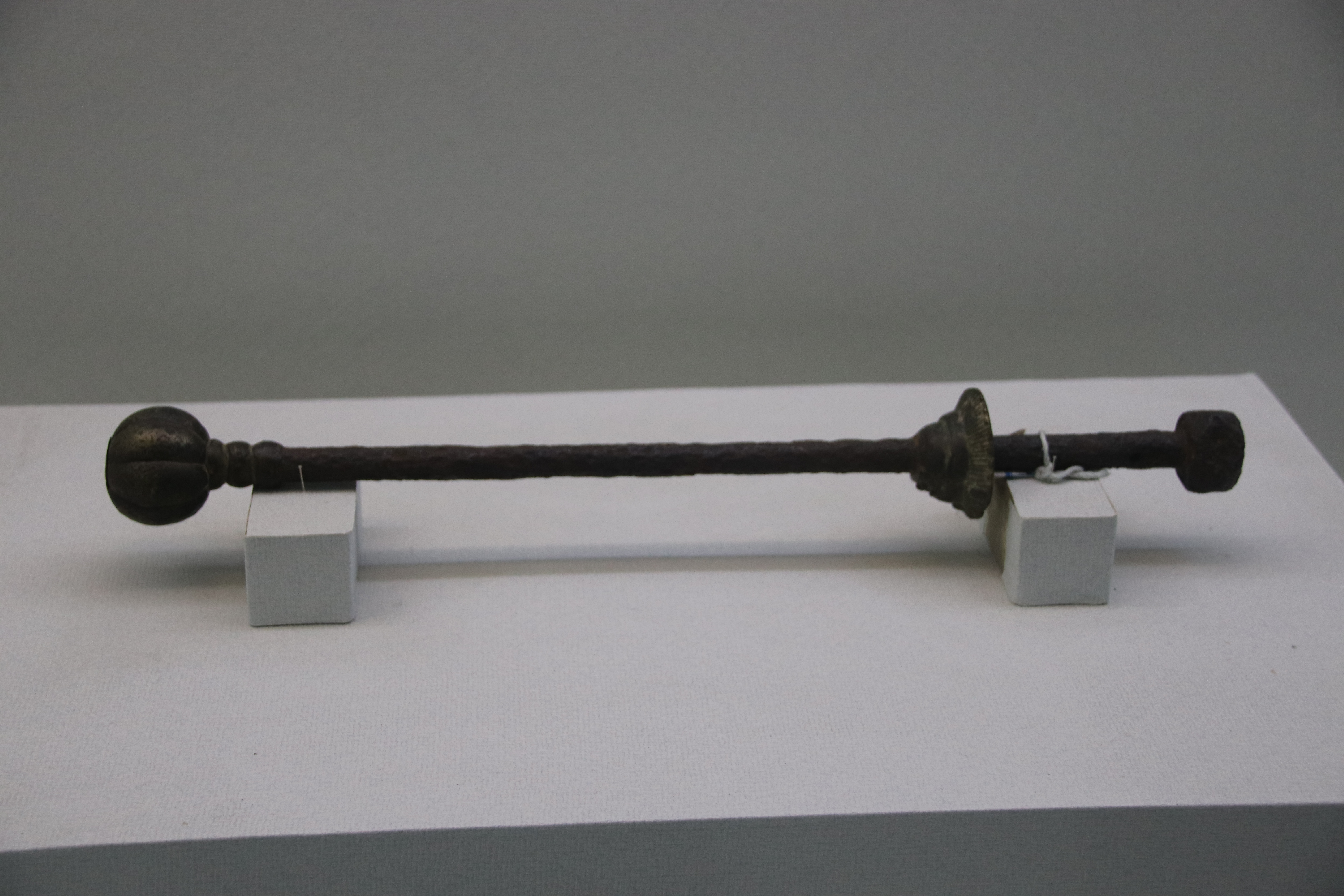
Masse, Xia occidentaux

Les Xia occidentaux possèdent deux unités militaires d'élite, les "Faucons de fer" (tie yaozi), une unité de cavalerie lourde forte de 3 000 hommes, et l'"infanterie de Marche" (bubazi), une infanterie de montagne. Chage, le frère de l'empereur Chongzong, mentionne dans un de ses rapports que l'infanterie de marche a des difficultés à combattre les arcs "Bras-puissant", un type d'arbalète utilisé par les troupes de la dynastie Song :

« Depuis les temps anciens, nous avons combattu en utilisant à la fois l'infanterie et la cavalerie. Bien que nous ayons les Faucons de Fer qui peuvent charger dans les plaines et l'infanterie de Marche qui peut combattre dans les collines, si nous rencontrons une nouvelle tactique, notre cavalerie aura du mal à se déployer. Si nous rencontrons des [Arcs "Bras-puissant"], notre infanterie sera dispersée. Le problème est que nos troupes ne peuvent se battre que selon les conventions et sont incapables de s'adapter aux changements pendant la bataille. »

— Chage

## Culture

Fragment d'une stèle portant des caractères en écriture tangoute

### Langue
Les Xia ont créé une écriture tangoute, afin de pouvoir mettre par écrit la langue tangoute, une langue tibéto-birmane aujourd'hui disparue,.
Des Tibétains, des Ouïghours, des Chinois d'ethnie Han et des Tangoutes ont servi les Xia Occidentaux en tant que fonctionnaires. On ne sait pas exactement jusqu'à quel point les différents groupes ethniques sont distincts au sein de l'État Xia, car les mariages mixtes n'ont jamais été interdits. Le tangoute, le chinois et le tibétain sont les trois langues officielles au sein de l'empire Xia.

« Un système d'écriture de leur langue, basé sur le chinois et le khitan, fut créé en 1036, et de nombreux livres chinois furent traduits puis imprimés dans cette écriture. Des dons et des échanges de livres furent organisés de temps à autre avec la cour des Song ; des sutras bouddhistes ont été donnés pas moins de six fois et certains d'entre eux ont été traduits et imprimés. Après la conquête mongole des Tangoutes et de la Chine, une édition en tangoute du Tripitaka en écriture hsi-hsia, en plus de 3620 chüan, fut imprimée à Hangchow et achevée en 1302, et une centaine de copies furent distribuées aux monastères de l'ancienne région des Tangoutes. De nombreux fragments de livres en tangoute et en chinois ont été découverts au début de ce siècle, dont deux éditions du sutra du Diamant imprimées en 1016 et 1189, et deux glossaires bilingues, le "Hsi-Hsia Tzu Shu Yun Thung" (+ 1132), et le "Fan Han Ho Shih Chang Chung Chu" (+ 1190). Apparemment, de nombreux livres [rédigés] dans leur langue maternelle ont également été imprimés pendant les règnes des souverains Tangoutes. »

— Tsien Tsuen-hsuin

### Habits
En 1034, Li Yuanhao (l'empereur Jingzong) introduit par décret une nouvelle coutume selon laquelle les sujets des Xia occidentaux doivent se raser la tête, en laissant une frange couvrant le front et les tempes, de manière ostensible pour se distinguer des habitants des pays voisins. Les vêtements sont également réglementés pour les différentes classes de fonctionnaires et de roturiers. Les vêtements portés sous les Xia Occidentaux semblent être influencés par les vêtements tibétains et ouïgours.

### Religion
Le bouddhisme est la religion officielle de l'État. Il s'agit essentiellement de bouddhisme tantrique mélangé de Bön, religion tibétaine pré-bouddhique. L'intégralité du canon bouddhique aurait été traduit en tangoute en seulement 50 ans. La classe des érudits et des fonctionnaires se consacre à l'étude des classiques confucéens, des textes taoïstes et des sermons bouddhistes, tandis que le roi/empereur, quelquefois mentionné sous le terme de bouddha ou de bodhisattva, est considéré comme de nature semi-divine. Il est également le protecteur des lamas. De nombreux règlements encadrent les activités religieuses. Ainsi, les prêcheurs venus d'Inde ou du Tibet doivent être agréés par les autorités pour avoir le droit d'exercer leurs activités, et personne ne peut se faire moine sans autorisation. Les monastères féminins n'acceptent que les vierges et les veuves.
Au début de l'histoire du royaume, c'est le bouddhisme chinois qui domine la vie religieuse des Xia, étant la forme de bouddhisme la plus répandue et la plus pratiquée. Toutefois, vers le milieu du XIIe siècle, le bouddhisme tibétain prend de l'importance, les souverains invitant les moines tibétains à occuper la fonction distinctive de précepteur d'État.
En 1991, un canon bouddhique bilingue tangoute-chinois a été découvert dans le xian de Helan, dans la province du Ningxia.
La pratique du bouddhisme tantrique chez les Xia conduit à la naissance et à la propagation de coutumes à caractère sexuel. Ainsi, au XIIe siècle, dans l'actuelle province du Shanxi, avant de pouvoir épouser un homme de leur propre ethnie, les femmes ouïghoures doivent attendre d'avoir atteint l'âge de 30 ans. Avant cet âge, elles se doivent d'avoir eu des enfants après avoir eu des relations sexuelles avec plusieurs hommes d'origine chinoise. Plus le nombre d'hommes avec lesquels elles ont eu des relations est élevé, plus elles deviennent convoitées comme épouses,,.

### Économie
L'économie du royaume repose principalement sur l'agriculture, le pastoralisme et le commerce, notamment avec l'Asie centrale,.

## Arbre généalogique des dirigeants Tangoutes
|                   |                   |                   |                   |                   |                   |  |  |                            |                            |                            |                            |                            |                            |  |  |                            |                            |                            |                            |                            |                            |                  |                  |                             |                             |                             |                             |                             |                             |  |  | Peut-être des ancêtres originaires de l'état de Dai de la période des Seize Royaumes ? |                                            |                                            |                                            |                                            |                                            |  |  |                                                          |                                                          |                                                          |                                                          |                                                          |                                                          |  |  |                                                              |                                                           |                                                           |                                                           |                                                           |                                                           |  |  |                                                         |                                                         |                                                         |                                                         |                                                         |                                                         |  |  |                                |                                |                                |                                |                                |                                |  |  |            |            |            |            |            |            |  |  |                  |                  |                  |                  |                  |                  |  |  |  |  |  |  |  |  |  |  |  |  |  |  |  |  |  |  |  |  |  |  |  |  |  |  |  |  |  |  |  |  |  |  |  |  |  |  |  |  |  |  |  |  |  |  |  |  |  |  |  |  |  |  |  |  |  |  |  |  |  |  |  |  |  |  |
|                   |                   |                   |                   |                   |                   |  |  |                            |                            |                            |                            |                            |                            |  |  |                            |                            |                            |                            |                            |                            |                  |                  |                             |                             |                             |                             |                             |                             |  |  |                                                                                        |                                            |                                            |                                            |                                            |                                            |  |  |                                                          |                                                          |                                                          |                                                          |                                                          |                                                          |  |  |                                                              |                                                           |                                                           |                                                           |                                                           |                                                           |  |  |                                                         |                                                         |                                                         |                                                         |                                                         |                                                         |  |  |                                |                                |                                |                                |                                |                                |  |  |            |            |            |            |            |            |  |  |                  |                  |                  |                  |                  |                  |  |  |  |  |  |  |  |  |  |  |  |  |  |  |  |  |  |  |  |  |  |  |  |  |  |  |  |  |  |  |  |  |  |  |  |  |  |  |  |  |  |  |  |  |  |  |  |  |  |  |  |  |  |  |  |  |  |  |  |  |  |  |  |  |  |  |
|                   |                   |                   |                   |                   |                   |  |  |                            |                            |                            |                            |                            |                            |  |  |                            |                            |                            |                            |                            |                            |                  |                  |                             |                             |                             |                             |                             |                             |  |  | Nombre exact de générations inconnu                                                    |                                            |                                            |                                            |                                            |                                            |  |  |                                                          |                                                          |                                                          |                                                          |                                                          |                                                          |  |  |                                                              |                                                           |                                                           |                                                           |                                                           |                                                           |  |  |                                                         |                                                         |                                                         |                                                         |                                                         |                                                         |  |  |                                |                                |                                |                                |                                |                                |  |  |            |            |            |            |            |            |  |  |                  |                  |                  |                  |                  |                  |  |  |  |  |  |  |  |  |  |  |  |  |  |  |  |  |  |  |  |  |  |  |  |  |  |  |  |  |  |  |  |  |  |  |  |  |  |  |  |  |  |  |  |  |  |  |  |  |  |  |  |  |  |  |  |  |  |  |  |  |  |  |  |  |  |  |
|                   |                   |                   |                   |                   |                   |  |  |                            |                            |                            |                            |                            |                            |  |  |                            |                            |                            |                            |                            |                            |                  |                  |                             |                             |                             |                             |                             |                             |  |  |                                                                                        |                                            |                                            |                                            |                                            |                                            |  |  |                                                          |                                                          |                                                          |                                                          |                                                          |                                                          |  |  |                                                              |                                                           |                                                           |                                                           |                                                           |                                                           |  |  |                                                         |                                                         |                                                         |                                                         |                                                         |                                                         |  |  |                                |                                |                                |                                |                                |                                |  |  |            |            |            |            |            |            |  |  |                  |                  |                  |                  |                  |                  |  |  |  |  |  |  |  |  |  |  |  |  |  |  |  |  |  |  |  |  |  |  |  |  |  |  |  |  |  |  |  |  |  |  |  |  |  |  |  |  |  |  |  |  |  |  |  |  |  |  |  |  |  |  |  |  |  |  |  |  |  |  |  |  |  |  |
|                   |                   |                   |                   |                   |                   |  |  |                            |                            |                            |                            |                            |                            |  |  |                            |                            |                            |                            |                            |                            |                  |                  |                             |                             |                             |                             |                             |                             |  |  | Li/Tuoba Chici 李/拓跋赤辭 ?–?–634–?                                                   |                                            |                                            |                                            |                                            |                                            |  |  |                                                          |                                                          |                                                          |                                                          |                                                          |                                                          |  |  |                                                              |                                                           |                                                           |                                                           |                                                           |                                                           |  |  |                                                         |                                                         |                                                         |                                                         |                                                         |                                                         |  |  |                                |                                |                                |                                |                                |                                |  |  |            |            |            |            |            |            |  |  |                  |                  |                  |                  |                  |                  |  |  |  |  |  |  |  |  |  |  |  |  |  |  |  |  |  |  |  |  |  |  |  |  |  |  |  |  |  |  |  |  |  |  |  |  |  |  |  |  |  |  |  |  |  |  |  |  |  |  |  |  |  |  |  |  |  |  |  |  |  |  |  |  |  |  |
|                   |                   |                   |                   |                   |                   |  |  |                            |                            |                            |                            |                            |                            |  |  |                            |                            |                            |                            |                            |                            |                  |                  |                             |                             |                             |                             |                             |                             |  |  |                                                                                        |                                            |                                            |                                            |                                            |                                            |  |  |                                                          |                                                          |                                                          |                                                          |                                                          |                                                          |  |  |                                                              |                                                           |                                                           |                                                           |                                                           |                                                           |  |  |                                                         |                                                         |                                                         |                                                         |                                                         |                                                         |  |  |                                |                                |                                |                                |                                |                                |  |  |            |            |            |            |            |            |  |  |                  |                  |                  |                  |                  |                  |  |  |  |  |  |  |  |  |  |  |  |  |  |  |  |  |  |  |  |  |  |  |  |  |  |  |  |  |  |  |  |  |  |  |  |  |  |  |  |  |  |  |  |  |  |  |  |  |  |  |  |  |  |  |  |  |  |  |  |  |  |  |  |  |  |  |
|                   |                   |                   |                   |                   |                   |  |  |                            |                            |                            |                            |                            |                            |  |  |                            |                            |                            |                            |                            |                            |                  |                  |                             |                             |                             |                             |                             |                             |  |  | Nombre exact de générations inconnu                                                    |                                            |                                            |                                            |                                            |                                            |  |  |                                                          |                                                          |                                                          |                                                          |                                                          |                                                          |  |  |                                                              |                                                           |                                                           |                                                           |                                                           |                                                           |  |  |                                                         |                                                         |                                                         |                                                         |                                                         |                                                         |  |  |                                |                                |                                |                                |                                |                                |  |  |            |            |            |            |            |            |  |  |                  |                  |                  |                  |                  |                  |  |  |  |  |  |  |  |  |  |  |  |  |  |  |  |  |  |  |  |  |  |  |  |  |  |  |  |  |  |  |  |  |  |  |  |  |  |  |  |  |  |  |  |  |  |  |  |  |  |  |  |  |  |  |  |  |  |  |  |  |  |  |  |  |  |  |
|                   |                   |                   |                   |                   |                   |  |  |                            |                            |                            |                            |                            |                            |  |  |                            |                            |                            |                            |                            |                            |                  |                  |                             |                             |                             |                             |                             |                             |  |  |                                                                                        |                                            |                                            |                                            |                                            |                                            |  |  |                                                          |                                                          |                                                          |                                                          |                                                          |                                                          |  |  |                                                              |                                                           |                                                           |                                                           |                                                           |                                                           |  |  |                                                         |                                                         |                                                         |                                                         |                                                         |                                                         |  |  |                                |                                |                                |                                |                                |                                |  |  |            |            |            |            |            |            |  |  |                  |                  |                  |                  |                  |                  |  |  |  |  |  |  |  |  |  |  |  |  |  |  |  |  |  |  |  |  |  |  |  |  |  |  |  |  |  |  |  |  |  |  |  |  |  |  |  |  |  |  |  |  |  |  |  |  |  |  |  |  |  |  |  |  |  |  |  |  |  |  |  |  |  |  |
|                   |                   |                   |                   |                   |                   |  |  |                            |                            |                            |                            |                            |                            |  |  |                            |                            |                            |                            |                            |                            |                  |                  |                             |                             |                             |                             |                             |                             |  |  | JIEDUSHI DE DINGNAN                                                                    |                                            |                                            |                                            |                                            |                                            |  |  |                                                          |                                                          |                                                          |                                                          |                                                          |                                                          |  |  |                                                              |                                                           |                                                           |                                                           |                                                           |                                                           |  |  |                                                         |                                                         |                                                         |                                                         |                                                         |                                                         |  |  |                                |                                |                                |                                |                                |                                |  |  |            |            |            |            |            |            |  |  |                  |                  |                  |                  |                  |                  |  |  |  |  |  |  |  |  |  |  |  |  |  |  |  |  |  |  |  |  |  |  |  |  |  |  |  |  |  |  |  |  |  |  |  |  |  |  |  |  |  |  |  |  |  |  |  |  |  |  |  |  |  |  |  |  |  |  |  |  |  |  |  |  |  |  |
|                   |                   |                   |                   |                   |                   |  |  |                            |                            |                            |                            |                            |                            |  |  |                            |                            |                            |                            |                            |                            |                  |                  |                             |                             |                             |                             |                             |                             |  |  | Tuoba Chongjian 拓跋重建                                                               |                                            |                                            |                                            |                                            |                                            |  |  |                                                          |                                                          |                                                          |                                                          |                                                          |                                                          |  |  |                                                              |                                                           |                                                           |                                                           |                                                           |                                                           |  |  |                                                         |                                                         |                                                         |                                                         |                                                         |                                                         |  |  |                                |                                |                                |                                |                                |                                |  |  |            |            |            |            |            |            |  |  |                  |                  |                  |                  |                  |                  |  |  |  |  |  |  |  |  |  |  |  |  |  |  |  |  |  |  |  |  |  |  |  |  |  |  |  |  |  |  |  |  |  |  |  |  |  |  |  |  |  |  |  |  |  |  |  |  |  |  |  |  |  |  |  |  |  |  |  |  |  |  |  |  |  |  |
|                   |                   |                   |                   |                   |                   |  |  |                            |                            |                            |                            |                            |                            |  |  |                            |                            |                            |                            |                            |                            |                  |                  |                             |                             |                             |                             |                             |                             |  |  |                                                                                        |                                            |                                            |                                            |                                            |                                            |  |  |                                                          |                                                          |                                                          |                                                          |                                                          |                                                          |  |  |                                                              |                                                           |                                                           |                                                           |                                                           |                                                           |  |  |                                                         |                                                         |                                                         |                                                         |                                                         |                                                         |  |  |                                |                                |                                |                                |                                |                                |  |  |            |            |            |            |            |            |  |  |                  |                  |                  |                  |                  |                  |  |  |  |  |  |  |  |  |  |  |  |  |  |  |  |  |  |  |  |  |  |  |  |  |  |  |  |  |  |  |  |  |  |  |  |  |  |  |  |  |  |  |  |  |  |  |  |  |  |  |  |  |  |  |  |  |  |  |  |  |  |  |  |  |  |  |
|                   |                   |                   |                   |                   |                   |  |  |                            |                            |                            |                            |                            |                            |  |  |                            |                            |                            |                            |                            |                            |                  |                  |                             |                             |                             |                             |                             |                             |  |  |                                                                                        |                                            |                                            |                                            |                                            |                                            |  |  |                                                          |                                                          |                                                          |                                                          |                                                          |                                                          |  |  |                                                              |                                                           |                                                           |                                                           |                                                           |                                                           |  |  |                                                         |                                                         |                                                         |                                                         |                                                         |                                                         |  |  |                                |                                |                                |                                |                                |                                |  |  |            |            |            |            |            |            |  |  |                  |                  |                  |                  |                  |                  |  |  |  |  |  |  |  |  |  |  |  |  |  |  |  |  |  |  |  |  |  |  |  |  |  |  |  |  |  |  |  |  |  |  |  |  |  |  |  |  |  |  |  |  |  |  |  |  |  |  |  |  |  |  |  |  |  |  |  |  |  |  |  |  |  |  |
|                   |                   |                   |                   |                   |                   |  |  |                            |                            |                            |                            |                            |                            |  |  |                            |                            |                            |                            |                            |                            | Li Sijing 李思敬 | Li Sijing 李思敬 | Li Sijing 李思敬            | Li Sijing 李思敬            | Li Sijing 李思敬            | Li Sijing 李思敬            |                             |                             |  |  | Li/Tuoba Sigong 李/拓跋思恭 ?v881–886                                                  | Li/Tuoba Sigong 李/拓跋思恭 ?v881–886      | Li/Tuoba Sigong 李/拓跋思恭 ?v881–886      | Li/Tuoba Sigong 李/拓跋思恭 ?v881–886      | Li/Tuoba Sigong 李/拓跋思恭 ?v881–886      | Li/Tuoba Sigong 李/拓跋思恭 ?v881–886      |  |  | Li Siyao 李思瑶                                          | Li Siyao 李思瑶                                          | Li Siyao 李思瑶                                          | Li Siyao 李思瑶                                          | Li Siyao 李思瑶                                          | Li Siyao 李思瑶                                          |  |  | Li Sixiao 李思孝                                             | Li Sixiao 李思孝                                          | Li Sixiao 李思孝                                          | Li Sixiao 李思孝                                          | Li Sixiao 李思孝                                          | Li Sixiao 李思孝                                          |  |  | Li Sijian 李思諫 ?–895–896–908                          | Li Sijian 李思諫 ?–895–896–908                          | Li Sijian 李思諫 ?–895–896–908                          | Li Sijian 李思諫 ?–895–896–908                          | Li Sijian 李思諫 ?–895–896–908                          | Li Sijian 李思諫 ?–895–896–908                          |  |  | Li Sizhong 李思忠              | Li Sizhong 李思忠              | Li Sizhong 李思忠              | Li Sizhong 李思忠              | Li Sizhong 李思忠              | Li Sizhong 李思忠              |  |  |            |            |            |            |            |            |  |  |                  |                  |                  |                  |                  |                  |  |  |  |  |  |  |  |  |  |  |  |  |  |  |  |  |  |  |  |  |  |  |  |  |  |  |  |  |  |  |  |  |  |  |  |  |  |  |  |  |  |  |  |  |  |  |  |  |  |  |  |  |  |  |  |  |  |  |  |  |  |  |  |  |  |  |
|                   |                   |                   |                   |                   |                   |  |  |                            |                            |                            |                            |                            |                            |  |  |                            |                            |                            |                            |                            |                            | Li Sijing 李思敬 | Li Sijing 李思敬 | Li Sijing 李思敬            | Li Sijing 李思敬            | Li Sijing 李思敬            | Li Sijing 李思敬            |                             |                             |  |  | Li/Tuoba Sigong 李/拓跋思恭 ?v881–886                                                  | Li/Tuoba Sigong 李/拓跋思恭 ?v881–886      | Li/Tuoba Sigong 李/拓跋思恭 ?v881–886      | Li/Tuoba Sigong 李/拓跋思恭 ?v881–886      | Li/Tuoba Sigong 李/拓跋思恭 ?v881–886      | Li/Tuoba Sigong 李/拓跋思恭 ?v881–886      |  |  | Li Siyao 李思瑶                                          | Li Siyao 李思瑶                                          | Li Siyao 李思瑶                                          | Li Siyao 李思瑶                                          | Li Siyao 李思瑶                                          | Li Siyao 李思瑶                                          |  |  | Li Sixiao 李思孝                                             | Li Sixiao 李思孝                                          | Li Sixiao 李思孝                                          | Li Sixiao 李思孝                                          | Li Sixiao 李思孝                                          | Li Sixiao 李思孝                                          |  |  | Li Sijian 李思諫 ?–895–896–908                          | Li Sijian 李思諫 ?–895–896–908                          | Li Sijian 李思諫 ?–895–896–908                          | Li Sijian 李思諫 ?–895–896–908                          | Li Sijian 李思諫 ?–895–896–908                          | Li Sijian 李思諫 ?–895–896–908                          |  |  | Li Sizhong 李思忠              | Li Sizhong 李思忠              | Li Sizhong 李思忠              | Li Sizhong 李思忠              | Li Sizhong 李思忠              | Li Sizhong 李思忠              |  |  |            |            |            |            |            |            |  |  |                  |                  |                  |                  |                  |                  |  |  |  |  |  |  |  |  |  |  |  |  |  |  |  |  |  |  |  |  |  |  |  |  |  |  |  |  |  |  |  |  |  |  |  |  |  |  |  |  |  |  |  |  |  |  |  |  |  |  |  |  |  |  |  |  |  |  |  |  |  |  |  |  |  |  |
|                   |                   |                   |                   |                   |                   |  |  |                            |                            |                            |                            |                            |                            |  |  |                            |                            |                            |                            |                            |                            |                  |                  |                             |                             |                             |                             |                             |                             |  |  |                                                                                        |                                            |                                            |                                            |                                            |                                            |  |  |                                                          |                                                          |                                                          |                                                          |                                                          |                                                          |  |  |                                                              |                                                           |                                                           |                                                           |                                                           |                                                           |  |  |                                                         |                                                         |                                                         |                                                         |                                                         |                                                         |  |  |                                |                                |                                |                                |                                |                                |  |  |            |            |            |            |            |            |  |  |                  |                  |                  |                  |                  |                  |  |  |  |  |  |  |  |  |  |  |  |  |  |  |  |  |  |  |  |  |  |  |  |  |  |  |  |  |  |  |  |  |  |  |  |  |  |  |  |  |  |  |  |  |  |  |  |  |  |  |  |  |  |  |  |  |  |  |  |  |  |  |  |  |  |  |
| Li Renyou 李仁祐  | Li Renyou 李仁祐  | Li Renyou 李仁祐  | Li Renyou 李仁祐  | Li Renyou 李仁祐  | Li Renyou 李仁祐  |  |  | Li Chengqing 李成庆 896–?  | Li Chengqing 李成庆 896–?  | Li Chengqing 李成庆 896–?  | Li Chengqing 李成庆 896–?  | Li Chengqing 李成庆 896–?  | Li Chengqing 李成庆 896–?  |  |  |                            |                            |                            |                            |                            |                            |                  |                  |                             |                             |                             |                             |                             |                             |  |  | Li Renfu 李仁福 ?–909–931                                                              | Li Renfu 李仁福 ?–909–931                  | Li Renfu 李仁福 ?–909–931                  | Li Renfu 李仁福 ?–909–931                  | Li Renfu 李仁福 ?–909–931                  | Li Renfu 李仁福 ?–909–931                  |  |  |                                                          |                                                          |                                                          |                                                          |                                                          |                                                          |  |  |                                                              |                                                           |                                                           |                                                           |                                                           |                                                           |  |  | □                                                       | □                                                       | □                                                       | □                                                       | □                                                       | □                                                       |  |  | Li Renyan 李仁颜               | Li Renyan 李仁颜               | Li Renyan 李仁颜               | Li Renyan 李仁颜               | Li Renyan 李仁颜               | Li Renyan 李仁颜               |  |  |            |            |            |            |            |            |  |  |                  |                  |                  |                  |                  |                  |  |  |  |  |  |  |  |  |  |  |  |  |  |  |  |  |  |  |  |  |  |  |  |  |  |  |  |  |  |  |  |  |  |  |  |  |  |  |  |  |  |  |  |  |  |  |  |  |  |  |  |  |  |  |  |  |  |  |  |  |  |  |  |  |  |  |
| Li Renyou 李仁祐  | Li Renyou 李仁祐  | Li Renyou 李仁祐  | Li Renyou 李仁祐  | Li Renyou 李仁祐  | Li Renyou 李仁祐  |  |  | Li Chengqing 李成庆 896–?  | Li Chengqing 李成庆 896–?  | Li Chengqing 李成庆 896–?  | Li Chengqing 李成庆 896–?  | Li Chengqing 李成庆 896–?  | Li Chengqing 李成庆 896–?  |  |  |                            |                            |                            |                            |                            |                            |                  |                  |                             |                             |                             |                             |                             |                             |  |  | Li Renfu 李仁福 ?–909–931                                                              | Li Renfu 李仁福 ?–909–931                  | Li Renfu 李仁福 ?–909–931                  | Li Renfu 李仁福 ?–909–931                  | Li Renfu 李仁福 ?–909–931                  | Li Renfu 李仁福 ?–909–931                  |  |  |                                                          |                                                          |                                                          |                                                          |                                                          |                                                          |  |  |                                                              |                                                           |                                                           |                                                           |                                                           |                                                           |  |  | □                                                       | □                                                       | □                                                       | □                                                       | □                                                       | □                                                       |  |  | Li Renyan 李仁颜               | Li Renyan 李仁颜               | Li Renyan 李仁颜               | Li Renyan 李仁颜               | Li Renyan 李仁颜               | Li Renyan 李仁颜               |  |  |            |            |            |            |            |            |  |  |                  |                  |                  |                  |                  |                  |  |  |  |  |  |  |  |  |  |  |  |  |  |  |  |  |  |  |  |  |  |  |  |  |  |  |  |  |  |  |  |  |  |  |  |  |  |  |  |  |  |  |  |  |  |  |  |  |  |  |  |  |  |  |  |  |  |  |  |  |  |  |  |  |  |  |
|                   |                   |                   |                   |                   |                   |  |  |                            |                            |                            |                            |                            |                            |  |  |                            |                            |                            |                            |                            |                            |                  |                  |                             |                             |                             |                             |                             |                             |  |  |                                                                                        |                                            |                                            |                                            |                                            |                                            |  |  |                                                          |                                                          |                                                          |                                                          |                                                          |                                                          |  |  |                                                              |                                                           |                                                           |                                                           |                                                           |                                                           |  |  |                                                         |                                                         |                                                         |                                                         |                                                         |                                                         |  |  |                                |                                |                                |                                |                                |                                |  |  |            |            |            |            |            |            |  |  |                  |                  |                  |                  |                  |                  |  |  |  |  |  |  |  |  |  |  |  |  |  |  |  |  |  |  |  |  |  |  |  |  |  |  |  |  |  |  |  |  |  |  |  |  |  |  |  |  |  |  |  |  |  |  |  |  |  |  |  |  |  |  |  |  |  |  |  |  |  |  |  |  |  |  |
| Li Yiyun 李彝氲   | Li Yiyun 李彝氲   | Li Yiyun 李彝氲   | Li Yiyun 李彝氲   | Li Yiyun 李彝氲   | Li Yiyun 李彝氲   |  |  | Li Yixing 李彝興 ?–935–967 | Li Yixing 李彝興 ?–935–967 | Li Yixing 李彝興 ?–935–967 | Li Yixing 李彝興 ?–935–967 | Li Yixing 李彝興 ?–935–967 | Li Yixing 李彝興 ?–935–967 |  |  | Li Yichao 李彝超 ?–933–935 | Li Yichao 李彝超 ?–933–935 | Li Yichao 李彝超 ?–933–935 | Li Yichao 李彝超 ?–933–935 | Li Yichao 李彝超 ?–933–935 | Li Yichao 李彝超 ?–933–935 |                  |                  | Li Yiwen 李彝温             | Li Yiwen 李彝温             | Li Yiwen 李彝温             | Li Yiwen 李彝温             | Li Yiwen 李彝温             | Li Yiwen 李彝温             |  |  | Li Yimin 李彝敏 d. 943                                                                 | Li Yimin 李彝敏 d. 943                     | Li Yimin 李彝敏 d. 943                     | Li Yimin 李彝敏 d. 943                     | Li Yimin 李彝敏 d. 943                     | Li Yimin 李彝敏 d. 943                     |  |  | Li Yijin 李彝谨                                          | Li Yijin 李彝谨                                          | Li Yijin 李彝谨                                          | Li Yijin 李彝谨                                          | Li Yijin 李彝谨                                          | Li Yijin 李彝谨                                          |  |  | Li Yijun 李彝俊                                              | Li Yijun 李彝俊                                           | Li Yijun 李彝俊                                           | Li Yijun 李彝俊                                           | Li Yijun 李彝俊                                           | Li Yijun 李彝俊                                           |  |  | Li Yichang 李彝昌 ?–908–909/910                         | Li Yichang 李彝昌 ?–908–909/910                         | Li Yichang 李彝昌 ?–908–909/910                         | Li Yichang 李彝昌 ?–908–909/910                         | Li Yichang 李彝昌 ?–908–909/910                         | Li Yichang 李彝昌 ?–908–909/910                         |  |  | Li Yijing 李彝景               | Li Yijing 李彝景               | Li Yijing 李彝景               | Li Yijing 李彝景               | Li Yijing 李彝景               | Li Yijing 李彝景               |  |  |            |            |            |            |            |            |  |  |                  |                  |                  |                  |                  |                  |  |  |  |  |  |  |  |  |  |  |  |  |  |  |  |  |  |  |  |  |  |  |  |  |  |  |  |  |  |  |  |  |  |  |  |  |  |  |  |  |  |  |  |  |  |  |  |  |  |  |  |  |  |  |  |  |  |  |  |  |  |  |  |  |  |  |
| Li Yiyun 李彝氲   | Li Yiyun 李彝氲   | Li Yiyun 李彝氲   | Li Yiyun 李彝氲   | Li Yiyun 李彝氲   | Li Yiyun 李彝氲   |  |  | Li Yixing 李彝興 ?–935–967 | Li Yixing 李彝興 ?–935–967 | Li Yixing 李彝興 ?–935–967 | Li Yixing 李彝興 ?–935–967 | Li Yixing 李彝興 ?–935–967 | Li Yixing 李彝興 ?–935–967 |  |  | Li Yichao 李彝超 ?–933–935 | Li Yichao 李彝超 ?–933–935 | Li Yichao 李彝超 ?–933–935 | Li Yichao 李彝超 ?–933–935 | Li Yichao 李彝超 ?–933–935 | Li Yichao 李彝超 ?–933–935 |                  |                  | Li Yiwen 李彝温             | Li Yiwen 李彝温             | Li Yiwen 李彝温             | Li Yiwen 李彝温             | Li Yiwen 李彝温             | Li Yiwen 李彝温             |  |  | Li Yimin 李彝敏 d. 943                                                                 | Li Yimin 李彝敏 d. 943                     | Li Yimin 李彝敏 d. 943                     | Li Yimin 李彝敏 d. 943                     | Li Yimin 李彝敏 d. 943                     | Li Yimin 李彝敏 d. 943                     |  |  | Li Yijin 李彝谨                                          | Li Yijin 李彝谨                                          | Li Yijin 李彝谨                                          | Li Yijin 李彝谨                                          | Li Yijin 李彝谨                                          | Li Yijin 李彝谨                                          |  |  | Li Yijun 李彝俊                                              | Li Yijun 李彝俊                                           | Li Yijun 李彝俊                                           | Li Yijun 李彝俊                                           | Li Yijun 李彝俊                                           | Li Yijun 李彝俊                                           |  |  | Li Yichang 李彝昌 ?–908–909/910                         | Li Yichang 李彝昌 ?–908–909/910                         | Li Yichang 李彝昌 ?–908–909/910                         | Li Yichang 李彝昌 ?–908–909/910                         | Li Yichang 李彝昌 ?–908–909/910                         | Li Yichang 李彝昌 ?–908–909/910                         |  |  | Li Yijing 李彝景               | Li Yijing 李彝景               | Li Yijing 李彝景               | Li Yijing 李彝景               | Li Yijing 李彝景               | Li Yijing 李彝景               |  |  |            |            |            |            |            |            |  |  |                  |                  |                  |                  |                  |                  |  |  |  |  |  |  |  |  |  |  |  |  |  |  |  |  |  |  |  |  |  |  |  |  |  |  |  |  |  |  |  |  |  |  |  |  |  |  |  |  |  |  |  |  |  |  |  |  |  |  |  |  |  |  |  |  |  |  |  |  |  |  |  |  |  |  |
|                   |                   |                   |                   |                   |                   |  |  |                            |                            |                            |                            |                            |                            |  |  |                            |                            |                            |                            |                            |                            |                  |                  |                             |                             |                             |                             |                             |                             |  |  |                                                                                        |                                            |                                            |                                            |                                            |                                            |  |  |                                                          |                                                          |                                                          |                                                          |                                                          |                                                          |  |  |                                                              |                                                           |                                                           |                                                           |                                                           |                                                           |  |  |                                                         |                                                         |                                                         |                                                         |                                                         |                                                         |  |  |                                |                                |                                |                                |                                |                                |  |  |            |            |            |            |            |            |  |  |                  |                  |                  |                  |                  |                  |  |  |  |  |  |  |  |  |  |  |  |  |  |  |  |  |  |  |  |  |  |  |  |  |  |  |  |  |  |  |  |  |  |  |  |  |  |  |  |  |  |  |  |  |  |  |  |  |  |  |  |  |  |  |  |  |  |  |  |  |  |  |  |  |  |  |
| Li Kexian 李克宪  | Li Kexian 李克宪  | Li Kexian 李克宪  | Li Kexian 李克宪  | Li Kexian 李克宪  | Li Kexian 李克宪  |  |  | Li Guangmei 李光美         | Li Guangmei 李光美         | Li Guangmei 李光美         | Li Guangmei 李光美         | Li Guangmei 李光美         | Li Guangmei 李光美         |  |  | Li Guangsui 李光遂         | Li Guangsui 李光遂         | Li Guangsui 李光遂         | Li Guangsui 李光遂         | Li Guangsui 李光遂         | Li Guangsui 李光遂         |                  |                  | Li Kerui 李克睿 935–967–978 | Li Kerui 李克睿 935–967–978 | Li Kerui 李克睿 935–967–978 | Li Kerui 李克睿 935–967–978 | Li Kerui 李克睿 935–967–978 | Li Kerui 李克睿 935–967–978 |  |  | Li Kexin 李克信                                                                        | Li Kexin 李克信                            | Li Kexin 李克信                            | Li Kexin 李克信                            | Li Kexin 李克信                            | Li Kexin 李克信                            |  |  |                                                          |                                                          |                                                          |                                                          |                                                          |                                                          |  |  | Li Guanglian 李光琏                                          | Li Guanglian 李光琏                                       | Li Guanglian 李光琏                                       | Li Guanglian 李光琏                                       | Li Guanglian 李光琏                                       | Li Guanglian 李光琏                                       |  |  | Li Guangyi 李光义                                       | Li Guangyi 李光义                                       | Li Guangyi 李光义                                       | Li Guangyi 李光义                                       | Li Guangyi 李光义                                       | Li Guangyi 李光义                                       |  |  | Li Guangyan 李光俨             | Li Guangyan 李光俨             | Li Guangyan 李光俨             | Li Guangyan 李光俨             | Li Guangyan 李光俨             | Li Guangyan 李光俨             |  |  |            |            |            |            |            |            |  |  |                  |                  |                  |                  |                  |                  |  |  |  |  |  |  |  |  |  |  |  |  |  |  |  |  |  |  |  |  |  |  |  |  |  |  |  |  |  |  |  |  |  |  |  |  |  |  |  |  |  |  |  |  |  |  |  |  |  |  |  |  |  |  |  |  |  |  |  |  |  |  |  |  |  |  |
| Li Kexian 李克宪  | Li Kexian 李克宪  | Li Kexian 李克宪  | Li Kexian 李克宪  | Li Kexian 李克宪  | Li Kexian 李克宪  |  |  | Li Guangmei 李光美         | Li Guangmei 李光美         | Li Guangmei 李光美         | Li Guangmei 李光美         | Li Guangmei 李光美         | Li Guangmei 李光美         |  |  | Li Guangsui 李光遂         | Li Guangsui 李光遂         | Li Guangsui 李光遂         | Li Guangsui 李光遂         | Li Guangsui 李光遂         | Li Guangsui 李光遂         |                  |                  | Li Kerui 李克睿 935–967–978 | Li Kerui 李克睿 935–967–978 | Li Kerui 李克睿 935–967–978 | Li Kerui 李克睿 935–967–978 | Li Kerui 李克睿 935–967–978 | Li Kerui 李克睿 935–967–978 |  |  | Li Kexin 李克信                                                                        | Li Kexin 李克信                            | Li Kexin 李克信                            | Li Kexin 李克信                            | Li Kexin 李克信                            | Li Kexin 李克信                            |  |  |                                                          |                                                          |                                                          |                                                          |                                                          |                                                          |  |  | Li Guanglian 李光琏                                          | Li Guanglian 李光琏                                       | Li Guanglian 李光琏                                       | Li Guanglian 李光琏                                       | Li Guanglian 李光琏                                       | Li Guanglian 李光琏                                       |  |  | Li Guangyi 李光义                                       | Li Guangyi 李光义                                       | Li Guangyi 李光义                                       | Li Guangyi 李光义                                       | Li Guangyi 李光义                                       | Li Guangyi 李光义                                       |  |  | Li Guangyan 李光俨             | Li Guangyan 李光俨             | Li Guangyan 李光俨             | Li Guangyan 李光俨             | Li Guangyan 李光俨             | Li Guangyan 李光俨             |  |  |            |            |            |            |            |            |  |  |                  |                  |                  |                  |                  |                  |  |  |  |  |  |  |  |  |  |  |  |  |  |  |  |  |  |  |  |  |  |  |  |  |  |  |  |  |  |  |  |  |  |  |  |  |  |  |  |  |  |  |  |  |  |  |  |  |  |  |  |  |  |  |  |  |  |  |  |  |  |  |  |  |  |  |
|                   |                   |                   |                   |                   |                   |  |  |                            |                            |                            |                            |                            |                            |  |  |                            |                            |                            |                            |                            |                            |                  |                  |                             |                             |                             |                             |                             |                             |  |  |                                                                                        |                                            |                                            |                                            |                                            |                                            |  |  |                                                          |                                                          |                                                          |                                                          |                                                          |                                                          |  |  |                                                              |                                                           |                                                           |                                                           |                                                           |                                                           |  |  |                                                         |                                                         |                                                         |                                                         |                                                         |                                                         |  |  |                                |                                |                                |                                |                                |                                |  |  |            |            |            |            |            |            |  |  |                  |                  |                  |                  |                  |                  |  |  |  |  |  |  |  |  |  |  |  |  |  |  |  |  |  |  |  |  |  |  |  |  |  |  |  |  |  |  |  |  |  |  |  |  |  |  |  |  |  |  |  |  |  |  |  |  |  |  |  |  |  |  |  |  |  |  |  |  |  |  |  |  |  |  |
| Li Guangpu 李光普 | Li Guangpu 李光普 | Li Guangpu 李光普 | Li Guangpu 李光普 | Li Guangpu 李光普 | Li Guangpu 李光普 |  |  | Li Guangxin 李光新         | Li Guangxin 李光新         | Li Guangxin 李光新         | Li Guangxin 李光新         | Li Guangxin 李光新         | Li Guangxin 李光新         |  |  | Li Kewen 李克文            | Li Kewen 李克文            | Li Kewen 李克文            | Li Kewen 李克文            | Li Kewen 李克文            | Li Kewen 李克文            |                  |                  | Li Jiyun 李继筠 957–978–979 | Li Jiyun 李继筠 957–978–979 | Li Jiyun 李继筠 957–978–979 | Li Jiyun 李继筠 957–978–979 | Li Jiyun 李继筠 957–978–979 | Li Jiyun 李继筠 957–978–979 |  |  | Li Jipeng 李继捧 957–980–982 –988–994–1004                                             | Li Jipeng 李继捧 957–980–982 –988–994–1004 | Li Jipeng 李继捧 957–980–982 –988–994–1004 | Li Jipeng 李继捧 957–980–982 –988–994–1004 | Li Jipeng 李继捧 957–980–982 –988–994–1004 | Li Jipeng 李继捧 957–980–982 –988–994–1004 |  |  | Li Guangxiu 李光琇                                       | Li Guangxiu 李光琇                                       | Li Guangxiu 李光琇                                       | Li Guangxiu 李光琇                                       | Li Guangxiu 李光琇                                       | Li Guangxiu 李光琇                                       |  |  | Li Guanglin 李光璘                                           | Li Guanglin 李光璘                                        | Li Guanglin 李光璘                                        | Li Guanglin 李光璘                                        | Li Guanglin 李光璘                                        | Li Guanglin 李光璘                                        |  |  | Li Guangcong 李光琮                                     | Li Guangcong 李光琮                                     | Li Guangcong 李光琮                                     | Li Guangcong 李光琮                                     | Li Guangcong 李光琮                                     | Li Guangcong 李光琮                                     |  |  | Li Jiqian 李繼遷 963–982–1004  | Li Jiqian 李繼遷 963–982–1004  | Li Jiqian 李繼遷 963–982–1004  | Li Jiqian 李繼遷 963–982–1004  | Li Jiqian 李繼遷 963–982–1004  | Li Jiqian 李繼遷 963–982–1004  |  |  | Li Jichong | Li Jichong | Li Jichong | Li Jichong | Li Jichong | Li Jichong |  |  | Li Jiyuan 李继瑗 | Li Jiyuan 李继瑗 | Li Jiyuan 李继瑗 | Li Jiyuan 李继瑗 | Li Jiyuan 李继瑗 | Li Jiyuan 李继瑗 |  |  |  |  |  |  |  |  |  |  |  |  |  |  |  |  |  |  |  |  |  |  |  |  |  |  |  |  |  |  |  |  |  |  |  |  |  |  |  |  |  |  |  |  |  |  |  |  |  |  |  |  |  |  |  |  |  |  |  |  |  |  |  |  |  |  |
| Li Guangpu 李光普 | Li Guangpu 李光普 | Li Guangpu 李光普 | Li Guangpu 李光普 | Li Guangpu 李光普 | Li Guangpu 李光普 |  |  | Li Guangxin 李光新         | Li Guangxin 李光新         | Li Guangxin 李光新         | Li Guangxin 李光新         | Li Guangxin 李光新         | Li Guangxin 李光新         |  |  | Li Kewen 李克文            | Li Kewen 李克文            | Li Kewen 李克文            | Li Kewen 李克文            | Li Kewen 李克文            | Li Kewen 李克文            |                  |                  | Li Jiyun 李继筠 957–978–979 | Li Jiyun 李继筠 957–978–979 | Li Jiyun 李继筠 957–978–979 | Li Jiyun 李继筠 957–978–979 | Li Jiyun 李继筠 957–978–979 | Li Jiyun 李继筠 957–978–979 |  |  | Li Jipeng 李继捧 957–980–982 –988–994–1004                                             | Li Jipeng 李继捧 957–980–982 –988–994–1004 | Li Jipeng 李继捧 957–980–982 –988–994–1004 | Li Jipeng 李继捧 957–980–982 –988–994–1004 | Li Jipeng 李继捧 957–980–982 –988–994–1004 | Li Jipeng 李继捧 957–980–982 –988–994–1004 |  |  | Li Guangxiu 李光琇                                       | Li Guangxiu 李光琇                                       | Li Guangxiu 李光琇                                       | Li Guangxiu 李光琇                                       | Li Guangxiu 李光琇                                       | Li Guangxiu 李光琇                                       |  |  | Li Guanglin 李光璘                                           | Li Guanglin 李光璘                                        | Li Guanglin 李光璘                                        | Li Guanglin 李光璘                                        | Li Guanglin 李光璘                                        | Li Guanglin 李光璘                                        |  |  | Li Guangcong 李光琮                                     | Li Guangcong 李光琮                                     | Li Guangcong 李光琮                                     | Li Guangcong 李光琮                                     | Li Guangcong 李光琮                                     | Li Guangcong 李光琮                                     |  |  | Li Jiqian 李繼遷 963–982–1004  | Li Jiqian 李繼遷 963–982–1004  | Li Jiqian 李繼遷 963–982–1004  | Li Jiqian 李繼遷 963–982–1004  | Li Jiqian 李繼遷 963–982–1004  | Li Jiqian 李繼遷 963–982–1004  |  |  | Li Jichong | Li Jichong | Li Jichong | Li Jichong | Li Jichong | Li Jichong |  |  | Li Jiyuan 李继瑗 | Li Jiyuan 李继瑗 | Li Jiyuan 李继瑗 | Li Jiyuan 李继瑗 | Li Jiyuan 李继瑗 | Li Jiyuan 李继瑗 |  |  |  |  |  |  |  |  |  |  |  |  |  |  |  |  |  |  |  |  |  |  |  |  |  |  |  |  |  |  |  |  |  |  |  |  |  |  |  |  |  |  |  |  |  |  |  |  |  |  |  |  |  |  |  |  |  |  |  |  |  |  |  |  |  |  |
|                   |                   |                   |                   |                   |                   |  |  |                            |                            |                            |                            |                            |                            |  |  |                            |                            |                            |                            |                            |                            |                  |                  |                             |                             |                             |                             |                             |                             |  |  | Liyongge 李永哥                                                                        | Liyongge 李永哥                            | Liyongge 李永哥                            | Liyongge 李永哥                            | Liyongge 李永哥                            | Liyongge 李永哥                            |  |  | Li Pilu 李丕禄                                           | Li Pilu 李丕禄                                           | Li Pilu 李丕禄                                           | Li Pilu 李丕禄                                           | Li Pilu 李丕禄                                           | Li Pilu 李丕禄                                           |  |  |                                                              |                                                           |                                                           |                                                           |                                                           |                                                           |  |  |                                                         |                                                         |                                                         |                                                         |                                                         |                                                         |  |  | Li Deming 李德明 981–1004–1032 | Li Deming 李德明 981–1004–1032 | Li Deming 李德明 981–1004–1032 | Li Deming 李德明 981–1004–1032 | Li Deming 李德明 981–1004–1032 | Li Deming 李德明 981–1004–1032 |  |  |            |            |            |            |            |            |  |  |                  |                  |                  |                  |                  |                  |  |  |  |  |  |  |  |  |  |  |  |  |  |  |  |  |  |  |  |  |  |  |  |  |  |  |  |  |  |  |  |  |  |  |  |  |  |  |  |  |  |  |  |  |  |  |  |  |  |  |  |  |  |  |  |  |  |  |  |  |  |  |  |  |  |  |
|                   |                   |                   |                   |                   |                   |  |  |                            |                            |                            |                            |                            |                            |  |  |                            |                            |                            |                            |                            |                            |                  |                  |                             |                             |                             |                             |                             |                             |  |  | Liyongge 李永哥                                                                        | Liyongge 李永哥                            | Liyongge 李永哥                            | Liyongge 李永哥                            | Liyongge 李永哥                            | Liyongge 李永哥                            |  |  | Li Pilu 李丕禄                                           | Li Pilu 李丕禄                                           | Li Pilu 李丕禄                                           | Li Pilu 李丕禄                                           | Li Pilu 李丕禄                                           | Li Pilu 李丕禄                                           |  |  |                                                              |                                                           |                                                           |                                                           |                                                           |                                                           |  |  |                                                         |                                                         |                                                         |                                                         |                                                         |                                                         |  |  | Li Deming 李德明 981–1004–1032 | Li Deming 李德明 981–1004–1032 | Li Deming 李德明 981–1004–1032 | Li Deming 李德明 981–1004–1032 | Li Deming 李德明 981–1004–1032 | Li Deming 李德明 981–1004–1032 |  |  |            |            |            |            |            |            |  |  |                  |                  |                  |                  |                  |                  |  |  |  |  |  |  |  |  |  |  |  |  |  |  |  |  |  |  |  |  |  |  |  |  |  |  |  |  |  |  |  |  |  |  |  |  |  |  |  |  |  |  |  |  |  |  |  |  |  |  |  |  |  |  |  |  |  |  |  |  |  |  |  |  |  |  |
|                   |                   |                   |                   |                   |                   |  |  |                            |                            |                            |                            |                            |                            |  |  |                            |                            |                            |                            |                            |                            |                  |                  |                             |                             |                             |                             |                             |                             |  |  |                                                                                        |                                            |                                            |                                            |                                            |                                            |  |  |                                                          |                                                          |                                                          |                                                          |                                                          |                                                          |  |  |                                                              |                                                           |                                                           |                                                           |                                                           |                                                           |  |  |                                                         |                                                         |                                                         |                                                         |                                                         |                                                         |  |  |                                |                                |                                |                                |                                |                                |  |  |            |            |            |            |            |            |  |  |                  |                  |                  |                  |                  |                  |  |  |  |  |  |  |  |  |  |  |  |  |  |  |  |  |  |  |  |  |  |  |  |  |  |  |  |  |  |  |  |  |  |  |  |  |  |  |  |  |  |  |  |  |  |  |  |  |  |  |  |  |  |  |  |  |  |  |  |  |  |  |  |  |  |  |
|                   |                   |                   |                   |                   |                   |  |  |                            |                            |                            |                            |                            |                            |  |  |                            |                            |                            |                            |                            |                            |                  |                  |                             |                             |                             |                             |                             |                             |  |  |                                                                                        |                                            |                                            |                                            |                                            |                                            |  |  |                                                          |                                                          |                                                          |                                                          |                                                          |                                                          |  |  | XIA OCCIDENTAUX                                              |                                                           |                                                           |                                                           |                                                           |                                                           |  |  |                                                         |                                                         |                                                         |                                                         |                                                         |                                                         |  |  |                                |                                |                                |                                |                                |                                |  |  |            |            |            |            |            |            |  |  |                  |                  |                  |                  |                  |                  |  |  |  |  |  |  |  |  |  |  |  |  |  |  |  |  |  |  |  |  |  |  |  |  |  |  |  |  |  |  |  |  |  |  |  |  |  |  |  |  |  |  |  |  |  |  |  |  |  |  |  |  |  |  |  |  |  |  |  |  |  |  |  |  |  |  |
|                   |                   |                   |                   |                   |                   |  |  |                            |                            |                            |                            |                            |                            |  |  |                            |                            |                            |                            |                            |                            |                  |                  |                             |                             |                             |                             |                             |                             |  |  |                                                                                        |                                            |                                            |                                            |                                            |                                            |  |  |                                                          |                                                          |                                                          |                                                          |                                                          |                                                          |  |  | Li Yuanhao 李元昊 1003–1048 Jingzong r. 1038–10481           | Li Yuanhao 李元昊 1003–1048 Jingzong r. 1038–10481        | Li Yuanhao 李元昊 1003–1048 Jingzong r. 1038–10481        | Li Yuanhao 李元昊 1003–1048 Jingzong r. 1038–10481        | Li Yuanhao 李元昊 1003–1048 Jingzong r. 1038–10481        | Li Yuanhao 李元昊 1003–1048 Jingzong r. 1038–10481        |  |  | Li Chengyu 李成遇                                       | Li Chengyu 李成遇                                       | Li Chengyu 李成遇                                       | Li Chengyu 李成遇                                       | Li Chengyu 李成遇                                       | Li Chengyu 李成遇                                       |  |  | Li Chengwei                    | Li Chengwei                    | Li Chengwei                    | Li Chengwei                    | Li Chengwei                    | Li Chengwei                    |  |  |            |            |            |            |            |            |  |  |                  |                  |                  |                  |                  |                  |  |  |  |  |  |  |  |  |  |  |  |  |  |  |  |  |  |  |  |  |  |  |  |  |  |  |  |  |  |  |  |  |  |  |  |  |  |  |  |  |  |  |  |  |  |  |  |  |  |  |  |  |  |  |  |  |  |  |  |  |  |  |  |  |  |  |
|                   |                   |                   |                   |                   |                   |  |  |                            |                            |                            |                            |                            |                            |  |  |                            |                            |                            |                            |                            |                            |                  |                  |                             |                             |                             |                             |                             |                             |  |  |                                                                                        |                                            |                                            |                                            |                                            |                                            |  |  |                                                          |                                                          |                                                          |                                                          |                                                          |                                                          |  |  | Li Yuanhao 李元昊 1003–1048 Jingzong r. 1038–10481           | Li Yuanhao 李元昊 1003–1048 Jingzong r. 1038–10481        | Li Yuanhao 李元昊 1003–1048 Jingzong r. 1038–10481        | Li Yuanhao 李元昊 1003–1048 Jingzong r. 1038–10481        | Li Yuanhao 李元昊 1003–1048 Jingzong r. 1038–10481        | Li Yuanhao 李元昊 1003–1048 Jingzong r. 1038–10481        |  |  | Li Chengyu 李成遇                                       | Li Chengyu 李成遇                                       | Li Chengyu 李成遇                                       | Li Chengyu 李成遇                                       | Li Chengyu 李成遇                                       | Li Chengyu 李成遇                                       |  |  | Li Chengwei                    | Li Chengwei                    | Li Chengwei                    | Li Chengwei                    | Li Chengwei                    | Li Chengwei                    |  |  |            |            |            |            |            |            |  |  |                  |                  |                  |                  |                  |                  |  |  |  |  |  |  |  |  |  |  |  |  |  |  |  |  |  |  |  |  |  |  |  |  |  |  |  |  |  |  |  |  |  |  |  |  |  |  |  |  |  |  |  |  |  |  |  |  |  |  |  |  |  |  |  |  |  |  |  |  |  |  |  |  |  |  |
|                   |                   |                   |                   |                   |                   |  |  |                            |                            |                            |                            |                            |                            |  |  |                            |                            |                            |                            |                            |                            |                  |                  |                             |                             |                             |                             |                             |                             |  |  |                                                                                        |                                            |                                            |                                            |                                            |                                            |  |  |                                                          |                                                          |                                                          |                                                          |                                                          |                                                          |  |  |                                                              |                                                           |                                                           |                                                           |                                                           |                                                           |  |  |                                                         |                                                         |                                                         |                                                         |                                                         |                                                         |  |  |                                |                                |                                |                                |                                |                                |  |  |            |            |            |            |            |            |  |  |                  |                  |                  |                  |                  |                  |  |  |  |  |  |  |  |  |  |  |  |  |  |  |  |  |  |  |  |  |  |  |  |  |  |  |  |  |  |  |  |  |  |  |  |  |  |  |  |  |  |  |  |  |  |  |  |  |  |  |  |  |  |  |  |  |  |  |  |  |  |  |  |  |  |  |
|                   |                   |                   |                   |                   |                   |  |  | 嵬名锡狸                   | 嵬名锡狸                   | 嵬名锡狸                   | 嵬名锡狸                   | 嵬名锡狸                   | 嵬名锡狸                   |  |  | 嵬名阿哩                   | 嵬名阿哩                   | 嵬名阿哩                   | 嵬名阿哩                   | 嵬名阿哩                   | 嵬名阿哩                   |                  |                  | 嵬名寧明                    | 嵬名寧明                    | 嵬名寧明                    | 嵬名寧明                    | 嵬名寧明                    | 嵬名寧明                    |  |  | 嵬名寧令哥                                                                             | 嵬名寧令哥                                 | 嵬名寧令哥                                 | 嵬名寧令哥                                 | 嵬名寧令哥                                 | 嵬名寧令哥                                 |  |  | □                                                        | □                                                        | □                                                        | □                                                        | □                                                        | □                                                        |  |  | Li Liangzuo 李諒祚 (1047–1068) Yizong r. 1048–10682          | Li Liangzuo 李諒祚 (1047–1068) Yizong r. 1048–10682       | Li Liangzuo 李諒祚 (1047–1068) Yizong r. 1048–10682       | Li Liangzuo 李諒祚 (1047–1068) Yizong r. 1048–10682       | Li Liangzuo 李諒祚 (1047–1068) Yizong r. 1048–10682       | Li Liangzuo 李諒祚 (1047–1068) Yizong r. 1048–10682       |  |  |                                                         |                                                         |                                                         |                                                         |                                                         |                                                         |  |  |                                |                                |                                |                                |                                |                                |  |  |            |            |            |            |            |            |  |  |                  |                  |                  |                  |                  |                  |  |  |  |  |  |  |  |  |  |  |  |  |  |  |  |  |  |  |  |  |  |  |  |  |  |  |  |  |  |  |  |  |  |  |  |  |  |  |  |  |  |  |  |  |  |  |  |  |  |  |  |  |  |  |  |  |  |  |  |  |  |  |  |  |  |  |
|                   |                   |                   |                   |                   |                   |  |  | 嵬名锡狸                   | 嵬名锡狸                   | 嵬名锡狸                   | 嵬名锡狸                   | 嵬名锡狸                   | 嵬名锡狸                   |  |  | 嵬名阿哩                   | 嵬名阿哩                   | 嵬名阿哩                   | 嵬名阿哩                   | 嵬名阿哩                   | 嵬名阿哩                   |                  |                  | 嵬名寧明                    | 嵬名寧明                    | 嵬名寧明                    | 嵬名寧明                    | 嵬名寧明                    | 嵬名寧明                    |  |  | 嵬名寧令哥                                                                             | 嵬名寧令哥                                 | 嵬名寧令哥                                 | 嵬名寧令哥                                 | 嵬名寧令哥                                 | 嵬名寧令哥                                 |  |  | □                                                        | □                                                        | □                                                        | □                                                        | □                                                        | □                                                        |  |  | Li Liangzuo 李諒祚 (1047–1068) Yizong r. 1048–10682          | Li Liangzuo 李諒祚 (1047–1068) Yizong r. 1048–10682       | Li Liangzuo 李諒祚 (1047–1068) Yizong r. 1048–10682       | Li Liangzuo 李諒祚 (1047–1068) Yizong r. 1048–10682       | Li Liangzuo 李諒祚 (1047–1068) Yizong r. 1048–10682       | Li Liangzuo 李諒祚 (1047–1068) Yizong r. 1048–10682       |  |  |                                                         |                                                         |                                                         |                                                         |                                                         |                                                         |  |  |                                |                                |                                |                                |                                |                                |  |  |            |            |            |            |            |            |  |  |                  |                  |                  |                  |                  |                  |  |  |  |  |  |  |  |  |  |  |  |  |  |  |  |  |  |  |  |  |  |  |  |  |  |  |  |  |  |  |  |  |  |  |  |  |  |  |  |  |  |  |  |  |  |  |  |  |  |  |  |  |  |  |  |  |  |  |  |  |  |  |  |  |  |  |
|                   |                   |                   |                   |                   |                   |  |  |                            |                            |                            |                            |                            |                            |  |  |                            |                            |                            |                            |                            |                            |                  |                  |                             |                             |                             |                             |                             |                             |  |  |                                                                                        |                                            |                                            |                                            |                                            |                                            |  |  |                                                          |                                                          |                                                          |                                                          |                                                          |                                                          |  |  | Li Bingchang 李秉常 1061–1086 Huizong 嵬名秉常 r. 1068–10863 |                                                           |                                                           |                                                           |                                                           |                                                           |  |  |                                                         |                                                         |                                                         |                                                         |                                                         |                                                         |  |  |                                |                                |                                |                                |                                |                                |  |  |            |            |            |            |            |            |  |  |                  |                  |                  |                  |                  |                  |  |  |  |  |  |  |  |  |  |  |  |  |  |  |  |  |  |  |  |  |  |  |  |  |  |  |  |  |  |  |  |  |  |  |  |  |  |  |  |  |  |  |  |  |  |  |  |  |  |  |  |  |  |  |  |  |  |  |  |  |  |  |  |  |  |  |
|                   |                   |                   |                   |                   |                   |  |  |                            |                            |                            |                            |                            |                            |  |  |                            |                            |                            |                            |                            |                            |                  |                  |                             |                             |                             |                             |                             |                             |  |  |                                                                                        |                                            |                                            |                                            |                                            |                                            |  |  |                                                          |                                                          |                                                          |                                                          |                                                          |                                                          |  |  |                                                              |                                                           |                                                           |                                                           |                                                           |                                                           |  |  |                                                         |                                                         |                                                         |                                                         |                                                         |                                                         |  |  |                                |                                |                                |                                |                                |                                |  |  |            |            |            |            |            |            |  |  |                  |                  |                  |                  |                  |                  |  |  |  |  |  |  |  |  |  |  |  |  |  |  |  |  |  |  |  |  |  |  |  |  |  |  |  |  |  |  |  |  |  |  |  |  |  |  |  |  |  |  |  |  |  |  |  |  |  |  |  |  |  |  |  |  |  |  |  |  |  |  |  |  |  |  |
|                   |                   |                   |                   |                   |                   |  |  |                            |                            |                            |                            |                            |                            |  |  |                            |                            |                            |                            |                            |                            |                  |                  |                             |                             |                             |                             |                             |                             |  |  |                                                                                        |                                            |                                            |                                            |                                            |                                            |  |  |                                                          |                                                          |                                                          |                                                          |                                                          |                                                          |  |  |                                                              |                                                           |                                                           |                                                           |                                                           |                                                           |  |  |                                                         |                                                         |                                                         |                                                         |                                                         |                                                         |  |  |                                |                                |                                |                                |                                |                                |  |  |            |            |            |            |            |            |  |  |                  |                  |                  |                  |                  |                  |  |  |  |  |  |  |  |  |  |  |  |  |  |  |  |  |  |  |  |  |  |  |  |  |  |  |  |  |  |  |  |  |  |  |  |  |  |  |  |  |  |  |  |  |  |  |  |  |  |  |  |  |  |  |  |  |  |  |  |  |  |  |  |  |  |  |
|                   |                   |                   |                   |                   |                   |  |  |                            |                            |                            |                            |                            |                            |  |  |                            |                            |                            |                            |                            |                            |                  |                  |                             |                             |                             |                             |                             |                             |  |  |                                                                                        |                                            |                                            |                                            |                                            |                                            |  |  |                                                          |                                                          |                                                          |                                                          |                                                          |                                                          |  |  | Li Qianshun 李乾順 (1084–1139) Chongzong r. 1086–11394       | Li Qianshun 李乾順 (1084–1139) Chongzong r. 1086–11394    | Li Qianshun 李乾順 (1084–1139) Chongzong r. 1086–11394    | Li Qianshun 李乾順 (1084–1139) Chongzong r. 1086–11394    | Li Qianshun 李乾順 (1084–1139) Chongzong r. 1086–11394    | Li Qianshun 李乾順 (1084–1139) Chongzong r. 1086–11394    |  |  | 嵬名察哥                                                | 嵬名察哥                                                | 嵬名察哥                                                | 嵬名察哥                                                | 嵬名察哥                                                | 嵬名察哥                                                |  |  |                                |                                |                                |                                |                                |                                |  |  |            |            |            |            |            |            |  |  |                  |                  |                  |                  |                  |                  |  |  |  |  |  |  |  |  |  |  |  |  |  |  |  |  |  |  |  |  |  |  |  |  |  |  |  |  |  |  |  |  |  |  |  |  |  |  |  |  |  |  |  |  |  |  |  |  |  |  |  |  |  |  |  |  |  |  |  |  |  |  |  |  |  |  |
|                   |                   |                   |                   |                   |                   |  |  |                            |                            |                            |                            |                            |                            |  |  |                            |                            |                            |                            |                            |                            |                  |                  |                             |                             |                             |                             |                             |                             |  |  |                                                                                        |                                            |                                            |                                            |                                            |                                            |  |  |                                                          |                                                          |                                                          |                                                          |                                                          |                                                          |  |  | Li Qianshun 李乾順 (1084–1139) Chongzong r. 1086–11394       | Li Qianshun 李乾順 (1084–1139) Chongzong r. 1086–11394    | Li Qianshun 李乾順 (1084–1139) Chongzong r. 1086–11394    | Li Qianshun 李乾順 (1084–1139) Chongzong r. 1086–11394    | Li Qianshun 李乾順 (1084–1139) Chongzong r. 1086–11394    | Li Qianshun 李乾順 (1084–1139) Chongzong r. 1086–11394    |  |  | 嵬名察哥                                                | 嵬名察哥                                                | 嵬名察哥                                                | 嵬名察哥                                                | 嵬名察哥                                                | 嵬名察哥                                                |  |  |                                |                                |                                |                                |                                |                                |  |  |            |            |            |            |            |            |  |  |                  |                  |                  |                  |                  |                  |  |  |  |  |  |  |  |  |  |  |  |  |  |  |  |  |  |  |  |  |  |  |  |  |  |  |  |  |  |  |  |  |  |  |  |  |  |  |  |  |  |  |  |  |  |  |  |  |  |  |  |  |  |  |  |  |  |  |  |  |  |  |  |  |  |  |
|                   |                   |                   |                   |                   |                   |  |  |                            |                            |                            |                            |                            |                            |  |  |                            |                            |                            |                            |                            |                            |                  |                  |                             |                             |                             |                             |                             |                             |  |  |                                                                                        |                                            |                                            |                                            |                                            |                                            |  |  |                                                          |                                                          |                                                          |                                                          |                                                          |                                                          |  |  |                                                              |                                                           |                                                           |                                                           |                                                           |                                                           |  |  |                                                         |                                                         |                                                         |                                                         |                                                         |                                                         |  |  |                                |                                |                                |                                |                                |                                |  |  |            |            |            |            |            |            |  |  |                  |                  |                  |                  |                  |                  |  |  |  |  |  |  |  |  |  |  |  |  |  |  |  |  |  |  |  |  |  |  |  |  |  |  |  |  |  |  |  |  |  |  |  |  |  |  |  |  |  |  |  |  |  |  |  |  |  |  |  |  |  |  |  |  |  |  |  |  |  |  |  |  |  |  |
|                   |                   |                   |                   |                   |                   |  |  |                            |                            |                            |                            |                            |                            |  |  |                            |                            |                            |                            |                            |                            |                  |                  |                             |                             |                             |                             |                             |                             |  |  |                                                                                        |                                            |                                            |                                            |                                            |                                            |  |  |                                                          |                                                          |                                                          |                                                          |                                                          |                                                          |  |  | Li Renxiao 李仁孝 (1124–1193) Renzong 仁宗 r. 1139–11935     | Li Renxiao 李仁孝 (1124–1193) Renzong 仁宗 r. 1139–11935  | Li Renxiao 李仁孝 (1124–1193) Renzong 仁宗 r. 1139–11935  | Li Renxiao 李仁孝 (1124–1193) Renzong 仁宗 r. 1139–11935  | Li Renxiao 李仁孝 (1124–1193) Renzong 仁宗 r. 1139–11935  | Li Renxiao 李仁孝 (1124–1193) Renzong 仁宗 r. 1139–11935  |  |  | Li Renyou 李仁友                                        | Li Renyou 李仁友                                        | Li Renyou 李仁友                                        | Li Renyou 李仁友                                        | Li Renyou 李仁友                                        | Li Renyou 李仁友                                        |  |  |                                |                                |                                |                                |                                |                                |  |  |            |            |            |            |            |            |  |  |                  |                  |                  |                  |                  |                  |  |  |  |  |  |  |  |  |  |  |  |  |  |  |  |  |  |  |  |  |  |  |  |  |  |  |  |  |  |  |  |  |  |  |  |  |  |  |  |  |  |  |  |  |  |  |  |  |  |  |  |  |  |  |  |  |  |  |  |  |  |  |  |  |  |  |
|                   |                   |                   |                   |                   |                   |  |  |                            |                            |                            |                            |                            |                            |  |  |                            |                            |                            |                            |                            |                            |                  |                  |                             |                             |                             |                             |                             |                             |  |  |                                                                                        |                                            |                                            |                                            |                                            |                                            |  |  |                                                          |                                                          |                                                          |                                                          |                                                          |                                                          |  |  | Li Renxiao 李仁孝 (1124–1193) Renzong 仁宗 r. 1139–11935     | Li Renxiao 李仁孝 (1124–1193) Renzong 仁宗 r. 1139–11935  | Li Renxiao 李仁孝 (1124–1193) Renzong 仁宗 r. 1139–11935  | Li Renxiao 李仁孝 (1124–1193) Renzong 仁宗 r. 1139–11935  | Li Renxiao 李仁孝 (1124–1193) Renzong 仁宗 r. 1139–11935  | Li Renxiao 李仁孝 (1124–1193) Renzong 仁宗 r. 1139–11935  |  |  | Li Renyou 李仁友                                        | Li Renyou 李仁友                                        | Li Renyou 李仁友                                        | Li Renyou 李仁友                                        | Li Renyou 李仁友                                        | Li Renyou 李仁友                                        |  |  |                                |                                |                                |                                |                                |                                |  |  |            |            |            |            |            |            |  |  |                  |                  |                  |                  |                  |                  |  |  |  |  |  |  |  |  |  |  |  |  |  |  |  |  |  |  |  |  |  |  |  |  |  |  |  |  |  |  |  |  |  |  |  |  |  |  |  |  |  |  |  |  |  |  |  |  |  |  |  |  |  |  |  |  |  |  |  |  |  |  |  |  |  |  |
|                   |                   |                   |                   |                   |                   |  |  |                            |                            |                            |                            |                            |                            |  |  |                            |                            |                            |                            |                            |                            |                  |                  |                             |                             |                             |                             |                             |                             |  |  |                                                                                        |                                            |                                            |                                            |                                            |                                            |  |  | Li Yanzong 李彦宗                                        | Li Yanzong 李彦宗                                        | Li Yanzong 李彦宗                                        | Li Yanzong 李彦宗                                        | Li Yanzong 李彦宗                                        | Li Yanzong 李彦宗                                        |  |  | Li Chunyou 李純佑 (1177–1206) Huanzong 桓宗 r. 1193–12066    | Li Chunyou 李純佑 (1177–1206) Huanzong 桓宗 r. 1193–12066 | Li Chunyou 李純佑 (1177–1206) Huanzong 桓宗 r. 1193–12066 | Li Chunyou 李純佑 (1177–1206) Huanzong 桓宗 r. 1193–12066 | Li Chunyou 李純佑 (1177–1206) Huanzong 桓宗 r. 1193–12066 | Li Chunyou 李純佑 (1177–1206) Huanzong 桓宗 r. 1193–12066 |  |  | Li Anquan 李安全 1170–1211 Xiangzong 襄宗 r. 1206–12117 | Li Anquan 李安全 1170–1211 Xiangzong 襄宗 r. 1206–12117 | Li Anquan 李安全 1170–1211 Xiangzong 襄宗 r. 1206–12117 | Li Anquan 李安全 1170–1211 Xiangzong 襄宗 r. 1206–12117 | Li Anquan 李安全 1170–1211 Xiangzong 襄宗 r. 1206–12117 | Li Anquan 李安全 1170–1211 Xiangzong 襄宗 r. 1206–12117 |  |  |                                |                                |                                |                                |                                |                                |  |  |            |            |            |            |            |            |  |  |                  |                  |                  |                  |                  |                  |  |  |  |  |  |  |  |  |  |  |  |  |  |  |  |  |  |  |  |  |  |  |  |  |  |  |  |  |  |  |  |  |  |  |  |  |  |  |  |  |  |  |  |  |  |  |  |  |  |  |  |  |  |  |  |  |  |  |  |  |  |  |  |  |  |  |
|                   |                   |                   |                   |                   |                   |  |  |                            |                            |                            |                            |                            |                            |  |  |                            |                            |                            |                            |                            |                            |                  |                  |                             |                             |                             |                             |                             |                             |  |  |                                                                                        |                                            |                                            |                                            |                                            |                                            |  |  | Li Yanzong 李彦宗                                        | Li Yanzong 李彦宗                                        | Li Yanzong 李彦宗                                        | Li Yanzong 李彦宗                                        | Li Yanzong 李彦宗                                        | Li Yanzong 李彦宗                                        |  |  | Li Chunyou 李純佑 (1177–1206) Huanzong 桓宗 r. 1193–12066    | Li Chunyou 李純佑 (1177–1206) Huanzong 桓宗 r. 1193–12066 | Li Chunyou 李純佑 (1177–1206) Huanzong 桓宗 r. 1193–12066 | Li Chunyou 李純佑 (1177–1206) Huanzong 桓宗 r. 1193–12066 | Li Chunyou 李純佑 (1177–1206) Huanzong 桓宗 r. 1193–12066 | Li Chunyou 李純佑 (1177–1206) Huanzong 桓宗 r. 1193–12066 |  |  | Li Anquan 李安全 1170–1211 Xiangzong 襄宗 r. 1206–12117 | Li Anquan 李安全 1170–1211 Xiangzong 襄宗 r. 1206–12117 | Li Anquan 李安全 1170–1211 Xiangzong 襄宗 r. 1206–12117 | Li Anquan 李安全 1170–1211 Xiangzong 襄宗 r. 1206–12117 | Li Anquan 李安全 1170–1211 Xiangzong 襄宗 r. 1206–12117 | Li Anquan 李安全 1170–1211 Xiangzong 襄宗 r. 1206–12117 |  |  |                                |                                |                                |                                |                                |                                |  |  |            |            |            |            |            |            |  |  |                  |                  |                  |                  |                  |                  |  |  |  |  |  |  |  |  |  |  |  |  |  |  |  |  |  |  |  |  |  |  |  |  |  |  |  |  |  |  |  |  |  |  |  |  |  |  |  |  |  |  |  |  |  |  |  |  |  |  |  |  |  |  |  |  |  |  |  |  |  |  |  |  |  |  |
|                   |                   |                   |                   |                   |                   |  |  |                            |                            |                            |                            |                            |                            |  |  |                            |                            |                            |                            |                            |                            |                  |                  |                             |                             |                             |                             |                             |                             |  |  |                                                                                        |                                            |                                            |                                            |                                            |                                            |  |  | Li Zunxu 李遵頊 (1163–1226) Shenzong 神宗 r. 1211–12238  | Li Zunxu 李遵頊 (1163–1226) Shenzong 神宗 r. 1211–12238  | Li Zunxu 李遵頊 (1163–1226) Shenzong 神宗 r. 1211–12238  | Li Zunxu 李遵頊 (1163–1226) Shenzong 神宗 r. 1211–12238  | Li Zunxu 李遵頊 (1163–1226) Shenzong 神宗 r. 1211–12238  | Li Zunxu 李遵頊 (1163–1226) Shenzong 神宗 r. 1211–12238  |  |  |                                                              |                                                           |                                                           |                                                           |                                                           |                                                           |  |  | 嵬名承祯                                                | 嵬名承祯                                                | 嵬名承祯                                                | 嵬名承祯                                                | 嵬名承祯                                                | 嵬名承祯                                                |  |  |                                |                                |                                |                                |                                |                                |  |  |            |            |            |            |            |            |  |  |                  |                  |                  |                  |                  |                  |  |  |  |  |  |  |  |  |  |  |  |  |  |  |  |  |  |  |  |  |  |  |  |  |  |  |  |  |  |  |  |  |  |  |  |  |  |  |  |  |  |  |  |  |  |  |  |  |  |  |  |  |  |  |  |  |  |  |  |  |  |  |  |  |  |  |
|                   |                   |                   |                   |                   |                   |  |  |                            |                            |                            |                            |                            |                            |  |  |                            |                            |                            |                            |                            |                            |                  |                  |                             |                             |                             |                             |                             |                             |  |  |                                                                                        |                                            |                                            |                                            |                                            |                                            |  |  | Li Zunxu 李遵頊 (1163–1226) Shenzong 神宗 r. 1211–12238  | Li Zunxu 李遵頊 (1163–1226) Shenzong 神宗 r. 1211–12238  | Li Zunxu 李遵頊 (1163–1226) Shenzong 神宗 r. 1211–12238  | Li Zunxu 李遵頊 (1163–1226) Shenzong 神宗 r. 1211–12238  | Li Zunxu 李遵頊 (1163–1226) Shenzong 神宗 r. 1211–12238  | Li Zunxu 李遵頊 (1163–1226) Shenzong 神宗 r. 1211–12238  |  |  |                                                              |                                                           |                                                           |                                                           |                                                           |                                                           |  |  | 嵬名承祯                                                | 嵬名承祯                                                | 嵬名承祯                                                | 嵬名承祯                                                | 嵬名承祯                                                | 嵬名承祯                                                |  |  |                                |                                |                                |                                |                                |                                |  |  |            |            |            |            |            |            |  |  |                  |                  |                  |                  |                  |                  |  |  |  |  |  |  |  |  |  |  |  |  |  |  |  |  |  |  |  |  |  |  |  |  |  |  |  |  |  |  |  |  |  |  |  |  |  |  |  |  |  |  |  |  |  |  |  |  |  |  |  |  |  |  |  |  |  |  |  |  |  |  |  |  |  |  |
|                   |                   |                   |                   |                   |                   |  |  |                            |                            |                            |                            |                            |                            |  |  |                            |                            |                            |                            |                            |                            |                  |                  |                             |                             |                             |                             |                             |                             |  |  |                                                                                        |                                            |                                            |                                            |                                            |                                            |  |  |                                                          |                                                          |                                                          |                                                          |                                                          |                                                          |  |  |                                                              |                                                           |                                                           |                                                           |                                                           |                                                           |  |  |                                                         |                                                         |                                                         |                                                         |                                                         |                                                         |  |  |                                |                                |                                |                                |                                |                                |  |  |            |            |            |            |            |            |  |  |                  |                  |                  |                  |                  |                  |  |  |  |  |  |  |  |  |  |  |  |  |  |  |  |  |  |  |  |  |  |  |  |  |  |  |  |  |  |  |  |  |  |  |  |  |  |  |  |  |  |  |  |  |  |  |  |  |  |  |  |  |  |  |  |  |  |  |  |  |  |  |  |  |  |  |
|                   |                   |                   |                   |                   |                   |  |  |                            |                            |                            |                            |                            |                            |  |  |                            |                            |                            |                            |                            |                            |                  |                  |                             |                             |                             |                             |                             |                             |  |  | Li Deren 李德任                                                                        | Li Deren 李德任                            | Li Deren 李德任                            | Li Deren 李德任                            | Li Deren 李德任                            | Li Deren 李德任                            |  |  | Li Dewang 李德旺 (1181–1226) Xianzong 獻宗 r. 1223–12269 | Li Dewang 李德旺 (1181–1226) Xianzong 獻宗 r. 1223–12269 | Li Dewang 李德旺 (1181–1226) Xianzong 獻宗 r. 1223–12269 | Li Dewang 李德旺 (1181–1226) Xianzong 獻宗 r. 1223–12269 | Li Dewang 李德旺 (1181–1226) Xianzong 獻宗 r. 1223–12269 | Li Dewang 李德旺 (1181–1226) Xianzong 獻宗 r. 1223–12269 |  |  | 清平郡王                                                     | 清平郡王                                                  | 清平郡王                                                  | 清平郡王                                                  | 清平郡王                                                  | 清平郡王                                                  |  |  |                                                         |                                                         |                                                         |                                                         |                                                         |                                                         |  |  |                                |                                |                                |                                |                                |                                |  |  |            |            |            |            |            |            |  |  |                  |                  |                  |                  |                  |                  |  |  |  |  |  |  |  |  |  |  |  |  |  |  |  |  |  |  |  |  |  |  |  |  |  |  |  |  |  |  |  |  |  |  |  |  |  |  |  |  |  |  |  |  |  |  |  |  |  |  |  |  |  |  |  |  |  |  |  |  |  |  |  |  |  |  |
|                   |                   |                   |                   |                   |                   |  |  |                            |                            |                            |                            |                            |                            |  |  |                            |                            |                            |                            |                            |                            |                  |                  |                             |                             |                             |                             |                             |                             |  |  | Li Deren 李德任                                                                        | Li Deren 李德任                            | Li Deren 李德任                            | Li Deren 李德任                            | Li Deren 李德任                            | Li Deren 李德任                            |  |  | Li Dewang 李德旺 (1181–1226) Xianzong 獻宗 r. 1223–12269 | Li Dewang 李德旺 (1181–1226) Xianzong 獻宗 r. 1223–12269 | Li Dewang 李德旺 (1181–1226) Xianzong 獻宗 r. 1223–12269 | Li Dewang 李德旺 (1181–1226) Xianzong 獻宗 r. 1223–12269 | Li Dewang 李德旺 (1181–1226) Xianzong 獻宗 r. 1223–12269 | Li Dewang 李德旺 (1181–1226) Xianzong 獻宗 r. 1223–12269 |  |  | 清平郡王                                                     | 清平郡王                                                  | 清平郡王                                                  | 清平郡王                                                  | 清平郡王                                                  | 清平郡王                                                  |  |  |                                                         |                                                         |                                                         |                                                         |                                                         |                                                         |  |  |                                |                                |                                |                                |                                |                                |  |  |            |            |            |            |            |            |  |  |                  |                  |                  |                  |                  |                  |  |  |  |  |  |  |  |  |  |  |  |  |  |  |  |  |  |  |  |  |  |  |  |  |  |  |  |  |  |  |  |  |  |  |  |  |  |  |  |  |  |  |  |  |  |  |  |  |  |  |  |  |  |  |  |  |  |  |  |  |  |  |  |  |  |  |
|                   |                   |                   |                   |                   |                   |  |  |                            |                            |                            |                            |                            |                            |  |  |                            |                            |                            |                            |                            |                            |                  |                  |                             |                             |                             |                             |                             |                             |  |  |                                                                                        |                                            |                                            |                                            |                                            |                                            |  |  |                                                          |                                                          |                                                          |                                                          |                                                          |                                                          |  |  | Li Xian 李睍 (d. 1227) Modi/ Mozhu r. 1226–122710            |                                                           |                                                           |                                                           |                                                           |                                                           |  |  |                                                         |                                                         |                                                         |                                                         |                                                         |                                                         |  |  |                                |                                |                                |                                |                                |                                |  |  |            |            |            |            |            |            |  |  |                  |                  |                  |                  |                  |                  |  |  |  |  |  |  |  |  |  |  |  |  |  |  |  |  |  |  |  |  |  |  |  |  |  |  |  |  |  |  |  |  |  |  |  |  |  |  |  |  |  |  |  |  |  |  |  |  |  |  |  |  |  |  |  |  |  |  |  |  |  |  |  |  |  |  |

## Liste des empereurs Tangoutes
| Liste officielle des empereurs Xia Occidentaux | Liste officielle des empereurs Xia Occidentaux | Liste officielle des empereurs Xia Occidentaux | Liste officielle des empereurs Xia Occidentaux |
| Nom de Temple                                  | Nom posthume                                   | Nom réel                                       | Dates                                          |
| ---------------------------------------------- | ---------------------------------------------- | ---------------------------------------------- | ---------------------------------------------- |
| Jǐngzōng 景宗                                  | Wǔlièdì 武烈帝                                 | Lǐ Yuánhào 李元昊                              | 1038–1048                                      |
| Yìzōng 毅宗                                    | Zhāoyīngdì 昭英帝                              | Lǐ Liàngzuò 李諒祚                             | 1048–1067                                      |
| Huìzōng 惠宗                                   | Kāngjìngdì 康靖帝                              | Lǐ Bǐngcháng 李秉常,                           | 1067–1086                                      |
| Chóngzōng 崇宗                                 | Shèngwéndì 聖文帝                              | Lǐ Qiánshùn 李乾順,                            | 1086–1139                                      |
| Rénzōng 仁宗                                   | Shèngzhēndì 聖禎帝                             | Lǐ Rénxiào 李仁孝                              | 1139–1193                                      |
| Huánzōng 桓宗                                  | Zhāojiǎndì 昭簡帝                              | Lǐ Chúnyòu 李純佑                              | 1193–1206                                      |
| Xiāngzōng 襄宗                                 | Jìngmùdì 敬穆帝                                | Lǐ Ānquán 李安全                               | 1206–1211                                      |
| Shénzōng 神宗                                  | Yīngwéndì 英文帝                               | Lǐ Zūnxū 李遵頊                                | 1211–1223                                      |
| Xiànzōng 獻宗                                  | inexistant                                     | Lǐ Déwàng 李德旺,                              | 1223–1226                                      |
| Mòzhǔ 末主                                     | inexistant                                     | Lǐ Xiàn 李晛                                   | 1226–1227                                      |

## Galerie d'illustrations

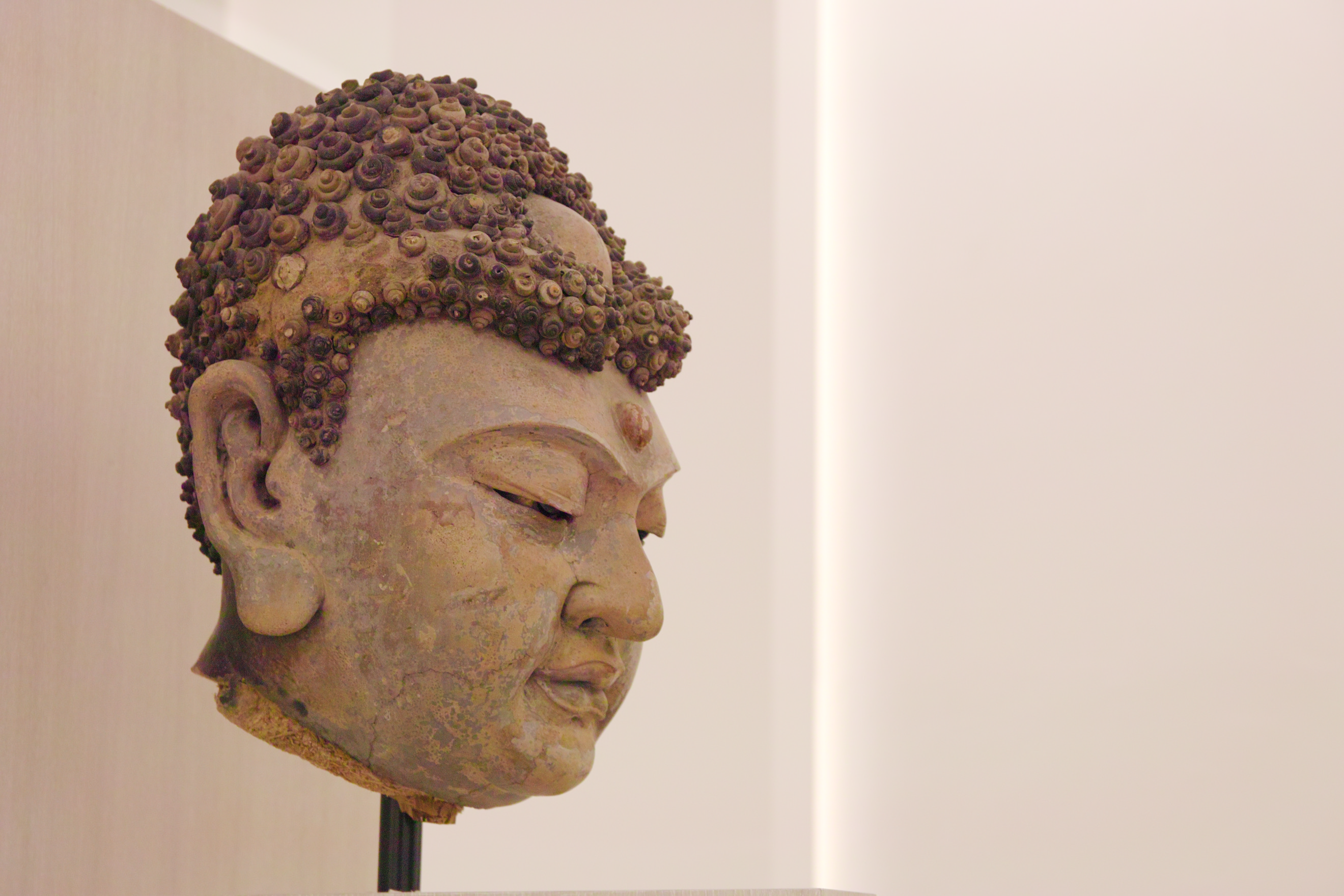
Une tête de Bouddha en argile, Xia Occidentaux, XIIe siècle.
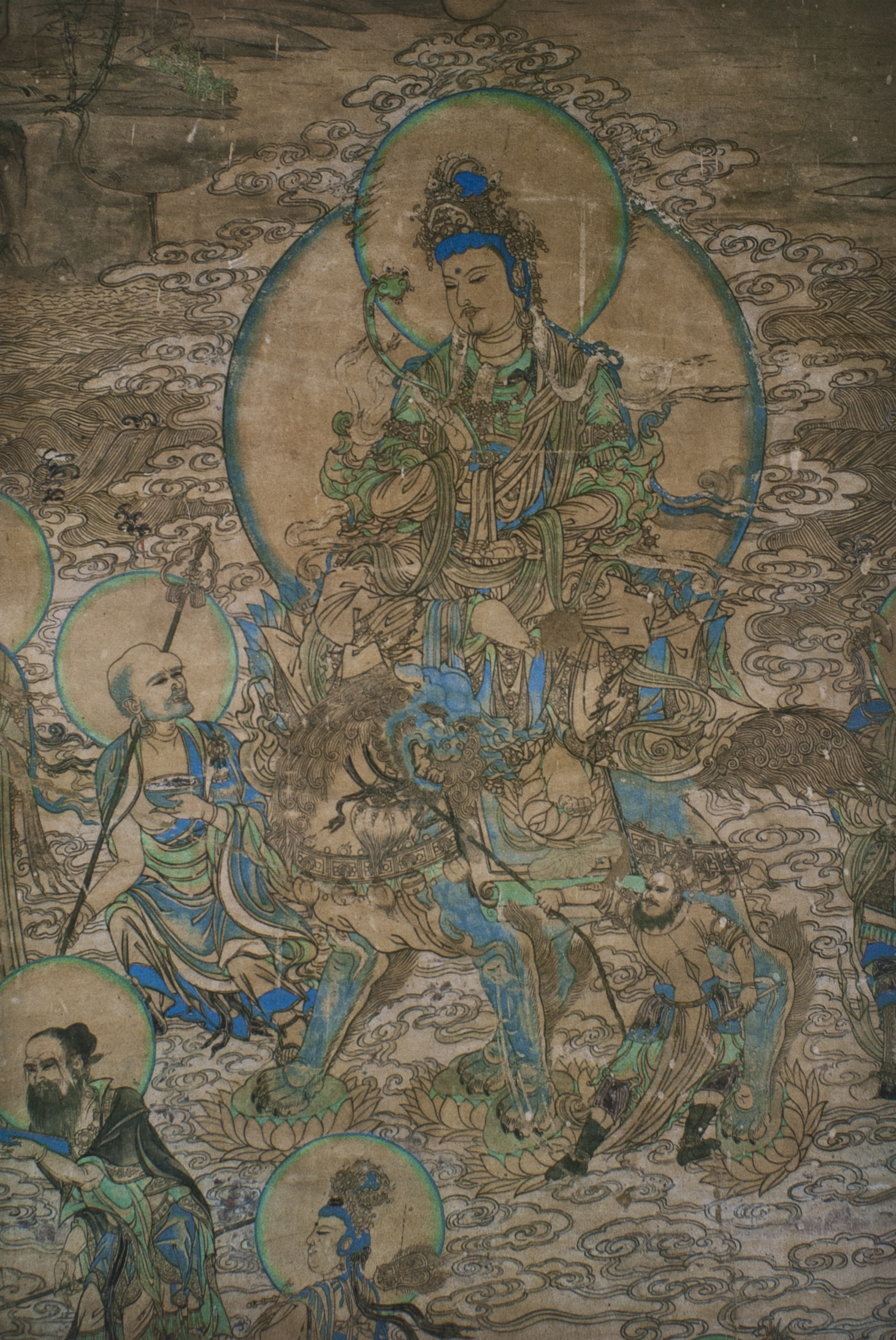
Peinture représentant le bodhisattva  Manjushri , provenant des grottes de Yulin, Gansu, Chine, dynastie des Xia occidentaux.
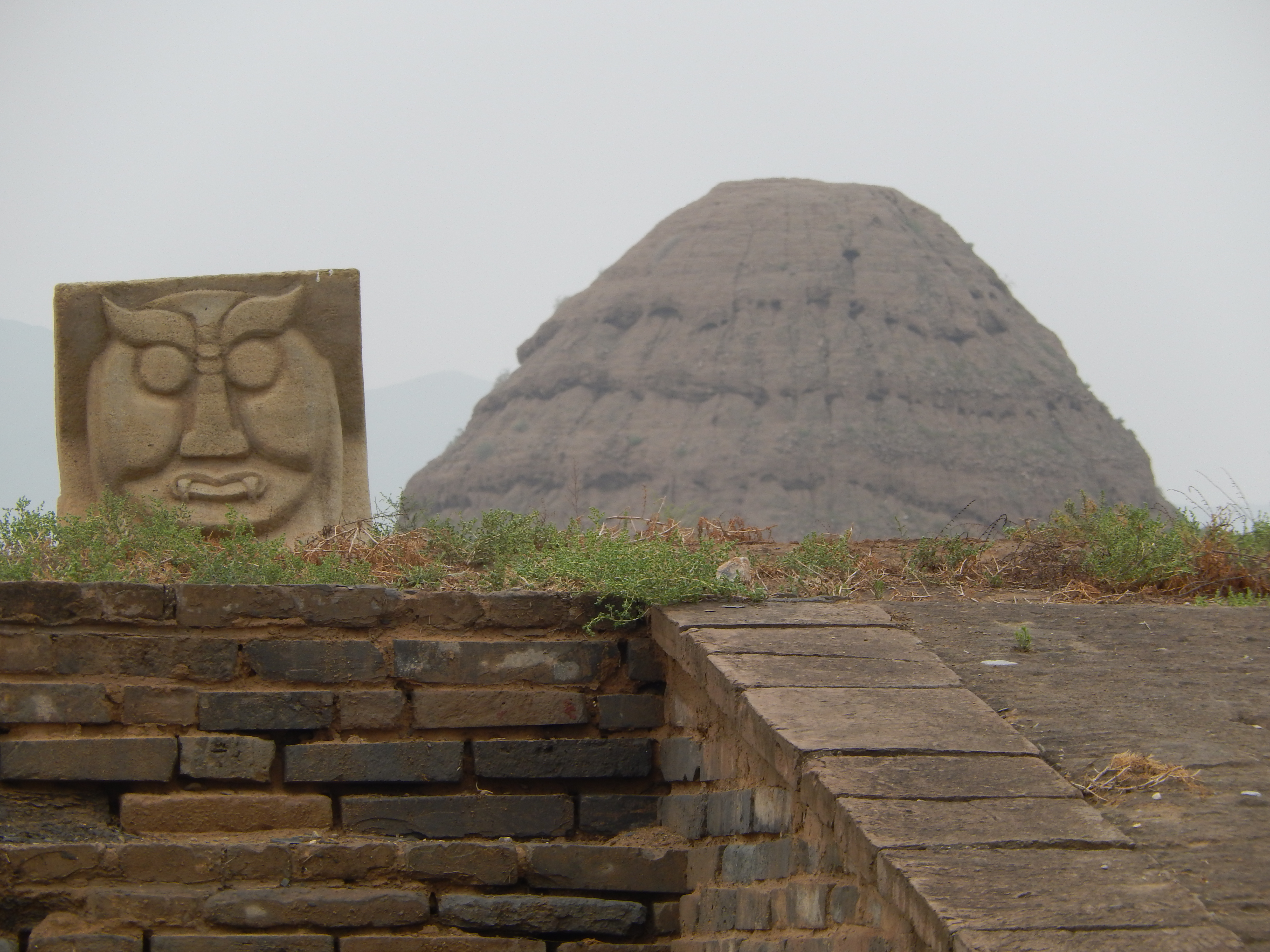
Tombe No. 3 de la nécropole des Xia occidentaux, Ningxia.
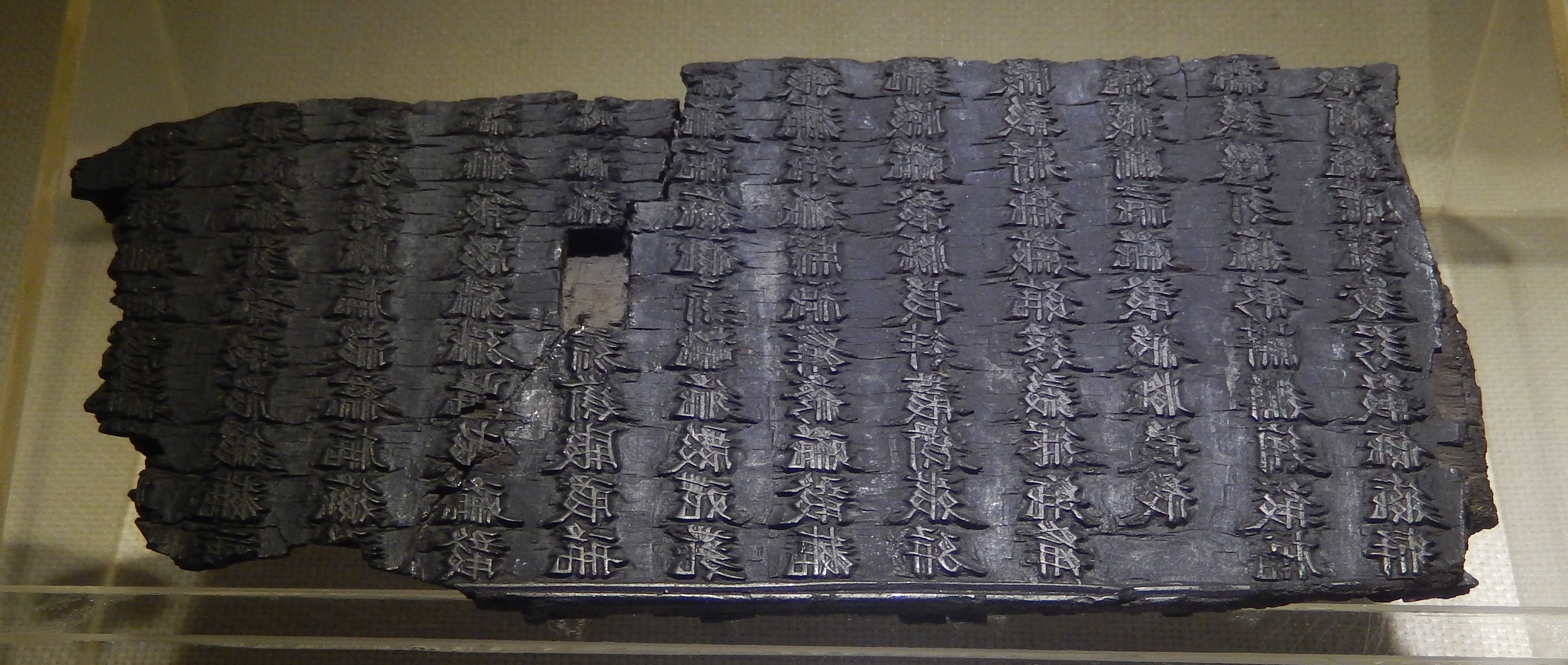
Blocs d'impression de caractères en écriture tangoute.
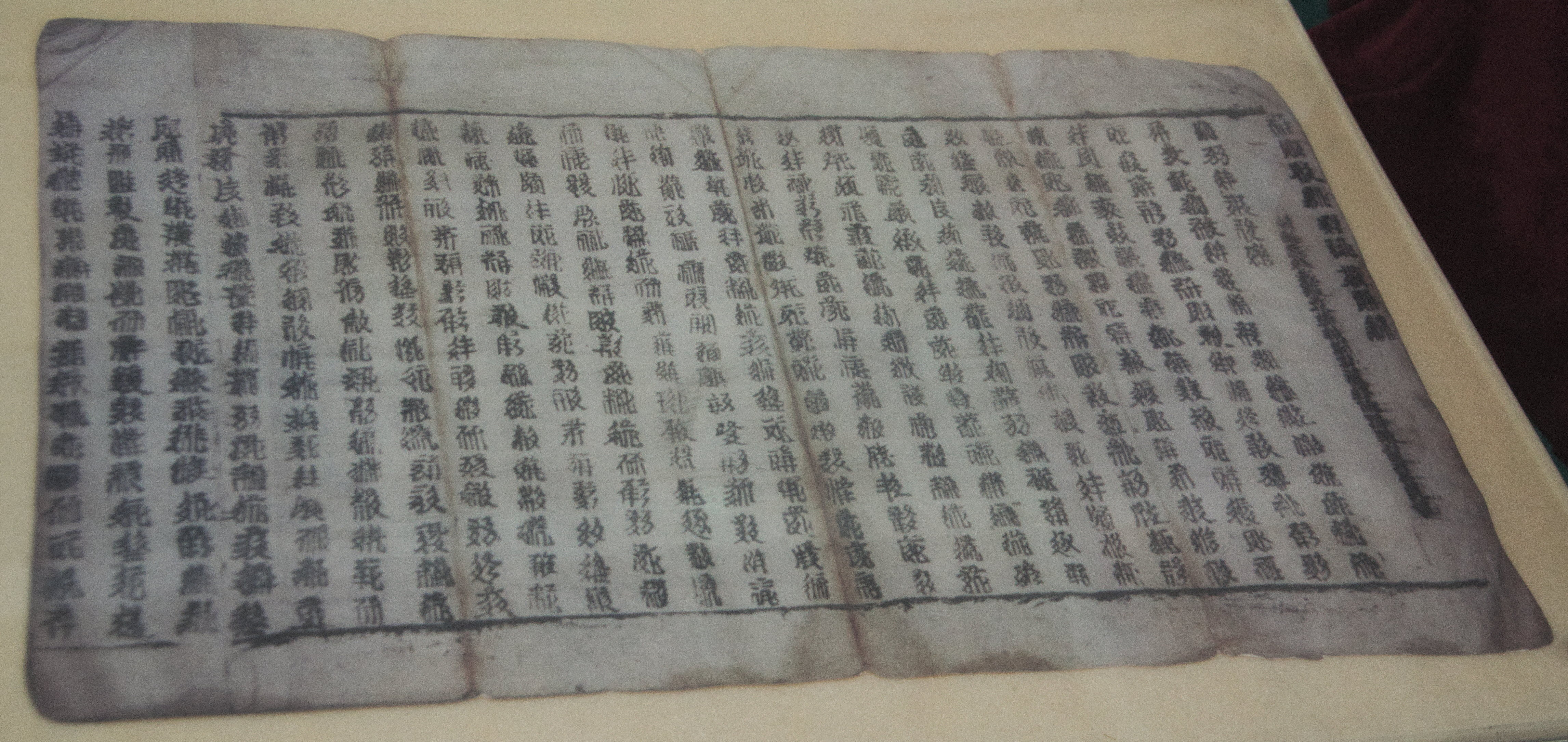
Autres blocs d'impression de caractères en écriture tangoute.
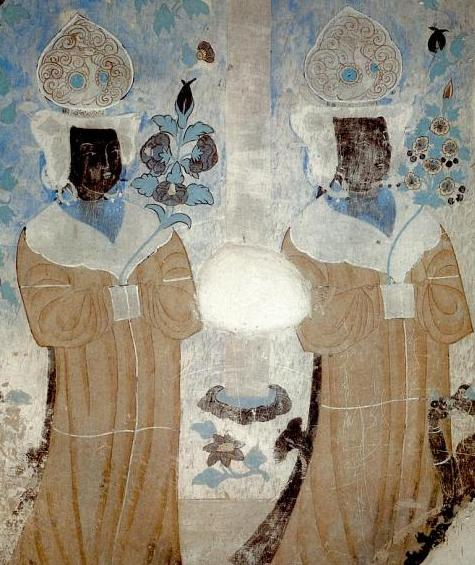
Concubines d'un empereur Tangoute
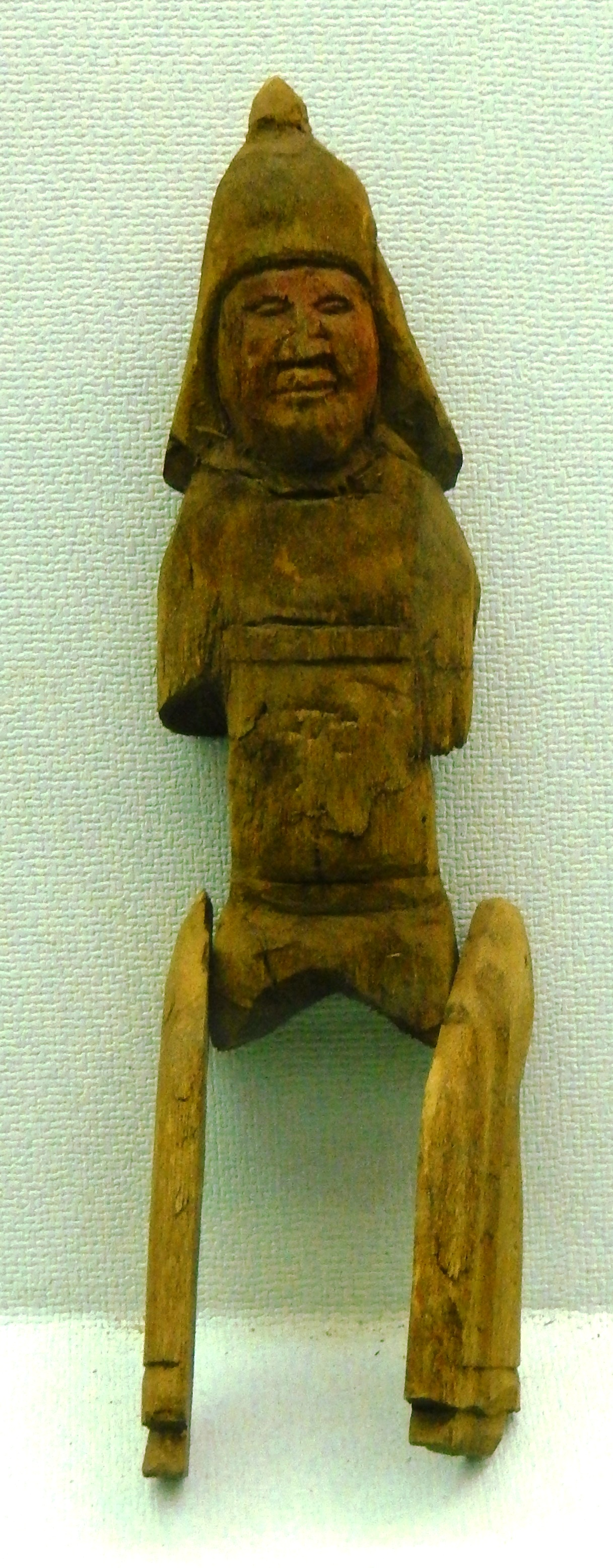
Statuette en bois représentant un soldat Tangoute
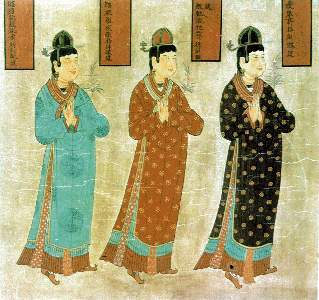
Femmes Tangoutes
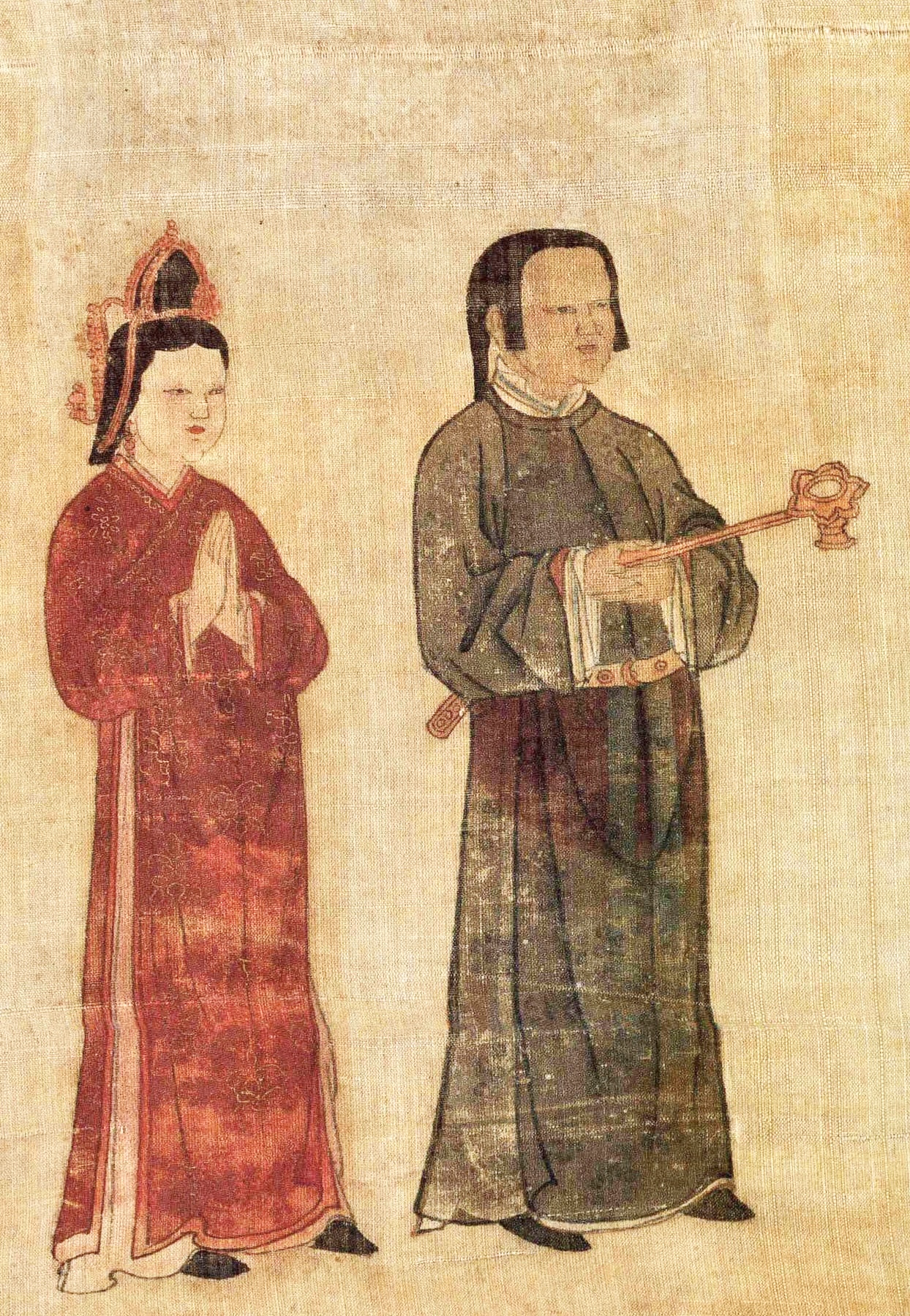
Femme Tangoute en habit de mariée
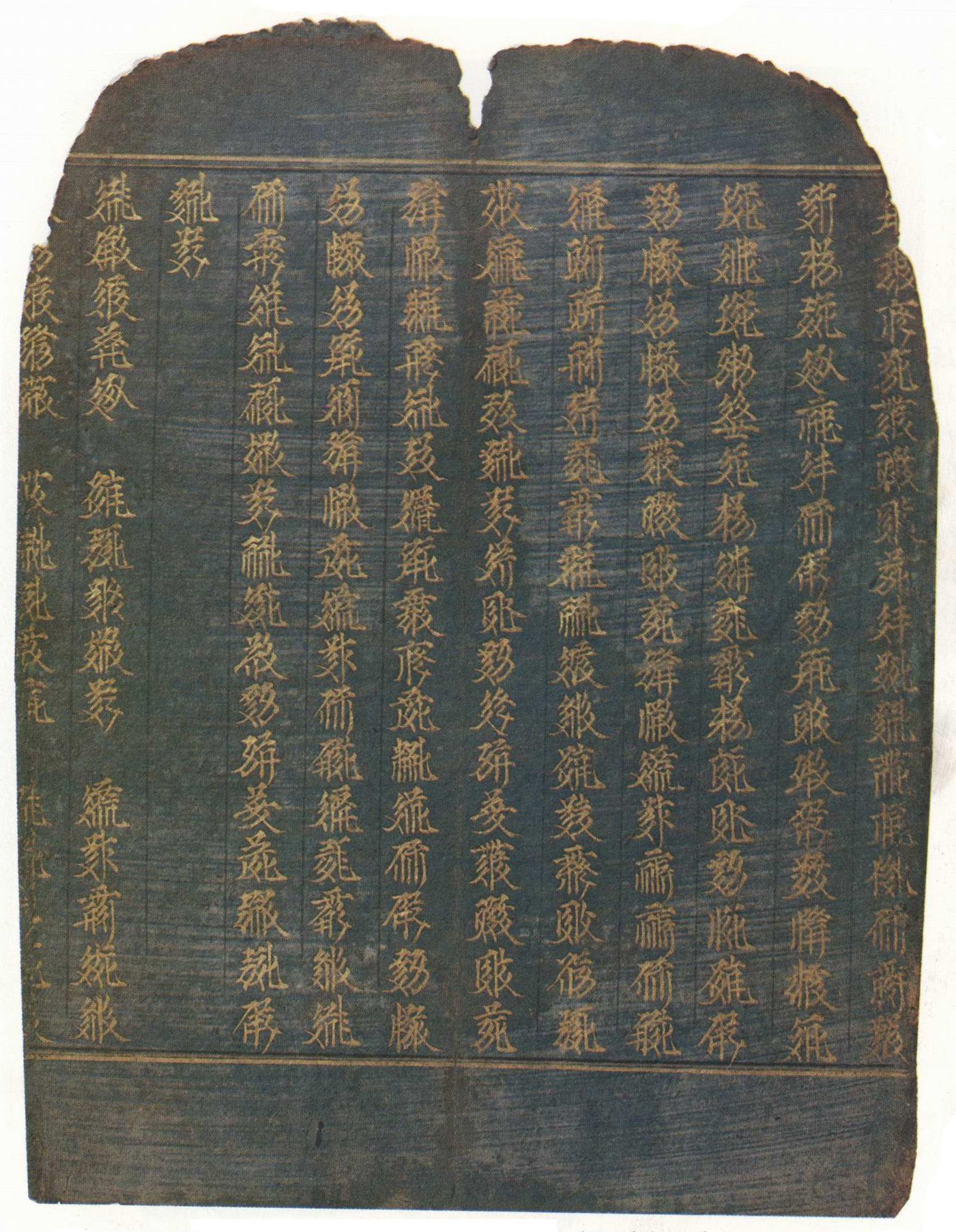
Le Suvarnaprabhasa Sutra, ou Sūtra de la lumière d'or, écrit en Tangoute

## Sources
- (en)/(en) Cet article est partiellement ou en totalité issu des articles intitulés en anglais « Western Xia » (voir la liste des auteurs),  « Western Xia » (voir la liste des auteurs) et en anglais « Emperor Yizong of Western Xia » (voir la liste des auteurs).

### Articles liés
- Tangoutes
- Nécropole des Xia occidentaux
- Invasions mongoles des Xia occidentaux
- Invasion mongole en Chine
- Tangoutologie
- Histoire de la Chine
- Khara-Khoto
- 108 stupas
- Pagode Hongfo